# 風の聖痕
『風の聖痕』（かぜのスティグマ）は、山門敬弘による日本のライトノベル。イラスト・キャラクター原案は納都花丸。第13回ファンタジア長編小説大賞準入選作品（応募時のタイトルは「風に祈りを」）。富士見ファンタジア文庫（富士見書房）より、2002年1月から2010年3月までに既刊12冊（本編6冊、短編集6冊）が刊行されたが、作者死去により絶筆となった。
ドラマCDが発売された後、2007年にはアニメ化、漫画化、ゲーム（テーブルトークRPG）化などのメディアミックス展開が行われた。

## ストーリー
一般人には知られていないが、この世界には魔術を操る魔術師が存在している。その中には自然の力を司る精霊の力を借りて妖魔を退治する人間「精霊術師」も含まれる。八神和麻は、炎術師の名門・神凪家に生まれながら炎術の才をまったく持たなかったために一族から追放され、日本を離れた。4年の月日が流れ、超一流の風術師となって再び日本の地を踏んだ和麻は、タイミングよく起こった神凪の術者の殺害容疑をかけられてしまう。
第1巻
4年前、日本を出て中国へ発った八神和麻（旧姓：神凪）。帰国して間もなく風の精霊を用いた風術によって妖魔退治で生計を立てていたが、ある日突然、身内殺しの疑いが掛けられてしまう。殺されたのは妖魔退治を生業とする炎術師の名家・神凪分家の人間たち。
幼少の頃、和麻は炎術の才能がなかったため分家の人間たちから見下され、虐待を受けた過去があった。さらには両親にすら失望され勘当されたことで家を追い出されていた。動機は十分にあるとして神凪宗家より分家最強の二人が刺客として差し向けられたが、和麻はこれを軽く戦闘不能に追い込み返り討ちにする。直後、殺人の実行犯の襲撃により刺客たちが殺されてしまう。そこへ現れた再従妹の綾乃は、和麻を殺人犯だと確信して怒りに駆られ襲い掛かる。だが和麻はこれを軽くいなして退散する。
その知らせを受けたことで神凪宗家ナンバー2にして和麻の父・厳馬が乗り出してきた。彼こそが和麻を宗家から追い出した張本人であった。和麻は父を挑発して戦闘に引き込み、死闘の末、入院確実のダメージを与えて勝利する。
ホテルに戻ったところで可愛がっていた弟・煉と再会を果たす。しかしそこへ殺人の実行犯とその仲間が現れ、煉が拉致されてしまう。和麻は神凪とは完全に袂を分かつ気でいたが、煉を助けるには敵の正体を知る必要があると考え、4年ぶりに生家へと帰参。神凪宗主・重悟と接触し、煉が拉致されたことや実行犯の素顔など情報を渡したことで黒幕は神凪の下部組織・風牙衆だと判明する。
風牙衆はかつて暗殺や破壊工作などを金で引き受ける凶悪な集団だったため、幕府の命を受けた神凪に捕縛された過去があった。しかし風術は索敵・探知に長けているのでその力を利用しようと考えた神凪は、彼ら力の源である「神」を封印することで幕府を説得し、風牙衆を下部組織として取り込んだ。
下部組織といっても実際の扱いは奴隷のそれに等しく、宗家も分家も揃って風牙衆を正当に評価せず見下し続けていた。結果、現頭領・風巻兵衛を中心に反乱が行われた。
殺人の実行犯の正体は兵衛の息子・流也。彼は上級妖魔を宿したことで神凪宗家に匹敵するだけの力を手にしていた。しかし兵衛はそれだけではなく、煉を利用することで「神」の封印を解き、かつての力を取り戻し本格的に復讐を始めようとしていた。即ち「神凪の皆殺し」である。
重悟だけは風牙衆に対して穏健に接していたが、復讐に狂った兵衛にとっては彼も抹殺対象に過ぎなかった。
綾乃とコンビを組んだ和麻は、流也の相手を綾乃に押し付け、神凪の聖地にて兵衛と対峙。間一髪のところで煉を助け、神の復活を阻止する。
一方、綾乃は流也に惨敗を喫し、命の危機に陥るも和麻によって救われる。
その後、再び煉を狙った兵衛だったが返り討ちに遭い神凪の炎に焼かれて消え去った。流也もまた、風の精霊王との契約で得た「契約者（コントラクター）」の力を解放した和麻によって弱体化させられ、そこを突いた綾乃によって完全に消滅させられた。
こうして風牙衆は崩壊し、復讐劇は彼らの敗北という形で幕を閉じた。戦いが終わった後、和麻は病院送りにした父親と言葉を交わす。
4年前、和麻を無能と謗り追い出した厳馬だったが本心では息子に愛情を持っており、神凪という楔から解き放つために出家させたというのが真相だった。しかし和麻は母親に父親を説得してほしいと頼み込み、「炎術を使えない無能な息子はいらない」と告げられたことでどんな化け物よりも両親を恐ろしいと思うようになり中国へと経ってしまった。和麻は「両親にとって自分は失敗作だから不要な存在」と父を誤解・軽蔑していたが、それも厳馬から息子として「神凪」を名乗ってほしいと嘆願されたことで幾ばくか氷解。
だが今の自分を捨てることはできないと父の頼みを断った上で「親父」と呼び、そのまま立ち去っていった。
第2巻
風牙衆との戦いが終わり、和麻が重悟から宴会の席に呼ばれていた。そこへ分家の一つ・大神の娘・操が現れる。彼女は突然和麻に刃を向け襲い掛かるが失敗に終わる。
先の風牙衆との戦いで操は兄・武哉を流也に殺されていた。その死の責任は和麻にもあるとして暗殺に及んだ。しかし和麻は操に手を出すことなく見逃した。
その後、妖魔スライムによる連続殺人事件が起こる。重悟から依頼を受けた和麻は、同行するはずだった綾乃を「足手まとい（探索には役に立たない）」と言い捨ててしまう。
和麻は調査の末、スライムを使役していたのは操の仕業だと突き止める。操は自らを妖魔化させ、スライムを使役して数百人にも及ぶ生気を集め、和麻を倒すために力を蓄えていた。しかし、それでも和麻は操に危害を加えようとしなかったため、重悟から依頼を取り下げられてしまう。
分家の人間が妖魔に成り下がるという前代未聞の事態を重く見た神凪は、警察の退魔組織「特殊資料整理室」に調査を依頼。操の居場所を探し出すことに成功する（実際には和麻を誘き出すためにわざと見つかったというのが真相）。
操の父・雅行は、娘の暴走により進退窮まったため、娘を殺すことで汚名をそそごうとする。しかし、操の力は既に分家を超えており、雅行は返り討ちにされ逆に生気を取り込まれてしまう。
その場に現れた和麻は容易く操を制するが、実は彼女の背後には真の黒幕であるミハイル・ハーレイという黒魔術師が潜んでいた。
彼は和麻に怨みを持っており、操を弄ぶことで和麻を苦しめるつもりだったが、潜在能力に目をつけ、和麻を倒すため本格的に利用する方針に切り替えた。操が狂ったのは彼に倫理観を奪い取られて「復讐のためなら全てが許される」というゆがんだ心を植えつけられてしまったからだった。
ミハイルはとある組織に所属しており、和麻を殺すことで得られる地位と名誉を胸に戦いを挑む。操を核としスライムの集合体はドラゴン形態へと変わり、ヴリトラと呼ばれる巨大妖魔となった。操を人質に取られ劣勢を強いられる中、和麻は負傷してしまう。それでも自分一人で操を救い出そうとする。
綾乃は仲間をまったく信用しようとしない和麻を怒鳴りつけ、信頼を勝ち取った。和麻と綾乃が力を合わせて発現させた「蒼炎」によってヴリトラは破壊され、最後の悪あがきにミハイルは操を再度人質に取るが、和麻の怒りを買っただけに終わり蒼炎に焼かれて消滅した。
正気を取り戻し、多数の命を奪ったことで自殺願望に捉われる操だったが和麻の説得により、自ら命を絶つのではなく生き続けて償いの道を探し出すことを考え立ち直る。
その後、操は神凪を出家することとなったが、その際に和麻は、なぜああまでして自分を助けてくれたのかと理由を問われる。
実は幼少の頃、和麻が分家からの虐待で殺されかけた時、一度だけ操が助けてくれたことがあった。それを今でも恩義としていたからこそ、和麻は神凪を敵に回してでも操を救おうとした。立ち去っていく操を和麻は静かに見送った。
第3巻
ある日、煉は不思議な雰囲気を持つ少女・亜由美と出会う。どんどん惹かれていく煉だったが、彼女は地術師の名家・石蕗が行う儀式の生贄にされることが決まっていた。
そこへ石蕗のナンバー2・真由美とその従者・勇士が現れる。煉は、亜由美を連れ戻そうとする勇士を倒すも真由美から現実を突きつけられる。亜由美の正体は儀式の生贄にされるためだけに生み出された真由美のクローンであった。
この儀式とは大祭と呼ばれており、魔獣の力を弱め再封印するためのものだった。煉は戦意を喪失し、結果的に見捨てる形となり亜由美は連れていかれてしまう。
一方、和麻はピクシーの少女ティアナから依頼を受ける。石蕗の手によって盗まれた精霊の卵を取り戻してほしいというものだった。現代の技術ではクローンを生み出せても年齢を引き上げることはできなかったため、石蕗は精霊の卵を用いることで亜由美の肉体を成長させた。
亜由美のことを忘れようとする煉だったが、綾乃からの叱責と励ましで立ち直り、亜由美に自分の思いを伝えるべく綾乃と共に富士山へ向かう。しかし道中、石蕗の首座・紅羽が放った刺客として勇士が現れる。
彼は実力では煉には及ばないことから紅羽の手によって妖魔化させられていた。苦戦を強いられる煉だったが、和麻が駆けつけたことで形勢逆転。和麻の攻撃で勇士の技を破り、その隙を突いた煉は勇士に巣食う妖魔だけを消滅させた。
煉は真に倒す敵は富士山に封印された魔獣にあると考え、討伐を申し出る。そこへ今度は紅羽が一行と対峙するが、和麻は彼女の力が地術師とは異なる重力制御であると気づき、魔獣の手下に成り下がっていることを見抜く。
紅羽の目的は妹・真由美と亜由美の二人掛かりによる儀式を用いて魔獣の力を極限まで弱め、取り込むことにあった。しかし、実際は魔獣から力をもらった時点で妖魔化し操られていた。
その事実に狂乱した紅羽は和麻によって滅ぼされたが、彼女が持っていた力と憎悪は魔獣へと還り宿ることとなった。
石蕗との戦いの最中、和麻の攻撃の余波で封印が破れ、魔獣・是怨がついに復活。無尽蔵の再生能力の前に苦戦を強いられるが、真由美と亜由美が二人掛かりで大祭を行ったことで勝機を得、是怨は綾乃と煉の同時攻撃で身体を砕かれ、最後は和麻によって一欠けらもなく消滅させられた。
亜由美は急激に成長させられた影響で寿命がわずかとなっており、そこへ大祭を行った負担で命を終える寸前となっていた。最期に煉と言葉を交わし、亜由美は一つの魂として消えていった。
落ち込んでいた煉だったが、亜由美は卵の影響により妖精として生まれ変わり世界のどこかで生き続けていることを知り、立ち直る。中学生になった煉はこれまでの幼く弱かった自分と決別し、少しずつだがたくましく成長していくこととなる。
第4巻
新宿を中心に少年たちの間で異能バトルなるものが流行っている、という話がネット上に流れていた。
これは万魔殿（パンデモニウム）と呼ばれるサイトにアクセスし、そこで力を授かることで異能を得た少年たちが実際に殺し合いを繰り広げるというものだった。彼らは資格者（シード）と呼ばれていた。
聖陵学園の生徒・内海浩助は女子テニス部の盗撮を行ったことで彼女たちから制裁を受けたが、資格者となったことで報復を開始する。しかし綾乃の友人・久遠七瀬に取り押さえられ、警察に引き渡されてしまう。
また和麻・綾乃の両名もそれぞれ異能を使う者たちに襲われ、これを破り、その正体を知る。
少年たちは力を与えられたのではなく、電子回線を通じて妖魔を憑依させられ、乗っ取られていく過程の中で一時的に力が行使できるというだけに過ぎなかった。
一方、中学生になった煉はガラの悪い同級生・高志を懲らしめる。その結果逆恨みされることとなり、高志の兄・清志に襲われる。
彼もまた妖魔を憑依させられた資格者だったが、煉の敵ではなかった。清志から情報を引き出した煉は、万魔殿が現実に存在することを知り単身調査へ向かうが、逆に囚われの身となってしまう。
煉救出のため和麻と綾乃は現実世界の万魔殿に乗り込み、そこで黒幕であるヴェルンハルトと対峙する。彼の正体は、かつて和麻が戦った魔術結社アルマゲストのナンバー2であった。首魁アーウィン・レスザールは和麻によって殺されており、その復讐のためヴェルンハルトは来日したのだという。
一方、和麻とは別ルートで侵入した綾乃はラピスという少女と交戦を開始。戦いの末に和麻たちの前へなだれ込む。
するとラピスを見た和麻は途端に正気を無くしてしまう。ラピスの姿はかつての恋人・翠鈴（ツォイリン）と瓜二つだった。ヴェルンハルトは己の力を用いて翠鈴の残留思念からラピスを生み出した。ラピスの攻撃で万魔殿を破壊し、ヴェルンハルトたちは和麻を嘲笑いながら立ち去っていった。
第5巻
万魔殿の崩界から逃れた和麻は、偽物の恋人とその造物主を殺すために活動を開始。資格者たちを次々と襲い、彼らの記憶に干渉しヴェルンハルトの居場所を探し出そうとする。
その最中、ひと時の休息に入った和麻は夢を見る。
神凪から追い出された後、中国へと渡った和麻は翠鈴と出会い、恋人となり平穏な日々を過ごしていた。しかし魔術結社アルマゲストの首魁アーウィン・レスザールによって、翠鈴は悪魔の生贄に捧げられてしまう。
返り討ちに遭った和麻は使い魔に殺されかけた際に風術に目覚め、修行の末に力をつけアーウィン・レスザールを殺害し仇を討った。
一方、警察に捕らえられた内海はヴェルンハルトの手助けにより脱出を果たしていた。そして七瀬を拉致することに成功する。実は内海を泳がせようと判断した和麻が密かに協力していた。
目的のために手段を選ばなくなった和麻は、神凪から危険視されるようになり、綾乃・煉の両名が止めるべく出陣。復讐のために戦う和麻、そんな彼を止めようとする綾乃と煉、そして更なる力を求めた資格者たちが新宿中央公園に集結する。
そこにはもう一つの万魔殿が隠されていた。そこで居合わせた和麻を止めるべく綾乃は奮闘し、その末に和麻を正気に戻すことに成功する。こうして和麻を加えた一行は再び万魔殿に突入を開始。
しかし玉座に待っていたのはヴェルンハルトではなく、最強の資格者となった内海浩助だった。彼はヴェルンハルトを殺したことを告げ、今度は和麻たちに襲いかかるがあっさりと返り討ちに遭う。
だが首をはねられたはずの内海は、突如としてその場に現れたラピスによって蘇生させられる。実は既に内海の人格は妖魔によって食いつぶされており、今の彼はヴェルンハルトが生み出した精神コピーに過ぎなかった。
その事実を知った内海だったものは精神バランスが崩壊し廃人と化した。
そして万魔殿に集結した資格者たちはすべてが生贄へと捧げられ、最強最悪の大悪魔「無価値」のベリアルが間もなく降臨するという。そのことを告げたラピスは再び姿を消した。
113人の魂を捧げてもベリアルを呼び出せるのは片腕を数秒間が精一杯だったが、出現の余波だけで東京一帯が壊滅するという。万魔殿の崩壊に伴い出現したベリアルの片腕は、和麻、綾乃、煉の総攻撃によって撃退された。
力尽きた彼らの前にラピスを連れたヴェルンハルトが現れる。彼は別れの挨拶を告げるためにベリアルを呼び出し、和麻たちと戦わせた。しかしベリアルを撃退するその力を目の当たりにしたことで戦意を失い、手を出すことなく立ち去っていった。
去り際にラピスは、和麻に対し「私は貴方を殺したい」と言い残していった。戦いが終わった後、和麻が己の胸中を綾乃に打ち明ける。風術の覚醒は、自分が殺されそうになった時。恋人を助けようとした時ではなかった、と。
命の優先順位から己の卑小さを知った和麻は、ずっと自分を責め続けていた。綾乃から励ましを受けた和麻は、不器用ながらも好意を示すが、その結果、綾乃は池に落ちてしまう。
激昂した綾乃から極大の炎を見舞われたところで物語は一時幕を閉じる。
第6巻
仕事の帰り道、和麻と綾乃は謎の少年から襲撃を受ける。彼は風の神器「虚空閃」を所持しており、和麻でも苦戦を強いられるほどの相手だった。しかし少年の技を見切ったことで形勢逆転し追い詰める。
そこへさらに新たな登場人物が二人も現れる。彼らの名はガイアとクリスティアン・ローエングラム（以下クリス）と名乗った。彼らは地と水の神器を持っており、残り二つの神器を揃えるべく綾乃が持つ炎雷覇と少年が持つ虚空閃を奪いにきたという。
二人はガイアとクリスを撃退し、少年から事情を聴くことに。少年の正体は、中国における風術の大家・凰家の娘であった。虚空閃を奪うべく現れたガイアによって父親を殺され、復讐のため女を捨て、男装し小雷（シャオレイ）という偽名を名乗っていた。
生き延びた小雷はガイアとクリスを追って来日し、次に狙われる炎雷覇の持ち主がどれほどの実力か確かめるべく襲い掛かった。ガイアたちは四つの神器を用いた魔術儀式を執り行うつもりだというが、それがどういうものなのか、またどうやって行うつもりなのかまではわからなかった。
こうして神凪で保護されることになった小雷だが、ガイアとクリスの居場所を知ると一人出撃。しかし力及ばず返り討ちに遭ってしまった。
続けて駆けつけた和麻はガイアと、綾乃はクリスと交戦することに。彼らは風と炎の精霊を喰らう妖魔を二匹従え、和麻たちの力を無力化。一気に優位に立つも和麻と駆けつけた厳馬によって妖魔は二匹とも倒されてしまう。
こうしてクリスは綾乃に敗北して身体を焼かれ、ガイアは和麻に倒され敗死。
醜い姿になり果てたクリスは一人戦おうとするが、その場に現れた真の黒幕・精霊喰いゴートの介入によって戦闘は停止。ゴートは和麻と綾乃の同時攻撃を容易く「喰らう」と、冷静さを取り戻したクリスと共に姿を消した。
一方、致命傷を負っていた小雷は余命いくばくもない状態だった。最期に和麻に虚空閃を託そうとするが和麻は拒否。契約者の力を用いて半ば強引に小雷を虚空閃と契約させ、神器を体内に宿させることで生命力を増幅させ延命させた。
第7巻（遺稿のため序盤のみ）
神凪のお抱えである病院に搬送された小雷は無事一命を取り留めていた。見舞いに来た綾乃からガイアが死んだこと、クリスは撤退したこと、真の黒幕は精霊喰いゴートであること、和麻によって虚空閃を継承させられたことなどを聞かせられる。
復讐心に駆られていた小雷だったが、黒幕の存在を知るとそちらを倒す方が大事だと告げる。同時に復讐者としての完成形ともいえる和麻を見て、ああなってしまうのが恐ろしいとも思うことを独白した。
その後、小雷は和麻に「俺のものになれ！」と告白。しかし和麻の力を利用して凰の分家をけん制するためだとして和麻に断られた。
話を聞いていた綾乃は和麻をロリコン、ペド野郎など散々罵倒した。もっとも和麻は、名家の令嬢にもその財産にも興味がないようだった。

## 登場人物
※声優はアニメ版、ドラマCD版と分けて記載。

### 主要人物
神凪宗家の血を引く三者を記す。
八神 和麻 （やがみ かずま）
声 - 小野大輔 / 渡辺明乃（子供時代） / 佐々木望（ドラマCD版）
本作の主人公。6月16日生まれ、22→23歳。身長176cm（推定）。O型。旧姓は神凪（かんなぎ）。
現存する世界唯一の契約者（コントラクター）。風の精霊王と契約を交わし、瞳に聖痕を有する世界最強の風術師。帰国後は悪霊退治をはじめ、綾乃のボディガードなどで生計を立てている。
信条は「刃向かう者は老若男女問わず皆殺し」。無償で人助けはせず、理由がなければ平気で見捨てる。相手が美人なら助けるし、依頼人を裏切ることもない。
炎術師の名門・神凪宗家の生まれ。非常に優秀で多くの才能に恵まれながら、「炎術師の家系に生まれながら炎術の才能がなかった」だけで不遇の幼少期を過ごし、分家の人間からは炎術で身体を焼かれ、見下されて育ってきた。母親からも愛情を向けられず、父親からは休む暇も与えないほど厳しい修行をつまされており、父・厳馬を「恐怖の対象」としか見ていなかった。一方で「自分は両親に愛されている」という希望を持っていた。逆に炎術の才能に恵まれ両親から期待されていた弟・煉とは顔を合わすことも許されなかったが、兄として尊敬して懐いて来ることから憎み切ることはできず今でも可愛がっている。一族のほぼすべてから虐められていた和麻にとって目を掛けてくれた叔父・重悟は「もう一人の父親」と呼べる存在でもあった。従妹の綾乃は弱者の和麻に対しては無関心で虐めようという気すら起きず、和麻の方も「宗主の娘」としか見ていなかった。特に綾乃は自分を神凪から追い出す原因となったが、特に恨みはない模様（正確に言えば無関心だった）。
18歳の時、宗主の重悟が事故で片足を失う。これにより、炎雷覇の所有権および次期宗主の座をめぐる「継承の儀」が執り行われたが、当時12歳だった綾乃に敗れる。父に勘当され、助けを求めた母にですら「炎術を使えない息子に愛情はない」旨を告げられ、1000万が入ったクレジットカードを手渡されて実家を追い出される。和麻によればこの頃はまだ「自分は両親に愛されているという妄想をしていた」という。
逃げるようにして渡った香港で料理屋の看板娘・翠鈴と恋仲になり、情報屋の黄影龍から仕事を世話され「なんでも屋」として活動を始める。だが銃を持った男を相手に立ち回るなど危険なことをしていたため「お前は特別な人間じゃない」と黄から厳しくたしなめられている。聞き入れて反省はしたが、西洋の魔術結社アルマゲストの首魁アーウィン・レスザールによって翠鈴が悪魔への生贄に捧げられてしまう。当時の和麻では歯が立たず惨敗を喫した後、使い魔に殺されかけた際に風術師としての才能を開花させる。しかし仇敵はすでに立ち去った後だった。それも力が目覚めたのは「恋人を守ろうとした時」ではなく「自分が殺されそうになった時」。今まで自覚していなかった命の優先順位から己の卑小さを思い知らされ、現在も影を落としている。
瀕死のところを仙人である霞雷汎に助けられ一命を取り留め、彼がアーウィン・レスザールと渡り合える実力者というのに目をつけ弟子入りを果たす。だが風術に覚醒したばかりだったことから師の意向により、兄弟子・李朧月に叩きのめされ鼻をへし折られる。以後は仙術を風術の下地にすることで制御に用い、二年後、霞のもとを発つ。その際に「八神」姓を授かった。
それからは霧香と出会い、共にとある事件の解決を行う。だがこの頃の和麻は復讐鬼そのものだったため霧香には恐怖の対象としか見られていなかった。その後、次々とアルマゲストの支部を襲撃し、ついにアーウィン・レスザールを仕留め復讐を終える。
以後の足取りは不明だが風の精霊王と契約し、風術を極めた後は日本へと戻った。本編はここからスタートすることとなる。2巻ではいつの間にか霧香と再会しており、性格が変わり過ぎていたため呆気に取られたという。彼女との付き合いが始まったのも帰国後となる。
高い実力を持ちながら騙し討ちや小細工で嵌めるような戦い方を好み、厳馬との初戦でもこれを用いて勝利している。最悪の場合、気が乗らずに平気で敵前逃亡したりもする。それは彼が自己過信を危険視し、敵対する相手の力を過小評価しないためでもある（上記の影龍の教えを守っている）。これに関してはポリシーを持っており、相手を騙してナンボの小技を必勝の策と勘違いする輩に対する評価は辛い。
著しく勤労意欲に欠けているため、普段は楽でおいしい仕事（重悟から任された綾乃の護衛）ばかりして稼いでいるが、一度契約した仕事についてはやり方はともあれきっちり果たそうとする。仕事を干されたりするのを避けるための職業意識だが、その姿勢が災いし、結局は頻繁に厄介事に巻き込まれて苦労を強いられている。「強い者と戦いたい」という考えはまったくない和麻からすればいい迷惑となっている。
帰国後、神凪とは一定の距離を保っており、基本的に仕事以外では関わろうとしない。これまで厳馬に戻ってくるよう勧められたり、重悟から遠回しに勧誘を受けても、戻る意向を一切見せていない。だが2巻では宴会の席に顔を見せるなど重悟の顔を立てようとするところはある。
風の精霊と同調している時は、身体の方が呆然とした状態になるため周囲からは「気合が感じられない」と誤解されることが多い。実際は、トラックが突っ込んでこようと、ミサイルが打ち込まれようと動じない。
四年前、恋人であった翠鈴（後述）は彼にとって特別な存在であり、彼女を守れなかった自分への失望と復讐に捧げた暗い過去が彼に深い影を落としている。アルマゲストの刺客・ラピスの正体が、翠鈴の残留思念から創造されたと知った時は、彼女と、その造物主であるヴェルンハルトを抹殺しようと奮起していた。利用できるものは利用し、たとえ味方でも、一般人でも犠牲にする事は厭わず、正気を失った状態に陥っており流也を凌駕する風術師と化した。しかし、綾乃との決闘を通じて「大切なものはひとつではないから、過去のために現実（いま）を切り捨てるわけにはいかない」と気づき、普段の自分を取り戻した。アニメ版でも同様の経緯で戦うが「綾乃を仕留められないのは守るために手に入れた力であって、奪うためのものではない」と自分が何のために力を手に入れたのかを思い出し正気を取り戻した。
本作において、風術師としての才能があることについては一切不明で、本人も「変り種」程度にしか考えていない。しかし、力に目覚めた際の描写などから、何か深い理由があることをうかがわせたが、結局明かされることがないまま作者が死亡してしまった。
上記の経歴ゆえ、ニヒルを絵に描いたような人柄をしているが、媒体ごとに掘り下げ具合が異なっている。特にアニメ版では大きく改善されており、良心的かつ感情表現も豊かになっている。

神凪 綾乃 （かんなぎ あやの）
声 - 藤村歩 / 豊口めぐみ（ドラマCD版）
本作のヒロイン。5月12日生まれ。16→17歳。身長162cm（推定）。B型。B84/W59/H83（推定）。一人称は「あたし」。
神凪宗主の1人娘であり、次期宗主として期待される女子高生。和麻とは再従兄妹にあたる。着ている制服は対妖魔に呪的防御が施されており、一着で豪邸が立つ値段（イラストレーター曰く「一億円」とのこと）。
長く黒い髪をロングにしている美少女。
一見「光り輝くような美少女」という容姿だが、口より先に手が出る猪突猛進型。短慮で度量がなく、何事も力尽くで解決しようとする傾向にあり、周囲から行く末を心配されている。無頓着かつ屈託のない性分であり、術者としての一般常識に疎く、また他者に対する配慮が欠けている。
コミカライズ版では職業柄、人との関りを避けており、孤独な中学時代を過ごしていたことが語られている。その際に話しかけてきた由香里、七瀬と知り合って親しくなった。
炎術師としての才能は申し分なく、12歳の時に一族の宝剣・炎雷覇（えんらいは）を継承している。実力は重悟、厳馬に次ぐナンバー3（ただし、和麻曰く「厳馬は炎雷覇を持った綾乃の十倍は強い」）。当初は心身ともに未熟であり、「自分より強い者」と戦う術を知らず苦戦する描写が多かったものの、戦局を変える一手となるだけの力を有している。
4年前、当時12歳だった綾乃は次期宗主の座をかけて和麻と対決するが、当時の彼は精霊術に目覚めておらずあっさりと勝利。その後、4年の空白を経て和麻と再会するが、風牙衆の姦計によって和麻が「叔父を殺した」ように見せかけられたため、当初は彼のことを非常に憎悪していた。疑いが解けた後もなにかにつけて噛みついていたが、これは「自分を歯牙にもかけていない」和麻の態度を見抜き、気を惹くための行為だったと自覚している。4年前は意識にすら上らせなかった相手が強大な存在感を持つ術者となって戻り、今度は自分が無関心を貫かれてしまっていた。
和麻と組むようになってからは、それまでと桁違いの強さの相手と戦うことが多くなり、飛躍的な成長を遂げている。当初、勤労意欲の無さへの反発や彼との力の差への引け目から、和麻のことを激しく嫌悪していたが、行動を共にする内に彼の想いに触れていき、徐々に惹かれ始めているが、未だ本人に自覚はない。しかし術者としては和麻を目標にしており、反発しながらもアドバイスに従ったり、和麻を自分の上に立つ存在と認めている。
原作事実上の最終巻では、後輩の須藤に素直な思いをぶつけることで説得し、「力尽くでしか解決できなかったお嬢様」から大きく成長を果たした。しかし、それが彼女の命を止めることに繋がってしまい、自分に心を開いてくれた後輩のことは決して忘れないと誓っていた。
和麻に揶揄われるたびに（割と過激な）突っ込みを入れるなど半ば漫才のようなやりとりを繰り返している。今まで何度か和麻を相手に戦ったこともあるが、傷一つつけられていない（最強の技である「紅炎」でも受け流されて、和麻を衝撃波で吹き飛ばしただけだった）。
風の聖痕リプレイ「深淵の水龍」では、サブキャラクターとして登場。戦闘シーンはないが炎雷覇で空間を切り裂き水術師ラーンへの道を切り開いたり、大津波を和麻と共に防ぎ一行のピンチを幾度も救っている。同じく宗家の燎に関してはあまり関心がなく、病床に伏していた過去から実力を低く見ていたようだが全てが終わった後は彼を見直している。なお、燎の付き人であり風牙衆の生き残りである美琴とは幼馴染であり今で友人として慕っている。

神凪 煉 （かんなぎ れん）
声 - 森永理科 / 折笠富美子（ドラマCD版）
和麻の実弟。7月15日生まれ、12→13歳。身長155cm（推定）。O型。
兄と違って、溢れんばかりに炎術の才能に恵まれている。和麻のことを尊敬しており、戦闘時の駆け引きなどで参考にすることもある。和麻の方も、弟に対しては嫌悪感情がなく、兄弟仲は非常に良好であり、両親からも可愛がられている。
女の子に間違われることもある美少年。和麻を「兄様」、綾乃を「姉様」と慕う弟属性バリバリの性格だが、中身はしっかり者。周りにレベルの高すぎる術者が多いため、自分には才能がないのではないかと悩んだときもあった。炎雷覇を持たないこともあって術の出力は及ばないが、微細なコントロールなどの技術に関しては綾乃より上で、3巻からは人間に憑依した妖魔だけを焼き尽くすことができるようになった。温和な性格と、内に秘める嚇怒によって順調に一流の炎術師への階段を上り始めている。クラスメイトの花音と達也によく振り回されている。なにより頭も良く、運動もできて、しかも顔も良い。服装が男物でなければ、周囲からは可憐な少女だと勘違いされてしまうことがある。事実、柊太一郎にはボーイッシュな服装でも美少女と勘違いされてしまった。
当初は弟属性バリバリのか弱い少年として描かれることも多かったが、次第に精神的な成長を遂げ、芯の強さを手にしていく。いい意味でも悪い意味でも和麻に（というよりも、兄弟そろって父親に）似てきており、5巻の最後ではうっかり綾乃を怒らせた和麻に助けを求められても、「その場所だと家が焼けるから、塀のほうに移動してください。兄様なら大丈夫です、多分」と平然と見捨てたり、6巻で和麻がくだらないジョークを言った時は父親と同じ種類の冷たい眼差しで見据えたりしていた。
1巻、2巻では弟属性が強く出ているが3巻の終盤で激的な成長を果たし、「睨んでも幼児も泣かせられない眼差し」から「13歳の不良を失禁させる気迫」を放てるほどに成長した。
他人思いの優しい性分ゆえ、作中では「良心で取った行動が、結果的に自体の悪化を生んでしまう」といった一種のトラブルメーカー的な存在でもある。
アニメ版では、当初こそ「兄には神凪へ戻ってきてほしい」と願っていたが、再会時に確固たる信念を聞いて以降、口にしなくなった。
威力重視で戦う綾乃と比べ、煉の炎は多彩に変化を遂げる戦法を用いる。ただし、是怨戦では炎雷覇を持った綾乃をも凌駕する炎を放っていた。
戦闘の経験にかけることから、戦いの駆け引きには弱いという弱点があるが、知勇で克服して大きく成長していった。後に超一流の術者でなければできない「任意のもののみ燃やす」ことが可能となり、これがまだできない綾乃からは嫉妬されてしまう。

### 聖凌学園
皇居の堀から半ば近くに立てられた私立の学園。通っている人間の大半が金持ちか頭脳明晰な少年少女ばかり。裏口まがいの悪政は行われてはいない様子だが、近年進む少子化故に金はいくらあっても足りないのが現状なため、よほど問題を起こさない限り大口の支援者の生徒は退学に処さない模様。なお、理事長は魔術の世界のことを知っており、綾乃に依頼したこともあった。

#### 高等部生徒
久遠 七瀬 （くどう ななせ）
声 - 伊藤静 / 瀧本富士子（ドラマCD版）
高校二年生。綾乃の親友。陸上部所属。身長167cm（推定）。16歳。B82/W58/H85（推定）。
癖のないショートカットが特徴の中性的な美少女。基本的に一貫してクールであり、落ち着いた雰囲気と男のような口調が特徴。
女子からの人気が高く、彼女にタオルひとつ渡すのも争奪戦になるほど。ヴァレンタインには”チョコをもらうタイプ"。
原作では当初、由香里ともども綾乃の炎術について何も知らなかったが、アニメ版では最初から綾乃が術者であることを知っているという設定。
クールと言っても冷淡ではなく気に入ったものには素直に興味を示す性格。服を試着したり、ラッパを「ぱふー」と何度か吹いたりなどしている。
由香里に振り回される綾乃を遠くから身守っている。しかし、あまりにも行き過ぎた行為を由香里が行った時は内心で非難したりはする（それでも関わらないようにしていたが、後に一緒に綾乃を弄るようになる）。
4巻では内海浩介の陰湿なセクハラに業を煮やし、彼を踏みつけたりカメラを蹴り飛ばして壊したりと制裁を与えた。その後、妖魔に寄生されて異能に目覚めた内海に逆恨みを受け、標的にされてしまうが（由香里から渡された違法改造の遠隔用）スタンガンで轟沈するという離れ業をやってのけた。しかし、さらにその後、より強力な異能を手にした内海によって拉致され、自我を持たない操り人形にされてしまう。ボンテージ風のエロティックな衣装で常に内海の側に立たされていた。しかし、後述にもあるようにすでに内海は性欲を持たなかったため手出しはされなかった。
短編では淫魔の亜種に憑依されてしまい、周囲の人間の願望を表出させる体質にされてしまう。男子生徒から熱烈すぎる愛の告白を受けたり、顧問教師から行き過ぎた熱血指導をされそうになったり、久米喜十朗に隔離された際には口移しで聖水を飲まされそうになったりなど、なかなかの不幸っぷりを披露していた。
作者曰く「お気に入り」とのことだが、なかなか活躍の場を与えられないことを悔やんでいた。
アニメ版では第一話の冒頭から登場しており、綾乃の仕事のことも知っている。
篠宮 由香里 （しのみや ゆかり）
声 - 猪口有佳 / 生天目仁美（ドラマCD版）
高校二年生。綾乃の親友。身長157cm（推定）。16歳。B90/W58/H84（推定）。
荒事とは無縁のホワッとした雰囲気のおっとり系美少女。ソバージュにした金髪が特徴。生徒会で書記を務める。
お嬢様然とした外見と裏腹に、警察以上の情報収集能力（ネットワーク）と行動力を持っている。長編では綾乃のサポートとして、短編集ではトラブルメーカーとして活躍する。とにかく面白いことには首を突っ込んで場を引っ掻き回すため、綾乃からは親友関係を疑うほど呆れられたりもする。柊太一郎の恋が実らないことに気づいていながら適格かつ誤解させるようなアドバイスをしては彼を暴走させて遊んでいる。最終巻では一応先輩らしいところは見せており、恋は実らないが太一郎の頑張りがデートに繋がるように上手く誘導していた。
何度か魔術関係の道具や違法改造されたスタンガンなどを調達したことがある。太一郎からも「何者なんだろう？」と疑問をもたれていたが、結局明かされることはなかった。
霧香とはすぐに仲がよくなり、「利用できるものは何でも利用する」という気のあった奇妙な師弟関係を築いていた。原作では内海に拉致された七瀬の行方を探すため資格者の集会場に単身で乗り込むも、内海に見咎められて拉致されてしまい、七瀬同様に洗脳されてしまう。その直前にヴェルンハルトと会話しており、大胆な行動力を評価されていた。
アニメ版では第一話の冒頭から登場しており、綾乃の仕事のことも知っている。
漫画版では綾乃と出会った当時が語られ、職業故に人付き合いを拒んでいた綾乃に由香里から手を差し伸べ、七瀬を加えて3人で遊ぶようになったというエピソードがある。綾乃と出会う前から七瀬とは友達だったことが窺える。また和麻に本気で恐怖した綾乃が、由香里との会話で励まされ迷いを断ち切るなど、精神的に綾乃を支える存在としても描かれている。
風の聖痕リプレイ「深淵の水龍」では主要キャラクターの一人として登場。重悟と面会して「聖陵学園GBC」を正式に発足させ、学園に起こる怪異を調査させた。自身も調査に協力するが水の妖魔に捕まって取り込まれるなど不運に遭ってしまう。また、同作品には彼女の友人である超美形超金持ちのお嬢様「蓮華院かれん」がメインキャラクターとして登場する。
富士見ドラマCDコレクションでは和麻に夕飯をタカった際には彼から「お前を甘く見ていた」「綾乃以上に飲み食いする女」「将来大物になる」と言われている。
柊 太一郎 （ひいらぎ たいちろう）
声 - 下野紘（ドラマCDコレクション版）
綾乃たちの後輩で、短編集における主要人物。15歳。アニメには登場しないが、後に販売された「富士見ドラマCDコレクション 風の聖痕」に登場した。
入学早々綾乃に告白するも瞬時に玉砕。しかしその後もめげることなく綾乃に想いを寄せる。その一途さゆえに由香里におもちゃにされている不幸な少年。和麻をのことを綾乃をたぶらかすダメ男とみなして、常に反発している。これは由香里によって湾曲された真実を刷り込まれてしまったが故に生まれた先入観も原因となっている。一度は和麻が綾乃をどう見ているかを知り見直すも、霧香と平然と並んで歩いたり、綾乃と付き合っているわけではないと知り結局見損なうことに。本編には絡まないが、短編集では出番も多く活躍する。
運命的な出会いを果たした煉を見て美少女と勘違いしてしまい、男気を発揮して彼と共に妖魔と戦うという度量を見せた。しかし、戦闘の終わりに煉が男だったと発覚し、真っ白になって燃え尽きてしまった（凄まじい勘違いに和麻も綾乃も爆笑していた）。なかなか恋心が報われないという性質である。彼がここまで振り回されたり空回りしたりするのは由香里の言動に騙されている部分が大きい（しかも真実も織り込むため猶更性質が悪い）。ただし煉に関しては完全に太一郎の勘違い。
小柄で綾乃とほとんど変わらない身長だが、男子は強くなければならないという信条から空手を習っている（身長のコンプレックスも理由の一つ）。一般人レベルでの一対一のケンカならまず負けない実力を持っており、煉と出会ったのも彼がガラの悪い男たちに絡まれているのを助けた時だった。その後、ムカデの妖魔と戦う煉を見て露払いとして助太刀するなど男気を見せた。他には不良たちに絡まれていた幼い女の子を身を挺して庇ったこともあった。
由香里に騙される形で「土御門」との見合いの場に忍び込み、結界を乱したところ術者の葛木に見咎められ、抵抗した末に彼が呼び出そうとした式神に憑依されてしまう。詳細はカットされているがどうやら貴明に助けられた模様。
最後の聖痕では、由香里の助言を受けて綾乃との初デートにこぎつけたが、不運がたびたび重なって綿密に練ったデートプランは頓挫してしまった。しかし、事故で綾乃に殴られてしまったことで看病を受け、綾乃に抱きしめられる形となりささやかな幸せを感じていた。
楢橋 悠香（ならはし ゆうか）
声 - 沢口千恵（『月刊ドラゴンエイジ』2007年9月号付録②ドラマCD版）
「ヒミツのカンケイ」に登場。「聖凌のパパラッチ」と呼ばれる女子新聞部員。
学園のアイドルである綾乃の恋バナに目をつけ、和麻との関係を調べ上げ、記事にしようとしている。方法は不明だが独力で和麻を探し出すなど行動的（ドラマCD版では偶然発見している）。
調査の末、二度も和麻に付きまとうが軽くあしらわれ、「忍者」「超能力者」と評価していき、普通の人間ではないことを知っていく。それでも記者魂に駆られて三度目の挑戦を行い、綾乃に発信機を取り付けるという非合法的な手段に出る。その結果、和麻と綾乃が妖魔退治をする瞬間を目撃してしまう。そのせいで和麻に口封じのため殺されそうになった。綾乃のおかげで助かった後は、たまたま撮れた綾乃と和麻のツーショットを掲載し、号外として学園に配っていた（さすがに和麻の顔は映らないようになっていたが）。
ドラマガ付属のドラマCD版では彼女が語り部となった。
須藤 響子（すどう きょうこ）
最後の聖痕を飾る番外編の最後の敵。『風の聖痕NOIR 炎の喚び声』に登場。
聖凌学園一年D組の女生徒。16歳。長い髪を二つのおさげにして腰まで轟かせ、眼鏡をかけた地味な女の子。
不良少年たちから暴行を受けた際に、炎術師として目覚め、不良たちを殺害。それからは自分を陵辱した連中と近い格好をした者を狙っては、人体発火を起こして殺害して周る。そして最後には自分自身も焼き尽くし、穢れた身体を浄化しようと考えていた。
実は、綾乃と同じくらいの才能を持った成り立ての炎術師だが、意志が弱く、術式を行使し切れていない。精霊に依存して力を振り回しているため、威力そのものは高いが制御能力はほとんどない。
殺人が露見し、逮捕に至ろうとした時は暴走を開始し、聖凌学園の校門を巨大な火柱で包み込んでしまった。咄嗟に綾乃が炎で押さえ込んだが、徐々に荒れ狂う力に押し返されていった。しかし、所詮は技術も制御もない荒々しい力に過ぎない。力に振り回されるだけの素人と、力を使いこなす玄人では勝負にならず、最終的には綾乃が押し切り、彼女との対話に成功する。
その説得を通じて綾乃に心を開き、初めて心から頼ることのできる先輩を見つけた彼女は、精霊に対する依存をやめてしまった。その結果、術式の制御力を失った響子は精霊によって、今まで殺してきた者たちと同じように灰も残らず焼き尽くされるという最後を辿った。
斉藤 洋子（さいとう ようこ）
綾乃のクラスメイト。ただ友人というわけではなく、飽くまでもクラスメイトというだけの関係。そのため余所行きの態度で接されたが、和麻の話をした際には不自然なほど不気味な笑顔で接されてしまった。
和麻（実際は偽物の白和麻）に祖母を暴走トラックから助けられ、そのお礼をしたいという話を綾乃にするが、彼女は「人違い」の一言でバッサリ切り捨ててしまう。
和麻のことを「レベルの高い男性」と賞賛しており、すっかりほの字になってしまった模様。
杉野 美恵（すぎの みえ）
声 - 石松千恵美
4巻のみに登場。テニス部の二年生で、次期部長の女子生徒。七瀬とは仲がいい。
毎回のように部員を盗撮する内海に業を煮やしているが、彼は「芸術のため」と言い張ってただの盗撮を正当化してしまうため手が出せないでいた。七瀬によって逆襲のきっかけを与えられ、部員たちはこぞって内海を暴行。ただし、美恵は金属バット一発殴っただけで手出しをやめて、内海が「本当にヤバくならないか」見守って止める役に回っていた。しかし、後日、妖魔の力を得て呪術を身に着けた内海の呪いに罹り、高熱を出して寝込んでしまう。以後、登場しなくなる。
金属バットには名前がついており、「粉砕バット」と呼ばれ、代々の部長候補に継承される模様。
アニメでは17話に登場。ほぼ同様の経緯で内海にバットで制裁を加えた。原作では容姿は不明だったが、アニメでは外ハネの茶髪でメガネという容姿。同作品では内海の呪詛によって入院し、悪夢にうなされているシーンが描かれた。
田中 唯（たなか ゆい）
声 - 矢作紗友里
テニス部のマネージャー。二年生。部員のまどかから、内海に脅されたという話を聞き、さらには電話越しにまどかの悲鳴を聞いたことですっかり怯えてしまい、内海の言いなりになることを選んでしまう。その責任を七瀬にも求め、彼女と一緒に内海に身体を差し出すことで許してもらおうとするが、七瀬からはきっぱり拒絶されてしまう。また内海をボコボコにすると決めたのは彼女たちだと正論を返され、その結果、「私が決めたわけじゃない、私は美恵や他の皆に巻き込まれただけ」と現実逃避を始めて泣き崩れてしまった。
アニメ版では上記のやり取りはカットされており、その代わり内海の被害者の一人として描かれた。
椎名 まどか（しいな まどか）
声 - 宮川美保
テニス部の二年生。癖のある髪をポニーテールにした部で一番の美少女。内海の逆襲によって彼の生霊に襲われ倒れてしまう。襲われる前に内海から身体での謝罪を要求されていたが、断ったため悲劇が起きてしまった。電話越しにまどかの声を聞いた唯によってこの事実はテニス部女子たちが知ることとなり、彼女たちを恐怖させた。
アニメでは肉体関係云々の描写はなく、内海の生霊に向けて悲鳴を上げるシーンが描かれた。
千鶴（ちずる）
声 - 岡本奈美
アニメオリジナルキャラクター。テニス部の女子。内海の逆襲の被害者。
藤堂 薫（とうどう かおる）
神凪綾乃（自称）公認FCの会長。一途に神凪綾乃を思う少年だが、その見た目通りゴツくムサく、台詞も見た目を裏切らない番長的存在。
しかし、実際はかなりのやり手でもあり、あの手この手で会員を増やして勢力を拡大していっている。綾乃のストーカーを探しに情報収集していた太一郎と話をした際に、彼に目をつけて綾乃の写真などを見せ、あっさりと釣り上げて会員に引き込んでしまった。以後、登場しなくなる。
会員の大半はまともで純粋な綾乃ファンだが、一部はそうでもないらしく、綾乃からはその存在を呆れられている。
なお、挿絵によれば太一郎が手にしていた会員証のナンバーは「423」。つまり423人も会員がいるということになる。
格闘技観戦同好会
名前の通り格闘技を見ることが好きな男子生徒が3人集まった非公式サークル。平たく言えば格闘技オタクであり、綾乃がナンパ男など撃退するのをストリートファイトとして観戦するためにストーカーしていた。
観戦するのが高じて「ルールの中での試合では真の最強とは言えない」と結論し、ストリートファイトの中にこそ真の最強はあると見て綾乃にそれを見込んでいた。逃げ足は恐ろしく速く、綾乃でも犯人の姿は視認できなかったがとある人物からの連絡により由香里を通じて正体が判明。全員綾乃によって叩きのめされ観戦者から被害者になった。
なお、由香里に連絡した人物は和麻であることが示唆されている。

#### 中等部生徒
鈴原 花音 （すずはら かのん）
声 - 辻あゆみ / こやまきみこ（ドラマCD版）
煉の同級生。身長約155cm。
煉にベタ惚れしている美少女。原作とアニメで髪と瞳の色が異なる。煉とは5ミリも身長が変わらないが、女の手管で煉を籠絡しようとするなど、精神は子供とは言えない。さらに、強力な格闘センスを持ち、恋のライバルである芹沢達也を圧倒する。煉の能力を目の当たりにする経緯が原作とアニメでは異なっており、原作では小学生時代に吸血鬼と戦った時、アニメでは後述の高松兄弟との戦いの時になる。
平時は天使のような可愛らしい女の子だが、上記の通り悪魔のような腹黒さも持ち合わせている。煉を独占したがる傾向にある。そのため煉と仲良くする者に対しては異性同性問わず敵意を剥き出しにし、あの手この手で追い払う。中学生になるとこのことは早々にクラス中に知れ渡り、煉に近づく者はいなくなってしまったほど。自分をナンパして来る者に対しても微塵の興味も湧かない。
和麻の人間性を賞賛しており、「どんな時でも余裕を見せられる冷めた態度」を非常に気に入っている。煉の兄だから、というわけではなく純粋に彼の性格を好んでいる模様。「煉くんも将来、和麻さんみたいになるかもしれないじゃない」とまで言ってしまうほど。飛浪に操られた際はたまたま和麻と遭遇し、火竜鏢を武器に戦った。煉の友達だったことが幸いし「殺したら煉が怒るだろう」という理由で無事助け出された。その際は「芹沢はどうでもいいから煉は助けてほしい」と懇願している。
原作では3巻から登場したがストーリーには絡まない立ち位置となっている。主に短編集で活躍。綾乃から芹沢との仲を勘繰られた時は「獣姦趣味はない」とキッパリと否定しており、綾乃を赤面させた。さすがに綾乃や和麻の前では上記の腹黒さは隠している。
飛浪事件の後、聖陵学園に転入した朧が煉と仲良くしているのが気に入らず、策を弄するがどれも看破され芹沢と相談していたところ、その朧から「芹沢か花音かどちらかしか助けられない状況で煉がどちらを助けるか？ という状況を作り煉の愛を確かめよう」という提案をされる。朧がただの人間ではないことと、提案内容が気に入ったこともあり敵対するより味方にした方がいいと態度を一変させる。結局、煉は花音を救ったが、それは「芹沢くんは体が大きいから、兄さまに任せて自分が花音を助けた方がいい」という恋愛感情とは無縁のものからだった。その後、煉から「大切な人がいる」と告げられるが、花音は「恋する乙女を舐めないで」と笑顔で一蹴し、「煉が自分を好きになってくれそうだから好きになったわけじゃない」と抱きしめ、煉の思いを受け入れた上で自分の思いを貫こうとする姿勢を見せた。しかし、直後に芹沢に邪魔されたのでやり返している。
アニメ版では平時は可愛らしい女の子として描写されているが、芹沢の妨害などに対して怒りを見せた時は、目が釣り上がり三白眼のように豹変するなど演出がある。また、アニメ18話では、携帯電話の待ち受けを煉の顔にしていたり、大きな熊のぬいぐるみを抱いているなど乙女チックな部分を見せている。
芹沢 達也 （せりざわ たつや）
声 - 福山潤 / 赤石広樹（ドラマCD版）
煉の同級生。大柄で屈強な体格の少年。3巻までは小学生、4巻からは中学生となった。当初は地の文では「達也」と表記されていたが後に「芹沢」と書かれるようになった。
自称・煉の親友。花音と煉の奪い合いを繰り広げる。12歳で身長180cmを超え、それに見合った筋力を持つ。その体躯は、大人3人がかりでやっと持ち運べるほど。力も強く、後述の高松隆志を片手で持ち上げたばかりか放り投げてしまった。このシーンはアニメではカットされ、花音とのコンビネーションでつっ転ばせる展開になっている。
原作では3巻に登場したがストーリーには絡まない立ち位置となっている。主に短編集で活躍。本編4巻では煉、花音と一緒に妖魔憑依実験の騒動に巻き込まれてしまう。
体育以外は問答無用の劣等生だったが、必死の勉強で煉と共に「聖凌学園」への入学を叶えた。一部では「愛の奇跡」と呼ばれている。
花音とは対照に、和麻のことを「軽薄で気合の感じられないナンパな兄ちゃん」と思っている。
当初は煉に対し、必要以上に反発していたが、それは思春期の男子が好きな女の子をいじめるようなもの。内心では煉と親友になりたいと願っていた。
吸血鬼の根城となっていたボロ屋敷に探検しに行った際、洗脳され操り人形とされてしまう。そして、新たな犠牲者を呼び込む命令を授かり花音と煉を屋敷に招き入れる。その後、吸血鬼は討伐され、芹沢も正気に返る。煉を危険な目にあわせてしまったことを悔やむと同時に、自分の本心をさらけ出し、それをきっかけに煉と（自称）親友となる。同時に花音とは煉を取り合う宿敵という関係を築き上げた。このことから花音にはたびたび「ホモ」扱いされているが芹沢は飽くまで「友情」と述べている。
朧の宝貝を盗み出した楊によって洗脳され、朧を倒すための操り人形にされてしまう。宝貝の両刃の直刀を授けられ、接近戦で朧をひきつけるという囮役にされた。朧には敵わず、戦闘シーンすら省かれて入院確実のダメージを負わされて気絶してしまった。翌日にはほぼ完治しており、普通に動いていた（この回復力は高位の地術師並みとのこと）。
アニメでは煉の力のことは知らず、初めて知ったのは後述の高松兄弟との戦いから。最初は驚いたがすぐに「すげえ奴だぜ！」と称賛に代わった。
高松 隆志（たかまつ たかし）
声 - 飯田浩志
煉の同級生。原作では4巻、アニメでは18話のみに登場。
兄である清志と同じく、尊大でやや中二的な性格。芝居がかった仕草など変に格好つけたりしている。アニメでは迫られて嫌がる花音の反応を「素直になれない」と解釈するなど勘違いが酷い。振る舞いについては花音曰く「品性がない」「性根の卑しさをカバーできる顔じゃない」とのこと。
美少女である花音に目を付け、なれなれしく「かのんー」と迫ったがまったく相手にされず、中指を思いきり反られて痛い目に遭わされ、腹いせに彼女から寵愛を受ける対象である煉に嫌味を言ってしまう。そのせいで花音からコキ下ろされて逆上。花音に殴りかかったため煉の怒りを買ってしまい、胸倉を掴み上げられた恐怖によってクラスメイトたちの前で失禁するという醜態をさらす。その後、超能力者（実際は妖魔に憑依されているに過ぎない）である兄・清志にすがり付いて復讐を開始。しかし兄はあっさりと煉に敗北し、兄に見放され、結果的に兄弟揃って逃げ出してしまう。以後、登場しなくなる。
アニメでは花音に迫るという状況はほぼ同じだが細かい部分で展開が代わっている。教室ではなく商店街の帰り道で花音を強引にナンパするが、見咎めて止めに入った煉を侮辱。それに怒った花音と芹沢のコンビネーションでつっ転ばされ、逆上して花音に殴り掛かったところを煉に睨まれその怒気で腰を抜かす、という流れ。また原作では兄に見放されたが、アニメでは逆に兄を見捨てて逃げている。
李 朧月 （リー ロンユエ）
『煉君の受難』から登場。中国から来た道士の少年。通称：朧（ロン）。
飛浪に盗まれた宝貝（パオペイ）を取り戻すためと、報復として抹殺するため（どちらかと言えば後者が目的らしい）来日し、煉と知り合う。後に留学生として煉の同級生になる。流星錘や体術と仙術を組み合わせて戦う、かなりの戦闘能力の持ち主。また、陰陽道など他系統の術も使用する。仙人や導士は基本的に自分の力を高めるため「個」を大事にする傾向がある。そのため力を借りるというような行為を好んでいない。朧月も例外ではなく精霊術師を「所詮は精霊の奴隷」と考えている。
実は仙術における和麻の兄弟子で、外見は中学生だが、実年齢は百歳を超える。二人のこの関係は周囲には秘密らしい。修行時代、増長していた和麻を完膚なきまでに叩きのめしたことがあり、性格的にも和麻にとってはもっとも関わりたくない人物の一人。しかし煉によれば、二人とも性格や雰囲気がそっくり。現に利用できるものは何でも利用し、面倒ごとも平気で和麻に押し付ける。相手が降伏しても容赦なく殺すと宣言するなど和麻と似通った残酷さを持つが、相手を「弱者」と侮るため油断が生まれるのが欠点。弟弟子のことは「才能がある」と評価しており、老子の下できちんと鍛えたいという考えも持っている。一度は連れ戻そうとしたが成長した和麻を見て実力に納得し引き下がった。宝貝の精製なども行っており、風術に対する耐性をつけたコピーパペットを開発した。
煉のことは気に入っており和麻の兄弟子という素性は隠し、導士として互いに友人として接している。そのため芹沢達也や花音から敵視されていたが、二人と煉の仲を深めるという作戦を（面白がって）提案したため一時休戦となった。花音には少なからず本性や正体に勘付かれており、人前で見せる笑顔が「目が笑っていない」ので怪しいと思われ、不思議な力を垣間見せたことから煉と同じ術者ではないかと見られている。
基本的な戦法は、流星錘を操作して対象を爆砕する一撃を放つというもの。ほか、空間系の仙術にも長けており、自分が楊の「奇門遁甲」に引きずり込まれた際、和麻と綾乃を「自壊因子（面倒を押し付けただけ）」として勝手に引きずり込ませた。また、吸血鬼の体内に形成された漆黒の空間を切り開いて脱出に一役買っている。実力は恐ろしく高く、和麻も「本気でやらないと勝てない」と評したほど。

#### 教職員
平井 柚葉（ひらい ゆずは）
和麻の高校時代の元恋人。22歳。
眼鏡をかけた理知的な美女で初登場時は大学生。和麻と綾乃が大学に巣食う悪霊を祓う際に偶然出会った。後に母校である聖陵学園に教育実習生としてやってくる。
実は妖魔に取りつかれやすい体質で、さらには妖魔を取り込んで強化・暴走させるという本人にはまったく役に立たない異能の持ち主。当初は悪霊に憑依されてしまい、その影響で感情が暴走し、自分の本心を和麻に語った後浄化され助けられた。実習生として学園に来た際はエンジェルさんによって呼び出された低級の動物霊に取りつかれるが、またもや和麻によって助けられた。この体質のため和麻から護衛されており、この話以前から霧香に目を付けられ、執拗に整理室へ勧誘を受けている。柚葉にはその気はなく、教職の道を歩みたいと思っている（だが霧香に目をつけられた以上、それが実現する可能性は限りなく低いと綾乃には見られている）。
当時、手当たり次第に異性と交友関係を結んでいた和麻に告白され、恋人同士となる。そんな男と付き合った理由としては、引っ込み思案で男と付き合ったことがなく口説かれて舞い上がってしまったからだと本人は語っている。つまりは男を見る目がなかった。互いに同じような境遇にあったため、傷を舐め合うような関係だったと理解しているが、突然自分の前から姿を消した和麻を怨んでいる（失恋のショックで受験にも失敗した過去があるため）。
しかし、体質のせいで妖魔に取り付かれたのを和麻に救ってもらった際に、「あの時、互いの傷を舐めあう関係だったとして、その相手がお前でよかったと思っている」と告げられ、和麻のことが好きだったのは本当であることを明かした。以後は怨むこともないが、今では綾乃に少なからず敵意を持っている。
綾乃を敵視していたが、それは当時の和麻を知る故の誤解だったことが後に明かされた（すでに綾乃と和麻は肉体関係にあると勘違いしていた）。
イラストレーターのイラストでは、本編での面識はないもののキャサリンと和麻の取り合いをしているシーンが描かれている。
山南 憲忠（やまなみ のりただ）
生活指導の担当をしている教師。45歳。
一分の隙もない七三わけと銀縁眼鏡、笑った顔を誰も見たことがないという仏頂面の男性。異性を篭絡させる綾乃の笑顔を前にしてもまったく表情を変えなかったほど。
なによりも校則を守らせることを重視し、教師という本文をまっとうすることに重きを置いている。学園を去る前の和麻とも面識があり、彼が関係を持った女生徒の不埒な現場に踏み込んだこともある上に、中退もしていることから人一倍目をつけている。
これらのことから生徒からの人気はなく綾乃からも嫌われていた。しかし実際は生徒思いの教師であり、生徒を守るためならば我が身を挺することも厭わない。和麻はそんな彼の本質を見抜いていた。
桜井 雅司（さくらい まさし）
現国の教師。推定20代後半。
前述の山南とは対称に、親しみやすい人柄で生徒からの人気が高い。綾乃も彼に好感を持っていた。
しかし、実際は教師としての職務を放棄し、生徒の人気取りだけを考える人物であった。自己保身のためにかつての教え子だった和麻を罵って罪をかぶせようとする言動を取った。すでに和麻にはその人柄を見抜かれており、「あいつ、まだいたんだな」と言われている。
告白してきた女子生徒と付き合い始め、ホテルへ連れ込んだところを別の女子生徒たちに踏み込まれて不純異性交遊の証拠を写真に撮られてしまう。実は告白自体が彼を罠にかけるための餌であり、それからはテストの採点を書き換えることなどを要求され、挙句の果てには金銭までせびられてしまう。妖魔を宿したことで復讐を開始し、次々と女子生徒たちを昏睡状態に陥れていった（ただし、被害者たちは彼を陥れた女子たちなのかは不明）。綾乃に本性を見抜かれて、幻滅されると同時に浄化の炎で妖魔を焼き払われてしまった。その後は霧香たちに連行され、相応の償いをさせられる模様。
田島 昌久（たじま まさひさ）
化学教師で、陸上部の顧問。
細面のとおり、スポーツマンより研究者といった方が正しい容姿をしている。運動能力は大きく下回っているが、その分スポーツ科学への造詣が深く、理論的な指導をしてくれるため部員からの信頼は厚い。
友情だの根性といった精神論は口にしないが、実際は熱血で強引な指導をしたいという願望を宿している。そのため七瀬に取り付いていた淫魔の影響を受けてそれを表出させてしまい、七瀬を無理やり指導しようとしたため綾乃に殴り倒されてしまった。一コマしか登場しなかった一発キャラ。
校長
風の聖痕リプレイ「深淵の水龍」の一コマに依頼人として登場。本編には登場しない。
重悟から聖陵学園に退魔組織（表向きは部活動）を作る案を持ち込まれ、聖陵学園GBCを設立した（これにより以前の心霊事件の依頼料も免除されている）。聖陵学園GBCを通して神凪に依頼すると依頼料が9割減額されるので、主人公たちにプールの怪異の調査を依頼した。
理事長
学園の怪奇現象関係の解決を綾乃に依頼する人物。名前も性別も不明のモブキャラクター的な立場で登場した。ある程度の地位を持つ人間なら、神凪などの術者の存在を知っている。その見本のような人物。
ドラマCD版にも同様の経緯で綾乃に依頼しており、こちらでは女性として描写された（声優が女性である）。

#### 聖陵学園GBC（ゴーストバスターズクラブ）
風の聖痕リプレイ「深淵の水龍」の主人公たちであり、篠宮由香里の発案により集められた退魔師の素質を持つ生徒たち。なお、発足には宗主である重悟も許可しており、彼らを通して神凪に依頼すると依頼料が9割減額される。
神凪 燎（かんなぎ りょう）
15歳、高校一年生。眼鏡を掛けた少年。炎術師の名門神凪に生まれ、炎雷覇の継承者候補になったことがある。当時の綾乃と並ぶ術者だったが、意識を失うほどの大病により脱落し、挫折による心の傷を抱えている。武器は日本刀（二刀流）。精霊術師の中では珍しく神器以外の武器の使い手となっている。
綾乃に対しては複雑な感情を持っており、似たような境遇である和麻のことも意識している（ただしどちらにも燎は特に意識されていない）。戦いにおいては熱血漢ぶりを見せるが、基本的には由香里の思惑に巻き込まれる苦労人でもあり依頼を受けるのは嫌がっている。幼少から側にいてくれた美琴とは強い絆で結ばれている。
水術師ラーンの陰謀から美琴を守るために戦い、和麻、綾乃の助力を得、仲間たちと協力して見事にラーンを打ち倒した。その功績により和麻と綾乃の両名から認められ精神的に大きく成長を果たした。
作中では風巻流也とは友達であったことが語られている。
風巻 美琴（かざまき みこと）
15歳、高校一年生。青い髪のセミショート。風巻の宗家に生まれ、神凪燎に仕えて育った少女。風牙衆の生き残り。元々は綾乃に仕えていたが燎が病気になってからはそちらに仕えている。幼少の頃、流也と同じく妖魔を宿す器として改造されたという秘密を持ち、そのことを燎に知られるのを恐れている。武器は二本の扇子。和麻と同様に風を用いて敵の攻撃を防ぐなど後方支援タイプ。長い付き合いであるため燎との信頼関係は厚く、綾乃とも仲が良い。兵衛や流也との関係性は特に駆られておらず、判明しているのは同じ組織の人間だったということのみ。
兵衛が反乱を企んでいたのは勘付いていたが、自分が何のために、どうして改造されたのかまではわかっておらずそのことに戸惑いと不安を覚えている。
作中では強大な力と過酷な運命を与えられた「エングレイヴド（原作における契約者に近い存在）」という希少な立場として登場。その特性故に水術師ラーンに狙われ、風の妖魔を復活させるために利用されたが燎たちに救出され、最後まで戦い抜いた。
蓮華院 かれん（れんげいん かれん）
16歳、高校二年生。黒髪ロングの前髪ぱっつん。一人称は「あたくし」。超美形、超金持ち。そして「銃が好きです！」と公言するトリガーハッピーなお嬢様。より危険な相手を「撃つ」機会を求めて友人である由香里の誘いに乗った（悪霊や妖魔は死体の処理を気にしなくて済むため）。実は双子の妹がいるという設定があるが、本編には登場しない。
『風の聖痕』に登場する退魔師としてはかなり珍しい戦闘スタイルを持つ。術は一切用いらず、退魔ライフルという特殊な銃機と異能を使用する。所持している銃機にはすべて名前が付けられている。遠距離からは退魔ライフル「ダーニャ」を用い、近接戦闘では拳銃の「ジュヌビエーヴ」を用いる。他にも「シャーリー」という銃器を持つ。
最大の異能として「印象操作」を持つ。これは相手から見た自分の存在を自在に変え、石ころ同然となり相手の意識から外すことが可能。隠密向けの能力として使用しており、敵に接近された際はこれを用いて距離を取っている。また場所が無人島であっても執事やら複数の男たちや執事を呼び出し、情報収集や雑務などを行わせる特権を持つ。
能力的には原作で言うところの特殊資料整理室の異能者たちに近いポジション。異能と武器の相性がいいため妖魔との戦いでも活躍を見せている。

### 警視庁特殊資料整理室
警察によって妖魔に対抗するために結成された日本唯一の公営退魔組織。様々な異能を操る人間たちによって構成されているが、ほとんどが妖魔との戦闘に向かない能力のため、有名無実の見本として扱われている。組織名が長々として役割がわかりにくいのは、退魔組織であることを隠すためでもあるが、「死霊」と「資料」をかけたものという噂もある。公的な立場としては刑事だが、刑事として訓練をしていないので尾行はあまり上手くない。2巻では様々な術を駆使して操の居場所を探したりしていた。メンバーの充填は、霧香や和泉のように術者から引き抜かれるケースもあれば（試験は受けて公務員の資格を得ている）、新人警察官から素質を見出して強制入隊させるケースがある。風牙衆滅亡後、神凪は情報収集を特殊資料整理室に頼っており、整理室も実績を作るため、何かあれば神凪宗家に退魔を依頼し情報提供している。そのため両者の関係は非常に良好と言える。ただし「深淵の水龍」では、重悟は「身内と外部では連携に差が出る」ことから風牙衆の復活を考えている。
橘 霧香 （たちばな きりか）
声 - 大原さやか / 小林優子（ドラマCD版）
「特殊資料整理室」の二代目室長（現実での警察で言えば課長となる）。階級は警視。年齢不詳の20代半ばの美女。身長約165cm（アニメ版設定資料）。2巻から登場。
陰陽道の名門・篁（たかむら）一族の分家・橘家の陰陽師。本家を凌ぐ実力の持ち主であったために疎まれ、さらに他流の術を節操なく取り込んでいたため、宗家の老人たちから反感を買っていた。結果、特殊資料整理室の室長に就任という名目で追い払われてしまった。
「利用できるものは何でも利用する」のが信条で、そのため流派のプライドを持たず、他流の技だろうと平気で利用する。それが霧香の強みとも言える。そこが由香里と共通するため、奇妙な師弟関係を築いていた。
黒のGT-Rを愛車として使用しているが、これは整理室の公用車である。しかし、誰にも決してステアリングを握らせず、実際には公費を乱用して好き勝手に改造しまくった公私混同の見本のような車だったりする。
原作では、普段は真面目な性格の苦労人だが綾乃と絡むと弄り倒すキャラクターに変貌する。アニメでは場を引っ掻き回すキャラクターとしての振る舞いが強く描かれている。コミカライズ版では崩れ顔になることもあった。
上司である後述の刑事部長からはセクハラと叱責の混じった嫌みを聞かされており、その際は夜叉にも似た凶暴性を見せており、話しかけることができたのは空気を読めなかった大樹くらいであった。危うく大樹に八つ当たりしそうになったが久米老人のセクハラにより冷静さを取り戻し折檻を加えた。
良くも悪くも公僕であり、媚びを売る相手とその必要がない相手はしっかり区別しており、対応の差も激しい。

基本的な戦い方は、呪符を媒介に術を発動させるというもの。人間に憑依した悪霊や微弱な妖魔を祓うことが可能だが、呪符がなければ術が発動できないのが難点。そのため人海戦術や長期戦に弱い。しかし術者としての力量は本物で、世界一の魔術師と謳われるヴェルンハルト・ローデスの張った大規模な結界を、不完全な状態だったとはいえ一角だけ破壊するという実力を見せた。和麻曰く「今の陰陽師で霧香より腕の立つ奴はいない」とのこと。
ほか、陰陽道では用いることのない「早九字」という呪法を習得している。右手で空を切るだけで素早く術を起動させられるだけではなく、片手の自由も利くという利点がある。
ロナルド・ウォレスによって死霊に取り付かれ、身体能力の増した人間を適当に捌いていたことから、体術もなかなかの腕前の模様。

研修時代の2年前ロンドンで和麻と出会っているが、当時の和麻は文字通り復讐の鬼であり、そのあまりの力と非情さに恐怖しか感じなかったという。現在の和麻とは仕事の関係もあって仲が良く、食事をしたりデートしたりする（和麻とは「休憩（深い意味はない）のためにホテルに入ったりする」間柄）。煉とは談笑するくらいには仲がいい。
当初は綾乃から「無能だったから閑職に左遷された女」と見られていたが、和麻から事実を聞かされ、また彼が術者として賞賛し、プライベートでもしばしば一緒に行動することから、嫉妬する綾乃からは対抗意識を向けられ、きつく当たられている。しかしヴェルンハルトの結界を破壊した際は、綾乃も素直に「おみごと」と評した。よく綾乃をなだめたり、時にはからかって余計な火種を撒いたりしている。似たような性格の由香里とは奇妙な師弟関係を築いており仲はいい様子。また神凪宗主へのご機嫌伺のため神凪邸を訪れた際に煉とも談笑していた。
アニメ16話では厳馬を伴って温泉に来ており、一緒に混浴に浸かったり、「厳馬様と不倫旅行♪」と大ウソをついて綾乃と煉を動揺させている。

2巻では重悟から要請を受けたことで操の捜索に当たっていた。操の居場所を察知すると、教会付近に結界を張って逃げ場を封じた。しかしミハイルの転移術を封じるほどの精度はなかった。4巻のラピス戦では綾乃の援護には回れず、傍観している。綾乃から「和麻なら援護をしてくれる」と叱責されそうになったが、彼女も人類に和麻のレベルを求めることの愚かさに気づいて撤回していた。霧香自身も綾乃の戦いに加われないことを恥じていない様子であった。
当初はパンツスタイルだったが、後にイラストレーターによりタイトのスカートに変更された（理由はこちらの方が描きやすいから）。これはアニメ版にも反映されている。コミカライズ版ではパンツのまま。

倉橋 和泉 （くらはし いずみ）
声 - 渡辺明乃
階級は巡査部長。少しきつい感じの美女。推定20代前半。身長163cm。
霧香と同じく橘の分家出の陰陽師。霧香が「特殊資料整理室の室長に就任」した際、その巻き添えで整理室に飛ばされた。
霧香の片腕と称されることが多いが、本人は「片腕」と呼ばれるのを嫌がっている。セクハラへの反撃とはいえ前室長の頭目掛けて躊躇なく銃をぶっ放すなど、性格はかなりバイオレンスである。
房中術を利用した封印を用いて熊谷の第二人格を閉ざしている。綾乃の推測によれば、相手の意志を無視して房中術を行使することで一方的に力を奪い、そうやって弱らせた上で封印するというものらしい。その他、内海の呪詛を呪符を用いて阻止しようとしたり、呪符を展開して七瀬の安全を監視していたが和麻の妨害により失敗している。戦闘能力に関してはサトリから「高度に精錬されている」と述べられている。
術者としては一流で、霧香の信頼も篤く、仲が悪いわけではない。熊谷（後述）の能力が、彼女の房中術によって管理されている関係で、彼とコンビを組まされることが多い。その熊谷にはまるで下僕でも扱うかのような態度で接するが、こちらとも決して仲が悪いわけではない。熊谷の封印を解くたびに「もう一人の人格を封印できる唯一の人文である自分は殺されるのではないか」と恐怖を感じていた。しかしそれを聞いた熊谷は「もう一人の自分もボクには変わりないから、絶対に貴方を傷つけることはありえません！」と言い返され赤面した。事実、崩壊する屋敷から和泉を守ったり、自分のPKが和泉に当たりそうになったときは無理やり捻じ曲げてかばったりしている。作者曰く「最強のバカップル」。
内海に狙われている七瀬を守る任を受け、監視を行っていたが呪詛を防いだところで和麻に妨害され、七瀬を連れ去られてしまう。その後、和麻から接触されたが禍々しい雰囲気から味方ではないことを察知し、詰問するも「お前は邪魔だな」の一言で気絶させられてしまう。アニメでも出番はあるが余り本編に絡んで来ない。

熊谷 由貴 （くまがい ゆき）
階級は巡査。女性みたいな名前だが、2メートルに届こうかという長身で立派な体格の男性。
物理的ではあるものの強力なPKに目覚める。しかし穏やかで争いを嫌う熊谷ではその力を使いこなせず、力の講師を第二人格に委ねてしまう。二重人格になった際に居合わせた和泉が封印している。以後、二人はコンビとして様々な任務に当たることとなる。
見かけに反し、性格はいたって温厚で弱気。和泉からはさんざん罵倒されている。しかし封印されている第二人格は逃走を小野が存在意義とする悪鬼羅刹の類。
彼の能力は強力なPKで、スプーンを曲げるとかのレベルではなく、10メートル先の戦車の正面装甲を打ち抜くほど戦闘に特化した強力なもの。しかし、彼の穏やかな性格が災いし、その能力を使いこなすためには別人格を呼び出す必要がある。そちらの人格は「殺戮を己が存在意義とする、悪鬼羅刹の類」であり、その人格が生まれた際に、居合わせた和泉に封印される。以来、和泉の手により二重人格が解放されたり、房中術によってまた封印されたりを繰り返している。その和泉とは「二重人格だろうと、あれは僕だから、あなたを傷つけることなんて、絶対にありえません」という関係。戦闘能力はかなり高いが、しょせん物理法則を超えるものではないため、精霊魔術には敵わない。綾乃と一戦交えるが、物体である念動力は炎で燃やされてしまうため、敗北を喫した。
和泉からは虐待に等しい仕打ちや暴言などを吐かれており、熊谷自身も不愉快そうではあるものの両者の関係は良好である。表には見せないが和泉は熊谷を愛しており、熊谷もまた和泉のことを憎からず思っている。しかし和泉には「第二人格を封印できる自分は邪魔者だから、封印を解くたびに殺されるのではないか」と思われていた。そのことを聞いた熊谷は「あれも同じ僕だから貴方を傷つけるなんてありえない」と答え、和泉から寄り添われ仲を深めている。熊谷の言うことは事実であり、不器用ではあるものの初登場時から第二人格の彼は和泉を守っていた。初登場となる盾博士の邸宅では、彼女を抱きかかえ崩落に巻き込まれないようにしたり、サトリ戦では彼女にPKが当たりそうになったため強引に捻じ曲げ、その影響で戦闘不能になっている。
番外編のみの登場で本編には絡んで来ない。ただし相棒の和泉は本編に登場している。
石動 大樹 （いするぎ だいき）
声 - 田坂秀樹
階級は巡査。23歳。身長163cm。あまりの童顔のためどう見ても警察官には見えない。アニメ版では、中肉中背の優男風に描かれている。
術者の家系の出ではなく、父と兄は普通のサラリーマン、母は専業主婦。「おまわりさん」に憧れ、そこそこの私立をそこそこの成績で卒業し、普通に採用試験を受けて警察官となった。しかし潜在的に異能を秘めていたため、霧香に目をつけられてしまった非常に不幸な新人。
どちらかと言えば臆病で精神的にもろいタイプ。余所行きの顔の綾乃を見てドギマギするなど女性慣れしていないのが窺える。また霧香が刑事部長のセクハラ説教で鬼女化していたことに気づかず声を掛けてしまうなど空気が読めない。

実際、警官としては無能というほかなく、日常生活でもたいへん運が悪い。しかし、致死レベルの外的要因がふりかかるとその不幸のベクトルが完全に逆転し、異常なほどの強運でそれを回避する「災厄へと至る奇跡（ミラクル・イン・ディザスター）」という能力を持ち、さらにその危険が確率操作で対処できる限界を超えると、その要因を問答無用で異次元の彼方に追いやってしまうという凄まじい能力「悪魔喰らい（デモン・イーター）」を発動する。しかし、自身で制御できず、死にかけるほどの危機に陥らないと発動しないため、死ににくい能力であるにもかかわらず死にかけることが多い。この凄まじさと死ににくさが相まって「危険があったらとりあえず大樹を放りこめ」という使い方をされる。6巻では先輩の志門とコンビを組んでいる。

アニメでは上記の異能設定は描写されず、ガルムに襲われた際は和麻に助けられている。また、アニメでは出番も少ない。
志門 勇人 （しもん ゆうと）
特殊資料室きっての美男子。長身。

しかし性格はいい加減で、女好き。小雷まで色目を使っている辺りストライクゾーンはかなり広い模様。なにかと仕事をさぼろうとしては後輩の大樹にまで文句を言われている。人を食ったような言動をとる。
彼の能力は「ジークフリート」と名付けられているが、詳細は不明。胸のど真ん中を水の槍で貫かれ大量出血していても平然としていた。本人曰く「必殺、死んだふり」。資料集「超解！風の聖痕」では「不死身？の肉体を持ち死んだフリが上手い」と記されている。
クリスと遭遇した際は上述の能力で騙し、結果的に大樹を救った（クリスは殺すのは一人と決めていたため）。
6巻から登場し、大樹とコンビを組んでクリスティアン・ローエングラムとガイアの捜索を行っていた。終止不真面目で女好きのため大樹からは軽蔑されている。

#### 警察関係者
久米 喜十郎（くめ きじゅうろう）
警視庁特殊資料整理室の初代室長にして創設者。既に定年を迎えているが、先代室長の立場を利用して今でも我が物顔で居座っている。

非常に小柄で頭が丸く、禿頭の助平爺。日常的にセクハラ行為に及ぶため、和泉や霧香から（過激な）突っ込みを受けている。特に和泉の突っ込みは容赦がなく、発砲にまで及んだ。初対面の綾乃に対し、天井からの不意打ちでスカートの中に顔を突っ込むという芸当をかました。
術者としては有能。炎に干渉して鎮火させたり（ただし本人曰く、神凪の炎には干渉できない）、4メートルほど浮遊したりできる。体中の関節を外して狭い穴などにももぐりこめる。また、空間をカーテンのように切り開いて瞬時に移動することが可能。これを以って綾乃に護衛されていた七瀬を拉致している。
刑事部長にセクハラ混じりの叱責を受け、「キレた」状態の霧香を諭すなど人格者としての一面もあるが、尻を撫でながらだったのでまったく説得力がない。こうしたセクハラを日常的に行っているので和泉からは蛇蝎の如く嫌われている。綾乃もセクハラの被害者であるため好意は持っていないが、久米に対する和泉の反撃が凄まじすぎてついて行けないという状態だった。和麻もまたセクハラジジイという認識だが、セクハラを行う対象や手段などの用心深さは持っていると評している。しかしセクハラ（尻を撫でる）のどこが楽しいのかは理解できないという。
妖魔に吸収された際には、強烈な性欲で逆に妖魔を操っていた。妖魔は精神的な存在のため、人間の精神力では絶対に勝てないとされているのを覆した。淫魔の亜種によって内なる欲望を引き出され、取り付いていた七瀬に悪戯しそうになるが、それでも彼女を助けようとしてあらゆるツテでバチカンのエクソシストから聖水を譲り受ける。それを口移しで七瀬に飲ませようとするが、和麻に邪魔されて失敗。結果として聖水は七瀬の口に注がれ、妖魔を追い出すことに成功した。ただし、七瀬に口移しで飲ませようとしたのは妖魔の影響とは無関係で、しっかり正気だったことが和麻の意地悪により露見し霧香に連行されてしまった。
刑事部長
警視庁のキャリア。階級は不明。霧香直属の上司。バーコード頭の中年男性。

なかなかわかりやすい成果を見せない警視庁特殊資料整理室を疎んでおり、責任者である霧香を呼び出してはセクハラと嫌味の入り混じった説教をしていた。そのため、霧香からは非常に嫌われている。
常に出世を考えてライバルを叩き落してきたため、相手の欠点や汚点をネチネチと責める嫌味な性格をしている。
術者の世界をロクに知らないため霧香に対して「整理室のメンバーだけで妖魔を倒して見せろ」という的外れな説教をしていた。

警視庁特殊資料整理室の倉庫を見物に訪れた際、妖魔が封印されていた壷を手にとって落としてしまった。霧香に責任転嫁しようとした際に妖魔に喰われてしまう。
三種の妖魔が入り混じった合成妖魔に喰われた刑事部長だが、彼は取り込まれてすらいない扱いであった。本人は妖魔と一体化して操っているつもりだが、実際は妖魔と精神の波長が一致して自分で動かしている気になっているに過ぎない。放って置けば完全に妖魔に喰われ、養分として吸収される運命にある。さらに言うと霧香は彼を助ける気は微塵も感じさせていなかった（すでに刑事部長がいなくなることを前提にして今後のことを考えていた）。
妖魔が倒されて解放されたが、精神に甚大なダメージを受けており、「けひけひ」とうつろな笑いを浮かべていた。霧香によると、妖魔の封印を解いた責任で左遷させられるとのこと。
盾 隼人（たて はやと）
霧香たちに協力する自称・総合科学者（ネクシャリスト）の老人。

綾乃が持つ炎雷覇に執着を見せたり、自分が生み出したゴーレムの性能を鼻に掛けるなど「科学者」らしい人物。

霧香からは「能力的には優秀」、和麻からは「マッドサイエンティスト」扱いされるなど人間的にはよく思われていない。
ボルバトラーV初号機という色々とアレな名前のゴーレムを開発するが暴走させてしまう。製造理由は「人類を危機に陥れるほどの妖魔の存在を警戒した」というものだが、彼が名前を挙げた存在のいずれもゴーレムでは対抗できないことを和麻にことごとく指摘された。

### 術師

#### 炎術師：神凪一族・宗家
初代宗主の血脈を受け継ぐ者たち。
神凪 重悟 （かんなぎ じゅうご）
声 - てらそままさき
神凪一族の現宗主であり、綾乃の父親。
「紫炎」と呼ばれる神炎の使い手。厳馬と共に200年ぶりに誕生した「神炎」の術者。交通事故により片足を失ってからは一線を退いている。その強さは、和麻に「今の神凪で、自分を止められる唯一の存在」と言わしめ、綾乃からも「一対一なら和麻や厳馬と戦っても負けない」と考えられている。
常に和服を着用し、厳しさを感じさせる雰囲気を纏っているが、娘には甘い。一族のお荷物として疎まれていたかつての和麻や風牙衆にも分け隔てなく接し、力に驕る一族の傲慢な態度を変えようと努力したが、結局実らず兵衛の反乱が起きてしまった。
和麻の追放を止められなかったことを悔やんでおり、現在でも彼の心情を察して尊重している。そのため、和麻もその器の大きさには敬服している。和麻の力を必要としてではなく純粋に神凪に戻ってほしいと願っており、綾乃との仲を取り持とうと画策しているが、今のところあまり成果は上がっていないように見える。だが、重悟の謀略とは無関係に確実に綾乃と和麻の距離は縮まっていっている。
綾乃を溺愛しており、娘に誇れるような父親でありたいと常々考えていた。そのため厳しくも優しい父親として綾乃に接していたが、実際はデレデレなのでその点においては神凪関係者から呆れられている。しかし、和麻の帰国と同時に綾乃の悪い部分（力でなんでも解決しようとする傾向）が目立ち始め、父親が部屋にいることも気づかず和麻を焼き殺そうと全力の攻撃をしたので激怒。綾乃を怒鳴りつけ、今後は本当に厳しい父親として接するようになった。アニメでは初期から厳しさが強調されており、門限を二時間破った（七瀬曰く「まだそんなに遅くない時間」）だけで綾乃は激しく怯えていた。
風牙衆が壊滅した後、その代わりを和麻に望んではいるが、それ以上に彼に「居場所」を作ってあげたいと考えていた。娘とくっ付けようとしているのはその度合いが強い。二人で遊園地に行くように適当な依頼をでっち上げたこともあるが、成果の有無は不明瞭。
片足を失ったことですでに一線を退いているため、重悟の戦闘描写はない。しかし、横暴な父親（頼道）の影響を受けず厳然な術者として育ち、かつては厳馬を破った神凪最強の術者の威厳は今も存在している。和麻でも咄嗟に防げなかったほどの威力を持つ綾乃の炎の精霊を奪い取り、攻撃を無力化したり、和麻と厳馬の同時攻撃を捌いたりなど力は健在。
作者の後書きで、和麻と厳馬の同時攻撃を受け流せたのは「重悟が二人を合わせた力より強い」というわけではない、と述べられている。
アニメ版
尺の都合上、原作にあった「交通事故で隻脚になった」という設定が消滅し、『継承の儀』を行った理由も明かされなかった。また、実力に関する描写のほとんどがカットされ、未知数という扱いになっていた。

神凪 厳馬 （かんなぎ げんま）
声 - 小山力也
和麻・煉の父親であり、重悟の従兄。
神凪一族における現役最強の術者。「蒼炎」と呼ばれる「神炎」の使い手。重悟と共に200年ぶりに誕生した「神炎」の術者。その強さは、和麻が「炎雷覇を持った綾乃の十倍強い」と断言し、アニメ版でヴェルンハルトから「契約者（コントラクター）の和麻に匹敵する力を感じる」と称されている。入院中には見舞いに来る人が多かったと綾乃が述べていることから人望もあり、顔も広い様子。
風術を蔑み、戦闘力を史上としている生粋の術師。自分にも他人にも「神凪の人間として」常に厳しい態度で接する。その一方、和麻に酷似した冷徹な面も持っている。
和麻に対しては父親としての愛情を持っていたが、神凪一族を第一に考える思考と自分にも他人にも厳しい性格から、炎術の才能を一向に見せない和麻に一日の休みも与えないで修行させ、弟の煉とも滅多に会わせないなど、厳しく接することしかできなかった。力も度量もないのに謀略とパワーバランスで宗主になった頼道のようにはさせたくなく、和麻を実力で宗主に就かせようとしてのことだった。
和麻からは誤解されていたが、融通の利かない不器用な性格から誤解を解くことができずにいた。勘当した理由も、神凪一族という枷から解き放とうとしたためであり、彼なりの愛情であった。その後、風術師として大成した和麻のことを不器用ながら誇らしげにし、風牙衆の一件が終わった後は息子に対して「気が済むのなら土下座でもなんでもするから、自分の息子として神凪家に戻ってこい」と言ったこともある。さすがに和麻心を揺れ動かしていた。結果的に「やり直しは不可能」と拒絶されるものの（断られることは厳馬も承知の上だったらしく、落胆する様子を見せなかった）、父子間では実質和解しており、互いに「親父」「息子」と認める関係に戻っている。親子のように守る守られるではなく、互いに一人の男として肩を並べる対等の関係になった（アニメ版では、尺の関係でこのシーンは割愛されている）。
作中で二度にわたり和麻と対決しているが、いずれも敗北している。
一戦目は、身内殺しの疑いのかかった和麻を確保すべく連絡を取ったが、挑発されたことで戦いとなる。和麻の実力が「本気を出すに値する」と見て蒼炎を呼び出そうとしたが、直後、「本気を出しても勝てるかわからない」ほどに成長した息子の力量を目にし動揺。数秒の間を作ってしまい、このため蒼炎が完成するよりも速く和麻の方が術式を完成させたので痛恨の敗北を喫した。アニメ版でも同経緯で敗北するが、気を失う寸前に息子の成長を認め微笑を浮かべるシーンが追加された。
二戦目は、和麻との対決で受けた負傷が治った後、神凪邸でぱったりと出会った和麻と失言の応酬を行い、最終的に彼の方から勝負を仕かけられて再戦となった。体術による壮絶な「親子喧嘩」を展開するが、体力差で防戦一方に追い込まれ、二度目の敗北を喫してしまった。
その後、息子が膝を突いた父親に手を差し伸べるというシチュエーションを見せて綾乃を感動させたが、その直後に和麻が本気で厳馬を殺そうとし、さらに厳馬は隙をついて「炎の精霊を宿した蹴撃」を放った。親子揃って「勝つためには手段を選ばない性格」だったことが明らかになり、綾乃を呆れさせていた。戦いは重悟の介入で中断したが、親子揃って素直ではない相手の評価（「まだまだ未熟」「もうトシだな」など）を重悟と綾乃に聞かせていた。
綾乃とは「伯父と姪」以上の関係ではなく、互いに干渉のない薄い間柄だった。しかし、5巻では暴走した和麻を止める役割を綾乃に任せ、最後に微笑を向けている。「宗主の娘」でしかなかった綾乃の成長を認めていることがうかがえる。アニメでは綾乃から「次期宗主として自分と煉にまかせてほしい」と突っぱねられ、人知れず「頼んだぞ綾乃」と独白していた。
6巻では煉と共に仕事で遠出していたが、ガイアVS和麻戦に駆けつけ風喰を消滅させて上手い具合に息子の窮地を救っている。この時、ガイアは死んだ振りをしていたが見抜いており、「息子がこの程度の相手に負けるわけがない」と信じてあえて和麻に任せた。
唯一の弱点としては、傲慢から生まれる油断。和麻初戦では敗因につながり、また怒り狂っている慎吾に捕獲を命じた結果、事態を余計悪化させてしまった。
アニメ版
先述の重悟に代わって、名実ともに「神凪最強の術者」という扱いになっている。風牙衆に対する扱いも原作とは異なり、上記のように一定の配慮を意識している。
ストーリー全般にかけて出番が増え、霧香と個人的に接する様子まで描かれた。また、原作以上に和麻のことを気にかける描写が散見された。原作で見られた「失敗作だから殺したい」と和麻が誤解しているやり取りも見られなかった。

神凪 深雪 （かんなぎ みゆき）
声 - 佐藤しのぶ
厳馬の妻であり、和麻・煉の母親。
昔から性格に難があったらしく、温厚な重悟にすら「自分勝手な女」と思われている。厳馬と違い、炎術の才能のない和麻に愛情の欠片もなく、逆に煉のことは溺愛している。
絶縁を突きつけられた和麻が助けを求められて際、悲しむどころか逆に「炎術さえ使えれば優秀な息子として愛せた」と告げ、一千万を渡して神凪家を出るよう促した（このことは厳馬も重悟も知らず、前述の二人が知った後も綾乃と煉には知られていない。また、アニメ版では厳馬や重悟すら知らされていない）。
この行動によって、和麻は「親子の縁を簡単に切り捨てられる両親が何よりも恐ろしい」と思うようになり、重悟にも相談せず国外へと逃げていった。なお、彼女から渡された一千万のキャッシュカードは和麻が翠鈴と出会って立ち直った後、へし折られてしまっている。
その際、親子の縁は完全に切れており、和麻から「あの女は俺を愛さなかったけど、俺も愛した覚えはない。お互い様さ」と厳馬に告げ、「自分を産んだ女」以上の感情は持ち合わせていないことを告げた。その証拠に恐怖の対象でしかなかった父のことはまだ「親父」と呼んでいるが、母に対しては「あの女」としか呼んでいない。
和麻に対して敬語敬称で接しており、とても息子と会話しているようには見えず他人行儀（あるいは普段からこうなのかは不明）。彼が助けを求めてくるまで一度も自室に入れたことがなかった。
1巻の回想シーンにしか登場せず、以後は名前しか出てこない。和麻が帰国してからの動向は不明だが、少なくとも彼を気にかけている様子は見受けられない。3巻では煉が行方不明になったのを心配していたことが綾乃から語られているが、和麻が出奔した時はまったく気にした様子がなかったことと比べ疑問に思っていた。
アニメでは3話に登場。「これからの生活の足しに」とキャッシュカードを差し出すと「炎術さえ使えれば貴方を誇りに思えたでしょう」と告げ退室していった。顔は描写されておらず、黒髪を丸くアップにした着物姿。
『超解！』では「何よりも能力を重視する女性」と記されている。
神凪 頼通（かんなぎ よりみち）
先代の宗主。重悟の父親、厳馬の伯父。
かなり我儘な性格。引退してからも先代宗主の立場を利用して好き放題しているため、一族全のほぼ全員から嫌われているが、本人は全く気付いていない。厳馬によれば「信念を持たず、権力欲しかない人物」と評されている。
炎術師としての資質も低く、智謀と一族内のパワーバランスで宗主を継いだ過去を持つ。それ以降、神凪の力は三十数年史上最低にまで落ち込み、炎雷覇を扱うことすらできずに死蔵され、他者の手に渡らせる度量もなかった。
それらが災いし、甥の厳馬からは毛嫌いされている。厳馬の方も「一族最強が炎雷覇を継ぐべし」と考えているため、大した実力もなかった頼道を特に嫌い、心の底から軽蔑していた。お互いに嫌い合っていることを隠そうともしないため、非常に仲が悪い。
1巻のワンシーンにしか登場はせず、和麻が分家の連中を殺したと思い込んでおり、「和麻を抹殺しろ！」と叫び、さらには「厳馬が煉に炎雷覇を継がせるために、和麻にやらせたのではないか」と邪推までしていた。重悟の命令で従者に両腕をつかまれて荷物のように扱われて退席させられてしまった。以後の消息は不明。
アニメ版未登場。
長老
現役を退いた老人たちの総称。先述の頼通も含まれる模様。
若い術者たちを管理する立場にあるらしいが、実際はかなり暇を持て余している。それなりの権限はあるらしく、慎治に謹慎を命じている。
存在が触れられたのは第1巻だけ。アニメ版では、存在自体が消滅している。
周防（すおう）
重悟の側近。感情が希薄そうな中年男性。
脈絡もなく突然姿を消すという技法を持っており、和麻でもどうやって行ったのかまったく見破れず驚いていた。重悟から風牙衆を全員拘束するように命じられるなど、術者としての実力は高い模様。
「超解！」では「和麻でも察知できない瞬間移動能力（？）を持ち合わせている」と記されているが、彼に関してのデータはほとんどなく何者なのかは不明。
煉から連絡を受けて迎えに着たりと、神凪宗家の執事的なポジションを取っている。出番自体はかなり少なく、大事の際の雑用くらいにしか登場しなかった。またストーリーに絡まない。
風の聖痕リプレイでも名前が出てきており、どうやって姿を消しているのかをネタにされていた。
アニメ版未登場。

#### 炎術師：神凪一族・分家
作中では大神、結城、久我、四条の四家が登場している。
大神 雅行（おおがみ まさゆき）
声 - 城山堅
大神家の当主。媒体ごとに容姿が異なるキャラクター。
傲岸不遜を絵に描いたような性格。我が子に対して父親としての愛情がなく、「大神家の道具」という感覚で接していた。自力では弟には及ばなかったため、その役割を子供たちが幼い頃から押し付けて、虐待にも等しい修行をさせていた。
弟の雅人は確執を嫌って、チベットへ修行に出てしまった、しかし、資質に関しては雅人の方が上であり、本人としては「当主の座を譲ってもらった」という認識が強かった模様。後に武哉から指摘された際は、激昂して殴り飛ばしてしまった。
操に対しては、女であり戦士としての素質が見られなかったため無関心であった。だから操が妖魔化した際も「大神家の邪魔者」としか見ておらず、一切の情をかけることなく殺害しようとしていた。また、それらが原因で綾乃からは激しく嫌われている。
娘である操が妖魔に成り下がり、大神家が存続の危機に立たされたために、汚名返上のため自ら部下を率いて操を滅殺しようとする。しかし、返り討ちに遭って死亡。切断された首を鞠のように扱われた後、生気を吸われてミイラ化し、粉々になって消滅してしまう（アニメ版では、全身を焼かれただけに留まっている）。
弟の才能に嫉妬した雅行のように、綾乃も自分にはできない高等技術を持つ煉に対し、喜ばしくない感情を抱いていた。
漫画「紅炎の御子」では眼鏡を掛けた痩せた中年として描写されており、殺される寸前の操とのやり取りが深く描写されている。操から敵討ちの協力を求められるが拒否し、「とっとと滅びろこの一族の恥さらしが！」「アレら（武哉と武志）が死んだのは弱かったからだ！」「息子共々揃いも揃って出来損ないが！」と罵倒したことで怒りを買い殺される結末になっている。
原作に至っては容姿の描写がなく、挿絵も設けられなかった。アニメ版では白髪の壮年男性として描かれ、漫画版では眼鏡を着用している。
大神 雅人（おおがみ まさと）
雅行の弟。40代（重悟よりも年下）。
兄を遥かに凌ぐ力を持つ分家最強の術者だったが、当主の座を巡る争いを嫌ってチベットの奥地まで修行に行った過去がある。もっぱら綾乃のお守りを任じられており、彼女からも「叔父様」と慕われていたが、流也によって殺害された。
アニメ版では、原作よりも前倒しで殺されている。
大神 武哉 （おおがみ たけや）
声 - 武虎
大神家の長男。推定20代後半。
久我家の娘・静との間に双子の男児がいる。分家ではトップクラスの術者であり、跡目に内定していた。慎吾とは正反対の性格なのに相性がよく、二人が組めば宗家以外に敵なしと言われたが、和麻の説得に失敗し敗北。気絶しているところを流也に攻撃され、胴体を切断されて殺されてしまう（アニメ版では、切り落とされた鉄骨の下敷きになって死亡）。常識人を自認しているため、弟を殺されたとはいえ狂った慎吾のことは引いていた。
弟妹のことを気にかける優しい性格で、操の心の支えとなっていたが、彼が死んだことで後の悲劇を生むこととなった。一方、風牙衆を内心で見下していたり、和麻のことを犯人と決めつけ高圧的な態度を取るなど、神凪の血筋らしい一面も覗かせた。
アニメ版では、綾乃にせがまれて仕事に同行させるなど、原作以上に親密な関係だった様子。
大神 操 （おおがみ みさお）
声 - 植田佳奈
大神家の長女。20歳前。
普段から和服を着用し、おかっぱ頭の似合う大和撫子を連想させる美女。本来は内気でとても大人しいな性格のため、前線には立たず後方支援を担当している。
兄の仇として和麻を逆恨みしていたところを、ミハイルという謎の少年に利用され、倫理観を奪い取られて「復讐のためなら全てが許される」というゆがんだ心を植えつけられてしまう。妖魔と化し、スライムを操って数百人の一般人の生気を奪い取り、殺害。その力を持って和麻と対峙するが、歯が立たなかった。結局はミハイル・ハーレイに利用されたに過ぎず、操が集めた数百人分の生気はスライムの集合体「ヴリトラ」を操作するためのエネルギーでしかなかった。
父を含め自らの親族や多数の一般市民をその手にかけた重い罪を背負うが、和麻の励ましによって生きることを選び、出家して罪を償っていこうと決意（和麻に続く、神凪家2人目の出家者。罪を償ったら、真っ先に助けてくれた和麻に恩義を返そうと考えている）。
妖魔になった際は、数百人分の生気を得て大幅にパワーアップしている。漆黒の業火を無数の火球にして出現させ、一斉に発射するという戦法を用いる。なかなかの威力だったため、大神の人間だけあって分家最強になれる炎術の才があったのではないかと綾乃たちに賞賛された（分家最強程度の力では和麻には遠く及ばなかったが）。また、漆黒の炎を巨大な火柱として出現させることも可能。この技で分家の術者4人（アニメ版では5人）の命を奪っている。
他にも、影を大口の怪物として顕現させ、飲み込んだ相手を異次元に放逐するという特技を持つ。綾乃との戦いではこれを使用して、彼女を退けている（飽くまで和麻殺害が目的のため、人質にもならなかった綾乃は無事解放されている）。
幼い頃に一度だけ、いじめられていた和麻を助けたことがあって、彼女も忘れていたそんな些細な出来事を和麻はずっと心の支えにしていた（その事実は、和麻から聞くまで忘れていた）。そのため和麻は神凪を敵に回すことになっても、迷うことなく操を助け、守ることを選んだ。
アニメ版では登場のタイミングが原作よりも早く、和麻が神凪邸に来た際に負傷した術者たちの手当てをしていた（原作1巻に当たる部分）。また綾乃とは幼馴染であることが明言されている。原作では省略されていたがアニメではミハイルと出会うまでの経緯が描かれている。さらには和麻の暗殺（武装した男たちを差し向ける）に失敗した後、彼に向けて武哉を殺された怒りをぶつけるシーンが追加されており、「家族の中でただ一人私のことを想ってくれた」「大切なお兄様」と述べている。この際実力で和麻に挑んでいるがまったく歯が立たず、一人取り残された後は「自殺」「復讐」「力を得る」ことを考えて佇んでいたところをミハイルに声をかけられたという設定になっている。原作ではいつミハイルと接触したのは不明。
漫画「紅炎の御子」ではほぼ同様の役回りで登場し、ミハイル・ハーレイに言わるまま和麻たちと敵対する。神凪邸での暗殺が失敗し謹慎のため連れていかれる際は、和麻に向けて「人殺し！ 絶対に殺してやる！」と言い放つなど強い殺意を見せており、言動が若干原作より苛烈な部分がある。また前述の通り終盤で父親から罵倒された際はショックを受けた様子が見られた。父親の生気を奪う際に「昔から厳しい方でしたけど、それは私たちのためを想ってだと少しは信じていた」と述べており、仇討ちの協力を申し出た理由として語った。

大神 武志（おおがみ たけし）
大神家の末子。綾乃と同年代。
叔父と共に綾乃の戦いぶりを見届けた直後、流也に首をはねられて殺されてしまう。
アニメ版では、原作よりも前倒しで殺されている。
大神 静（おおがみ しずか）
武哉の妻。旧姓は久我。
名前のみの登場。下記の久我透との関係姓については、同じ分家の出身ということ以外は不明。
双子の男子を出産し、このふたりが武哉の忘れ形見として世継ぎになる予定。
結城 慎一郎（ゆうき しんいちろう）
結城家の当主。
二人の息子を殺されたことを逆恨みし、和麻に憎悪を向けている。一族内でもとりわけ彼に対する恨みは強いが、和麻からすれば「そんな脇役その一みたいな奴、覚えてるわけないだろ」程度の存在でしかなかった。
実は一巻にも登場しており、和麻が神凪の屋敷を訪れて煉が拉致されたことを告げた際に「たわ言を！ 慎治と慎吾を殺したのは貴様だろう！」と激昂していた。この時は名前設定がないため「結城家の当主」「結城」としか表記されていない。また、原作長編第3巻以降、分家の中で再登場を果たした唯一の人物でもある。
アニメ版でも、第5話に彼と思わしき人物が登場する。
結城 慎治 （ゆうき しんじ）
声 - 奥田啓人
結城家の末子。25歳。
帰国後の和麻と最初に再会した人物。その際、目の前で行われた除霊の腕を見て、和麻の帰国とその力を一族に伝える。
幼い頃、ほかの子供たちとともに炎術を使えない和麻を虐めていた。また、流也に殺された最初の犠牲者の一人で、抵抗する際には分家では唯一金の炎を発現するなどの努力を見せるが、火傷一つ負わせることができずあっさり殺されてしまった。
原作ではあまりの恐怖に発狂したところを細切れにされて殺されたが、アニメ版では命乞いしたところで殺されている。
アニメ版では、容姿は金髪で目つきの悪い青年として描かれた。
結城 慎吾 （ゆうき しんご）
声 - 西脇保
結城家の長男。推定20代後半。
分家ではトップクラスの術者であり、跡目に内定していた。可愛がっていた弟を和麻に殺されたと思い込んで怒り狂い、初登場から常軌を逸した発言ばかり叫んでいた。問答無用で和麻を殺そうとしたが返り討ちにあってあっさり敗れ、倒れているところを流也に狙われて死亡する（アニメ版では、切り落とされた鉄骨の下敷きになって死亡）。
アニメ版では、弟に似た目つきの悪い顔立ちで、長い後ろ髪をうなじのところで縛っている。役回りも同じだが、和麻を殺す云々の台詞は独白になっており、これを聞いた綾乃が若干引くという展開に代わっている。
久我 透（くが とおる）
声 - 西墻由香
久我家の術師。かつて和麻を虐めていた主犯格。大柄な体格と気性の荒い性格の持ち主。和麻よりも少し年上。
当時、仲間と一緒に和麻を苛め抜き、炎術で身体を焼いたり靴底で頭を踏みにじったりしていた。歯向かってきた和麻に逆上して殺害しようとするが、操の乱入によって食い止められてしまう。
今の「八神和麻」なら小指の先を3センチ曲げる程度の労力で殺せると語られている。和麻は帰国後に会った覚えがあると見て思い出そうとしたが、今の透の顔を思いだすことができず疑問を抱いていた（これに関しては詳細は不明なままであった）。

#### 風術師：風牙衆
神凪に仕える下部組織で、20名ほどの風術師で構成されている。表向きには神凪一族と祖を同じくするとされているが、実際は数百年前の江戸時代に金で何でも請け負う闇組織に過ぎなかった。幕府の依頼を受けた当時の神凪一族によって討伐され、風牙衆の力の源であり彼らが神と崇める超越存在（アニメ版ではゲホウと呼ばれる妖魔）を封じ込められてしまった。結果、戦闘能力が急落した風牙衆を神凪一族が「自分たちに欠けている探索能力を補い、同時に自分たちの火を煽ることのできる便利な道具」として吸収した。それ以来は主に神凪一族専属の諜報や後方支援を担っているが、その扱いは奴隷同然のような状態で、和麻からも「あれでは反乱も起こしたくなるだろう」と内心同情されるほどだった。アニメ版では屋敷に住んでいることが語られており、神凪から住居を提供されていたようである。戦闘能力こそ低いが、風術師としてはかなり優秀な組織で、その点は壊滅後に和麻からも言及されている。風牙衆壊滅後は神凪一族の情報網はほぼ壊滅状態に陥っており、情報網を求めた結果、警視庁特殊資料整理室との関係が生まれることになる。
風巻 兵衛 （かざまき ひょうえ）
声 - 稲葉実
1巻に登場。風牙衆の長。1巻における黒幕。
平素は神凪一族に対する忠心を装うが、腹の底では風牙衆一族の悲願である神凪への復讐の念を募らせており、風牙衆の力の源であり彼らが神を蘇らせようと企む。
原作では老人と描写されており、口調もそれに見合ったものだった。アニメ版では厳馬や重悟と同世代くらいの中年として描かれている。また煉に和麻の宿泊先のホテルを教え、後の誘拐計画に利用するという策士としての一面も見せた。
表立って堂々と風牙衆を見下していた分家はもとい、特に宗家の厳馬と重悟を深く憎んでいる。穏健で流也の容態を気にかけていた重悟まで憎む辺り、兵衛こそ「古き因習」に取り付かれている節があった。
その目的は「神凪の滅亡」。超越存在である「神」を復活させ、神凪を滅ぼすための力を得ようと画策する。復讐の前準備としてひとり息子の流也に上級妖魔を憑依させ、契約によって自身も下位妖魔を従える権限を得た。流也のことは「病気のため療養中」として人目につかせないようにしていた（「超解！」によれば本当に病弱だったとのこと）。そして和麻が帰国したのを機に、流也の風術で神凪の術者を殺害させ、その罪を和麻になすりつけた。
息子を手駒としているだけではなく自分自身をも妖魔化させている。さらには歯向かう風牙衆も洗脳し駒とした。神凪への復讐のためには自己犠牲すらもいとわず、徹底して力に固執した考えを見せている。神凪の炎を「浄化の炎」とたとえており、同じく風牙の風を「穢土の風」とたとえている。「俗世にまみれ、我欲を満たすが我らの正義！」と主張しており、そのためには息子のひとりふたり悪魔に売り渡すくらい惜しくないと豪語していた。
煉を神の復活の生贄に捧げようと刺客に拉致させた。その後、煉との一騎討ちで敗北。和麻がコントラクターの力を使った影響により流也が苦しみだし、その影響が兵衛にまで伝わり隙ができたところを煉に密着され、猛烈な業火で断末魔の叫びすらも焼き尽くされて消滅した。アニメ版では復活し憎悪に狂った「神」の風術により部下たちと共に死亡するという末路を遂げた。そのため煉との戦闘はなく、自らもまた「復讐心」の犠牲となって死亡した。また煉は流也の影響により出現した妖魔の群れと戦っていたため戦闘には参加しない。
姿を隠して相手を撹乱する戦法を得意としている。武器は人体の肉程度なら容易く切断できる風の刃。また煉が放った炎の雨を凌ぐほどの耐久力を持つ。妖魔化した時には浅黒いグロテスクな肌を持つ人型の怪物となる。
「超解！」によれば元々は神凪一族に忠実に仕えていたが、服従を強いられ侮蔑の視線を向けられ続けた結果、積年の恨みから反旗を翻したという。
イラストレーターの設定資料では忍者の頭領風の容姿であり、頭頂周りが禿げ上がった老人だった。初期デザインは動きやすさ重視にとジャージ姿だったが、編集の方から却下されたという。イラストの方は実際の本編では使われることがなく、納戸花丸の画集に掲載されている。「老人」だったためアニメ版とは容姿が異なる。

風巻 流也 （かざまき りゅうや）
声 - 松本大
1巻に登場。兵衛の一人息子。10月14日生まれ、身長176cm、A型（アニメ版）。原作とアニメ版で設定が異なる。
十年ほど前から病に倒れて養生中であったが、後に父によって妖魔を宿され、神凪に復讐する道具にされていた（「超解！」によれば、「病気療養のため10年も姿を見せなかったほど病弱」だったという）。最早「風巻流也」としての意識はどこにも残っておらず、完全に妖魔に乗っ取られ、兵衛との「契約」に従い力を貸す存在になり果てている。第1巻の最後の敵であり、本作の中でも上位の敵に位置する。
原作ではまったくしゃべらなかったが「ククク……」という嘲笑の思念が和麻に伝わったことがあった。
年齢は不詳だが十年前の写真は「少年」と語られている。
美形だが表情はなく、終始能面じみた無表情。全身を黒尽くめの衣装に身を包んでいるが、それ以上にまとう妖気は闇よりも黒い。決着直前では妖魔としての正体を現し、粘土を人型にこねたような不気味な姿となった。
性格は冷酷にして残虐。命を壊すことに快感を覚えるらしく、すでに死体となっている慎治らを細切れに切り刻んだり、ホテルを輪切りにして数百人をまとめて殺害。さらには仲間である風牙の術者も、武哉と慎吾ごと切断して殺害した（仲間を巻き込んでしまったのではなく狙って殺害している）。和麻に罪を着せる（神凪の注意を向けさせる）という目的もどうでもいいらしく、何度も彼の不意をついて殺しにかかっていた（ただしアニメでは和麻の背後を取ったにもかかわらず攻撃対象から外すなど兵衛の目的に従っている。またホテルに泊まった和麻を監視していた）。
和麻の帰国を機に、彼に罪を押し付けるために風術で神凪一族の炎術師を7人（アニメでは5人）も殺していた。すでに流也の意識はどこにも残っておらず、肉体もプロレスラーが即死するほどの攻撃を受けてもものともせず、頭部を強打しても脳震盪も起こさない。
和麻もさすがに今の流也には同情を禁じえなかったらしく、息子は力を手に入れたと誇る兵衛に対し「あいつは何も手に入れていない。すべてを失っただけだ」と返している。
肉弾戦と風術により遠近のどの間合いにも対応した戦い方が可能。和麻によれば「20キロ先から攻撃することも容易」とのこと。1巻終盤での戦いでは綾乃を完全に圧倒するも取り逃してしまい、これが敗因の一つとなる。
最終決戦の地・京都。その山中にある神凪の聖地こと火之迦具土（ほのかぐつち）を祀る山にて、コントラクターの力を解放した和麻の援護によって力をそがれ、最後は綾乃の炎によって妖魔共々滅殺される。しかし一度は綾乃を余裕で破っており、彼女からは「最強最悪の風術師」として記憶に深く刻み込まれている。
アニメ版では和麻に近い容姿や服装をしており、長く伸ばした後ろ髪をうなじのところで一本に束ねている。肌は生気の失われた緑色で、顔には血管が浮き出ており不気味な嘲笑が刻まれている。妖魔化する前の写真がアニメでは描写されており、髪型は和麻と似ているが肌が白く頬も痩せてやつれた青年だったことから本当に病気だったようである。また上級妖魔に憑依されたという設定自体がなくなり、自ら兵衛に協力しゲホウ様（原作における「神」）の妖気を取り込んだことで力を手に入れたというものになっている。それも兵衛によれば微弱な妖気だったという。煉によってゲホウの封印が解かれた後、封印に近づいたことで妖気が共鳴を起こし、引き寄せあったことでその身にゲホウ様を宿すこととなった。合一後の形態は緑の肌をした巨人へと変貌し、風術も使用する。しかし長い年月封印されたことでゲホウ様には正気はなく、自分を封じた神凪に対する憎悪しか残っていなかった。手始めに味方である風牙衆を兵衛ごと抹殺し、続いて分家を滅ぼすべきく移動した。
戦闘スタイルも原作とは異なり、殴る・突くなどの拳による近接戦闘が主体となっている。また腕を切断された際は悲鳴を上げて苦しむなど「痛覚」がある描写がされた。
深淵の水龍では、主人公の燎と友達だったことが語られている。また父親によって妖魔を宿すための器として改造された。
イラストレーターの設定資料では、もみあげが長く父親似の容姿のためアニメ版とは異なる。小説内では彼のイラストは描かれず、納戸花丸の画集などに収録されている。

#### 地術師：石蕗一族
霊峰・富士に魔獣を封印し、封印の管理・維持を続けてきた一族。日本における地術師の名門でもあり、「大祭」を執り行い身内を生贄にすることで魔獣の再封印を行ってきた。
石蕗 紅羽 （つわぶき くれは）
声 - 小菅真美
3巻に登場。石蕗一族首座（石蕗巌）の長女。20代後半。
妖艶な美女だが、近づきがたい雰囲気を持つ。和麻と同じ境遇を持っているキャラクター。アニメでの一人称は「わたくし」。原作とアニメで結末が異なる。
石蕗一族にあって、地術を扱えず代わりに重力を操るという異端者。それも能力は非常に強力だったため、父からは疎まれて娘として見てもらえず、一族からも腫れ物のように扱われてきた。それでも実の妹である真由美を姉として愛していたが、父にから一心に愛を受ける真由美に嫉妬し、次第に憎むようになる。
誰からも見てもらえず、守ってもらえず、実の父にさえ見捨てられた境遇だったため、誰にも頼らないで自分を守れる強大な力を欲するようになる。五年前、魔獣・是怨の存在に目を付け、真由美とそのクローン（亜由美）による二重の封印で極限にまで力を抑えつけ、魔獣の力を取り込もうと画策する。本心では父親から愛情を欲していたことが窺える台詞を述べており、「魔獣の力を取り込もうとした理由すら聞かず、始末する理由ができたと笑う父親」を見て本当の意味で絶望したという。父との戦いでは重力制御で地術を無効化し圧倒し、毒を用いて殺そうとしたが父は岩と同化することで命を繋いでいた。あえてトドメは刺さずその様を嘲笑い、邪魔者を排除した後は密かに目的の達成に向けて動くようになる。
しかし、すでに自分は魔獣によって人間ではなくなっていたこと（アニメ版では生まれた時からすでに支配されていた）、重力制御も魔獣の手駒のためとして与えられたものであり、全ては魔獣の意思によって行動させられていたにすぎないと和麻から推測を聞かされ、絶望してしまう。全てを操っていたつもりが、操られていたにすぎなかった。その事実に悲嘆し、呆然と立ち尽くしていた。
最後は和麻の一撃で真っ二つにされ、それでも生きていたことから自分が妖魔化していたという事実を突きつけられる。「誰にも守ってもらえなかった」境遇を泣き言のように語るが、それを聞いて激昂した和麻から「全部お前が選んだことだろうが！」と風の刃で微塵切りにされて死亡する（和麻と似通った境遇のため、紅羽の泣き言は彼にとって不快以外の何物でもなかった）。ただし、彼女に宿っていた魔獣の「気」は是怨の元へ返り、わずかに交じっていた紅羽の憎悪が宿ることになり、そのため復活した是怨は和麻たちを真っ先に狙って襲い掛かってくることとなった。
戦法は、重力場を展開することで物体から魔術まで拳大にまで圧縮する。その力は綾乃の炎も平気で消滅させ、風術で飛行中の和麻を引き摺り下ろしたほど。和麻も「まともに戦ったら苦戦するほどには手ごわかった」と言い、憶測による精神攻撃で戦意を削ぐという手に出た。
アニメ版では綾乃を防戦一方に追い込み、終始優位に立つ実力を見せた。重力場を炎雷覇で防ぐことはできず押し切られたが、重力場そのものを焼き払うことで何とか凌いでいたという状態。しかし、是怨の復活に伴い与えられた力を奪われ、入れ替わるように地術の力を取り戻す。そして、利用されていたことを知り怒り狂って「わたくしから奪った時間を、人生を返せ！」と泣き叫びながら攻撃を仕掛け消し飛ばされてしまった。この前後に和麻から逃げるように言われ、その死を前にした時は「バカヤロウが……」と哀れまれており、原作と結末がかなり異なっている。また「父から疎まれ殺されそうになった」というのもなくなり、魔獣の力を求めた動機については「石蕗において地術師として才能がない者がどれほど過酷なだったか」と語られたのみ。
「超解！」では一族を乗っ取ろうとしたとも記されている。

石蕗 真由美 （つわぶき まゆみ）
声 - 宮島依里
3巻に登場。石蕗一族首座（石蕗巌）の次女で、紅羽の妹。16歳。
亜由美のオリジナルで、本来は彼女が魔獣を封印するための儀式で生贄になる予定だった。紅羽を「お姉さま」と呼び慕っていたが、魔獣の力を我が物にしようとしていること、父を殺めたことや、自分さえも利用していたことを知り、決別。和麻たちと戦闘中の紅羽を殺そうと奇襲を仕掛けるが失敗に終わってしまう。その際、罵倒の言葉を姉に向けていたが、姉の真意を知ってからは強い同情を買っていた。
魔獣・是怨復活に「勝てるわけない！」と絶望していたが、亜由美に叱咤されたことで戦うことを決意。亜由美と共に是怨の力を抑えつけ、和麻たちに勝機をもたらした。
アニメ版では、儀式のところからずっと気を失ったまま戦いに参戦しない。すべてが終わった後に力を使い果たした亜由美の最後を見届け、その際にこれまでのことを謝罪した。
全てが終わった後は愛する人間であり、自分の支えとなっていた勇士を補佐に加えて紅羽の後を次いで首座となる。アニメではその後は特に語られていない。
石蕗 巌 （つわぶき いわお）
声 - 荻野晴朗
3巻に登場。石蕗家当主にして、紅羽と真由美の父親。同編の元凶というべき存在。
次女・真由美の可愛さゆえにクローンを作り、身代わりにする計画を立てた張本人。一方、地術を使えない落ちこぼれの長女・紅羽に対しては、強力な重力操作を使えることも相まって、一切の情を抱くことなく忌み嫌っている。そんな折、紅羽が魔獣の力を取り込もうとしているのを知り、理由も問いただそうとせず「始末する理由ができた」と笑っていた。
病に倒れたことになっていたが、実際のところ紅羽を始末しようとするも返り討ちに遭い、大地から切り離されて毒殺されそうになっていた。しかし、その寸前に岩と同化して生きながらえるも身動きが取れなくなっていた。死の間際、家督を条件にして交渉を図ったが聞き入れられず、地との接点を断たれて絶命する。
アニメ版では、和麻たちとの邂逅シーンが追加され、紅羽の野望を伝える役目を担った。
厳馬のアンチテーゼという立ち位置にあり、炎術の才能を持たなかった息子を宗主にしたかった彼とは対照的。
石蕗 勇士（つわぶき ゆうじ）
声 - 鳥海浩輔
3巻に登場。真由美の側近。推定20代半ば。
宗家ではなく俸家の人物だが、石蕗の姓を名乗ることを許されたほどの高位の地術師。亜由美を連れ戻しに来た際に立ちはだかった煉と交戦するが及ばず敗北するが、目的自体は達し亜由美を連れて帰還した。
主である真由美を守るためなら死すら辞さない覚悟を持っている。いずれ生贄に捧げられると知った真由美から無理やり接吻をされ、「今後も私の側を離れないで欲しい」と告白され、最期まで自身を支えて欲しいという意図を汲み取った。逆に紅羽のことは全く信用していないが力は認めており、表向きは主従を護っている。自身の力が和麻たちに及ばないことを悟り、紅羽から授けられた能力によって岩石の巨人となり、煉と死闘を繰り広げた。
最後は煉の捨て身の攻撃（和麻が防いでくれると信じていたため）によって妖魔の力を焼き払われ、元の人間に戻る。是怨が倒された後は、首座を継いだ真由美の側近として活動している。
人間時は岩石のつぶてを武器としていたが、煉の炎にはまったく及ばなかった。
妖魔の力を得た後は、煉の炎も突き破るほどの土砂の津波、岩石の拳を武器として戦うようになる。ほか、腕を切断されてもすぐに再生するほど治癒能力も強化されている。
アニメ版では原作とデザインが大きく変わっており、ポマードで髪を固め、見た目も固そうな人物になっている。なお、原作では美少年よりの優男。妖魔化した際の強さも原作以上となっており、綾乃の炎を受けても全く通用せず、炎雷覇の一撃でも傷一つつけられなかった。理由について和麻は「バカみたいにを岩を斬ろうとしたからだ」と述べている。最期は原作同様の経緯で煉に敗北した。
石蕗 亜由美 （つわぶき あゆみ）
声 - 酒井香奈子
3巻に登場。真由美のクローン。生後1ヶ月（肉体年齢は12歳）。
妖精の卵を使い、短期間で急激に成長させられたため非常に短命。和麻と会う頃にはすでに細胞が死に始めていた。真由美に代わり魔獣封印の儀式をするためだけに作られた。記憶は真由美のものがコピーされていたが、儀式の前に自分だけの思い出が欲しくて脱走し、煉と出会い、一緒に海を見に行った。その存在を失った今も、煉にとっては「たった一人の人」。
是怨との戦いでは絶望した真由美を叱咤する際に、彼女そっくりに振舞うことで見下し、戦意を取り戻させている。そして共に「大祭」を行い、是怨の動きを封じ煉たちに正気をもたらした。アニメ版では真由美は気絶したままのため単独で「大祭」を行っている。是怨が倒れた後、「大祭」の影響で急激に寿命が縮み、煉に看取られながら最期を迎えた。しかし、妖精の卵の影響により妖精として生まれ変わったことが示唆され、それを知った煉は元気を取り戻した。アニメ版ではこの設定はなく、煉は和麻に励まされることで立ち直っている。
短編では夢魔が「煉の未来の悪夢」から亜由美を再現し、精神攻撃として煉にけしかけている。この時点では煉は亜由美に会っておらず、この「悪夢」は和麻の風によって両断され消滅した。

#### 陰陽師：土御門家
いずれも『すべては愛のために』のみ登場。千年前に実在した陰陽師、阿倍晴明の直系。神凪とは友好関係にある。ただし、術者の多くが「阿倍晴明の直系」を名乗るため、疑う者の方がはるかに多い模様。陰陽師としては最高峰にあるため、「それ以下」の陰陽師と比べられるのは侮辱と受け取る。
土御門 貴明（つちみかど たかあき）
『すべては愛のために』に登場。定信の次男。20歳過ぎ。
優男然とした顔立ちながらも長身細身で、しっかりと肉のついた体格を持つ。挿絵では糸目、もしくは鋭い眼差しの人物として描かれている。霧香同様、札を媒介とした符術を用いる。霧香とどちらが強いのか綾乃は疑問に思ったが「土御門のプライドとしては、比べること自体が侮辱と受け取る」とのこと。
過去に父と重悟が、「神凪に娘が生まれたらこちらの次男坊と娶わせよう」と約束しており、綾乃と見合いをすることになった（重悟は冗談のつもりだったが、定信は結構本気だった模様）。
綾乃と見合いをして本気で彼女に惚れてしまった様子。基本的にクールで自分を落として、相手を持ち上げたりと礼儀正しく話術にも長ける。しかし、恋のライバルである和麻とは失言の応酬をする仲となっている。
香久夜の凶行を止めるために駆けつけ、説得。自分に近づく女性を無意味に攻撃する妹を厳しくしかりつけていると話したが、実際は妹に負けず劣らずのシスコン。しかる、怒るという表現とは無縁なほど甘ったるい声音で妹を説得していた。結局は彼が香久夜を「しかった」ことでことの一件は収束した。しかし、この態度の豹変には和麻も綾乃も度肝を抜かれ、どこか病んだ兄妹から逃げるように立ち去っていった。
戦法は札を媒介とし、障壁を張って反作用で相手を弾き飛ばす。他の術も使えるようだが秘奥である後鬼以上の術は持ち合わせていないため、後鬼と戦う綾乃の役には立てなかった。
土御門 香久夜（つちみかど かぐや）
『すべては愛のために』に登場。定信の長女で、貴明の妹。20歳前後。
外見こそは兄にも劣らぬ容姿を持つ美女だが、実際は極度のブラコンである。
貴明の見合いを妨害するために和麻を雇う。見合いの席で綾乃に恥をかかせて、貴明を幻滅させようとするがことごとく失敗に終わる。それどころか、逆にふたりの距離が徐々に縮まっていった。
最終手段として、阿倍晴明が切り札として子孫に残した「二対の最強の鬼神」の片割れ、後鬼を解放。綾乃の抹殺を計ったが制御不能となっており、近くの物を手当たりしだい破壊するしかできなかった。
最終的には和麻によって後鬼は封印され、そのことで彼を逆恨み。後鬼を解放したことで謹慎の身となったが、しつこく綾乃と和麻を揃って殺害しようと土御門から脱走して付けねらう。
首を突っ込んできた由香里から綾乃に関する情報を聞き、それを曲解して「恋心を弄んで女王様気取りになっているふしだらな女」と受け取ってしまう。由香里を人質にし、今度は自らの手で紙縒（こより）を武器に綾乃と対決する。
そこへ和麻に呼び出された貴明が説得に現れ、一応の解決となった。

山田（やまだ）
『すべては愛のために』に登場。土御門に仕える中年の術者。
定信の命により、香久夜の依頼を取り消すために和麻と交渉する。常に遜った態度を取るが、内心では和麻のことを「ヘッポコ風術師」と見下していた。交渉が決裂した際は本性を現し、和麻に襲い掛かった。
戦闘では護法童子という式神を用いる。仏法を守護すると伝えられる鬼神で、童子の姿をしている。
風の刃に対し、ケブラー繊維を編みこんだ呪符を用意したが「物理的法則を超える」特性を持つ、一流の術者に抗する策にはなりえなかった。勝ち誇っていたわりには、部下と共にあっさりと和麻に敗北し屈辱を味わった。
役割としては単なるやられ役に過ぎないが、挿絵が描かれているという贅沢な扱い。
葛木（かつらぎ）
定信の部下。
式神使いで土御門と神凪の見合いを護衛する任に就いていた。そこへ現れた太一郎を見咎め、不審者として詰問するが反撃を受けてしまう。自分を未熟な術者だと自覚していたため、力尽くではなく最大の術で取り押さえようとした。相手の力量を見抜けず、ただ単に力尽くで取り押さえるという選択肢がでないあたり未熟である。この時、太一郎は魔術を無効化する手袋をつけており、それで呪符を握り潰されたため式神が暴走。太一郎は式神に取り付かれ、制御不能となって暴走してしまった。葛城自身がどうなったのか不明。
土御門 定信（つちみかど さだのぶ）
『すべては愛のために』で語られた土御門の当主。名前しか登場しない。
過去、重悟に「神凪に娘が生まれたら、こちらの次男坊と娶わせよう」と約束し、その履行を求める。
神凪との婚姻はそうとう乗り気だったらしく、娘が妨害を画策していることを知ると部下の山田たちを派遣して和麻に依頼の取り消しを行い、それが不可だった時は力尽くで阻止するように命じていた。
後鬼が破れ、香久夜を処罰のため軟禁した後は素直に和麻に違約金を払うなど娘思いの面を持つ。香久夜が処罰を受けた理由は綾乃を殺そうとしたことでも料亭を壊そうとしたことでもなく、後鬼の封印を解いてしまったことにあった。

#### その他の術師
キャサリン・マクドナルド
声 - たかはし智秋
アメリカ合衆国における炎術師の名門マクドナルド家の娘。20歳前後。一人称は「私（わたくし）」。スタイル抜群の「絶世の美女」。基本は普通の敬語だが令嬢らしく「ですの、ですわ」というお嬢様口調も混ぜ、日本語にも長けている。なぜか綾乃のことは「神凪の巫女姫」と呼ぶ。普段はクールで自分勝手な美女だが、とあるハンバーガー屋と同じ苗字なのでそのことに触れられると途端に怒る。またかなり負けず嫌いで向こう見ず。「超解！」によれば、精霊獣を生み出す技術は一流だが制御が未熟なため実力は綾乃に劣ると記載されている。
主に天使型の精霊獣・守護精霊（ガーディアン）メタトロンを使役する。炎術師としてマクドナルド家が世界最強であることを証明しようと、来日して綾乃に挑戦、最強の証として炎雷覇を手に入れようとした。しかし、そんなことをすれば神凪厳馬が怒り狂って一族郎党焼き殺すと和麻に脅され、炎雷覇の奪取を諦めた。厳馬のことは「所詮は宗主になれなかった男」と考えていたが、和麻から彼の恐ろしさを教えられた。
初登場ではビル内の高級レストランを襲撃したテロリストたちを残らず始末し、一般人まで巻き添えにしたが「正義が執行された事実こそが大事」と述べ、周囲への配慮はまったくせず敵を倒すことだけを第一に考えていた。続いて「最強」の称号と炎雷覇を求め綾乃と対決する。
当初はメタトロンの戦闘能力と特性で綾乃を圧していたが、和麻のアドバイスにより「術式によって変質した炎を正常に戻せばいい」ことに気づかれ、メタトロンは崩壊。術式によって縛られていた莫大な熱量が解放されたことでビルが爆破され、その場は引き分けとなった。
綾乃との再戦のために雑魚妖魔の類を潰して回り、レベルアップを図っていた。あまりにも派手に暴れまわっているので和麻を連れた霧香から注意されてしまう。その際に和麻から「メタトロンでは絶対に綾乃に勝てないぞ」とコキおろされてしまった。一族の秘奥に侮辱を受けたキャサリンは和麻を「神凪綾乃に仕えたことで自分も強くなったと錯覚している非力な風術師」と見下し、一戦を申し込む。神凪綾乃のオマケ程度にしか和麻のことをみていなかったが、三度挑んで三度とも果物ナイフ一本でメタトロンを解体されて敗北する。
彼が神凪綾乃よりもはるかに強いことを知った後は、彼を雇って協力者にした。その際に手数で攻める方が綾乃との戦いに向いているといわれ、新たな精霊獣ウィスプを生み出した。辛くも引き分けに持ち込み、以後は和麻に惚れ込んでしまい、彼を実家に連れていって両親に紹介しようとした。アニメ版では14話、15話、16話と続けて登場。綾乃に敗れた後も警視庁特殊資料整理室と業務委託契約を結び、正式に日本で活動できる資格を得て再登場する（警察手帳に張られた写真は高笑いしている）。
アニメ版16話では「丸投げ温泉」に湯治に来ており、混浴のことを知らず和麻と鉢合わせして裸を見てしまう。通信教育では混浴のことまで習わなかったので「コンヨークってなんですの？」と疑問に思っていた。それを聞いた綾乃が動揺したのを見て、意味も分からず調子に乗って「和麻とコンヨークした」ことを強調しまくるという独自展開が描かれた。
アニメ版22話では暴走する和麻を止めようと戦いを挑むが、メタトロンは一瞬で破壊されその余波でキャサリンも吹き飛ばされ気絶した。
アニメ版ではラピスとヴェルンハルトを殺すために狂乱状態になった和麻を止めるべく交戦するが上述のように敗北。病院で入院していたが和麻のことで悩む綾乃の姿を見て「和麻にとって大切な今」になるように叱咤した。

凰 小雷 （ファン シャオレイ）
6巻および『ヒミツのカンケイ』の収録された遺稿に登場。凰家の娘。14歳。見た目は少年だが実は女の子。6巻から登場。
綾乃に似た向こう見ずで、激情的な性格の持ち主。反骨精神が旺盛で、自分より強い術者によく反発する（重悟は除く）。
風の神器「虚空閃」を所有しているが、登場したばかりのときは正当な継承者ではなかった。それでも和麻を動揺させる程度には力を引き出していたが、「あの小僧自体は大したことない」という評価をされており、才能よりも虚空閃によって引き出された力のほうが厄介だと話していた。
クリスティアン・ローエングラムとガイアに家族を殺害され、復讐のために神凪を利用しようと日本に密入国した。まずは綾乃の力量を測るべく、正面から堂々と姿を現しての真っ向勝負を挑む。だが、苦戦を予感し綾乃は和麻に勝負を押し付けてしまう。小雷も和麻の態度と綾乃の挑発に業を煮やし、一方的に彼を敵視して襲い掛かってきた。父の直接の仇であるガイアを特に怨んでいる。
復讐のために女であることを捨て「小雷」という男の名を名乗っている。理由は「女は男よりもあらゆる点で弱い」と考えているため。今では「俺」と自称しているが、過去の回想では「私」を用いている。本名は不明。
クリスティアンに胸を貫かれて瀕死の重傷を負うが、和麻によって虚空閃を継承させられ、一時的に増幅した生命力で一命を取り留める。目を覚ました後は、ガイアが倒されたこと、その背後にいるゴートの存在を聞き、「ゴートを倒すことは復讐よりも大事」と綾乃に話している。
以後は和麻の能力に目を付け、「俺のものになれ！」と告白。彼を夫として連れ帰り、政権を争う分家への牽制に利用しようとしている。いわゆる貧乳で、そのことに対してかなりのコンプレックスを持っている模様。激情的な性格だが、弄られ慣れていないため羞恥心にすぐ負けてしまい、言い返せず黙ってしまう。
基本的な戦法は、槍の長大な射程を利用し、相手を間合いに入らせないように攻め立てる。基本に忠実だが、それゆえに隙は少ない。しかし、相手を侮ってしまうこともあり、技を多く見せてしまうことからすぐに見抜かれてしまう。綾乃との二度目の対決では、術を用いない武器のみの決闘を行うが、あっさりと太刀筋を見切られてしまい敗北した。
他の技には虚空閃で強化された風を槍にして放つというものがある。刃という「面」ではなく、槍という「点」の力のため、貫通能力は相当に高く和麻の風の刃を破壊したほど。しかし、その威力を以ってしても父仇のガイアにはほとんど通じなかった。
必殺技は、最大で九つの風の槍を一斉発射する「穿牙・九連（せんがきゅうれん）」。ただし、この技の名前は過去の回想でかたられたものであり、和麻との戦いで使用したものであるかは不明（和麻戦では九つの風の槍を発射したとだけ描写されており、技の名前は語られていない）。和麻の風の刃を以ってしても、風の槍を打ち破るには5度の攻撃が必要であった。しかし、この技は螺旋状に放った風で削り取られ、攻撃力を持たないただの突風にされて和麻に破られてしまう。
なお、イラストレーターの納戸花丸は、ネタバレを避けるために小雷のイラストは男の子らしく描いていたが、6巻発売後に描かれた一枚絵はその心配がないとのことで女性らしく描かれている。

霞 雷汎（シア レイファン）
『煉君の受難』に登場。和麻や朧月の師匠。
風の精霊使いとして目覚め、重傷を負っていた和麻を救った無精ひげで総髪の男性。その後、和麻からの申し出を受けて彼を弟子にする。アーウィン・レスザールの儀式を止めようとした理由や、和麻を指導した理由など不明な点が多い。
日本生まれで姓は「八神」だったが、仙華した際に今の名前を名乗るようになる。和麻の去り際にかつての姓を授けた。和麻はこれを「もう二度と帰ってくるな」という絶交の証と考えていたが、朧によれば「キミは何もわかっていない」とのこと。
博打を打ち、酒を飲み、女を抱く。一見俗っぽい性格だが、実際は一切の生物がいない孤独な空間に何千年閉じ込められてもビクともしない精神の持ち主と和麻は思っている。実力は未知数であり「アーウィン・レスザールに確実ではないが勝てる」と言うほどの実力者で、和麻も畏怖している。
仙人は自身を高め、人間の限界を超えようとする者。そのため、集団や他者を必要としなくなる傾向にある。そのため、精霊との調和を行い、力を借り受ける精霊術師を見下す傾向にある。朧月も精霊魔術そのものの力は認めているようだが、精霊術師は「精霊の奴隷」と和麻に語り、仙人を志すように説得していた。

### その他の和麻の友人・知人
翠鈴 （ツォイリン）
声 - 牧野由依
和麻の元恋人。
神凪を追われた和麻が流れ着いた香港で出会う最愛の人にして、癒えない心の傷。綾乃に負けず劣らず気の強い性格で、自分に抱きついてきた酔客を蹴り倒した和麻に対し、おぼんの縁でがつんと殴るという行為をとり、非難されたときは「いーのよ、和麻だから」の一言で済ます。こんな感じで和麻を尻に敷きながらも、彼を愛していた。
アーウィン・レスザールに目をつけられ、魔術儀式の生贄となり、悪魔に捧げられたことで魂の欠片も残さず消滅した（現状なぜそうなってしまったかは不明）。
ヴェルンハルト・ローデスは儀式の場に残っていた彼女の残留思念からラピスを創造した。
拉致された経緯、悪魔に捧げられた理由、儀式の全容など一切不明。和麻の回想では、自分がアーウィン・レスザールの使い魔に殺されそうになった際に風術師の能力が開花したとされており、翠鈴よりも自分の命の方が大事だったと卑小な己を呪っていた。
「超解！」によれば、風術の覚醒の理由は「恋人の死」と「自分が殺されそうになったから」と記されている。
藤野 沙希（ふじの さき）
「神凪和麻」の同級生。22歳。
元気はつらつで自分に素直な性格。思ったことをすぐに口に出し、行動力も高い。
とある大学で友人の柚葉と一緒にいる時に和麻を呼び止め、その後一緒にいた綾乃から彼の境遇を聞かされた。さすがの彼女も神凪の行いには「厳しい一族なんだねぇ」と呆れと感心とどちらともつかない声音で答えていた。
和麻に「昔の柚葉は大人しい割りに、キレるとそれはもう凄いもんだった」と言われた際には「今はもっとグレードアップしているよ」と容赦のない返事をした。以後登場しない。
黄 影龍（ウォン インロン）
五巻の和麻の夢の回想にのみ登場。
九龍城（ガウロンシン）の商店街に軒を連ねる骨董屋「天水堂（ティンソイトン）」の主。見た目は好好爺然とした老人だが、実際は裏社会に身を置く名うての情報屋。それを知る者は少ない。
「神凪和麻」の職（何でも屋）を世話したりとあちこちに顔を繋いでもらっているため、和麻も頭が上がらない。日本語が不自由というのを言い訳に敬語を使わないでいる彼の心を見透かし、その幼稚な抵抗を笑って受け流している。
しかし、和麻の素性を知っており、危険に巻き込まれる彼に対し「のぼせ上がるな、若造。お前は選ばれた人間でも何でもない」と険しい眼差しで彼の行動を非難した。
それは和麻を危険に巻き込ませないように思ってのことであり、翠鈴から彼を離したくないという思いからだった。和麻もそれをわかっており、黄には感謝している。
ティアナ
声 - 真堂圭 / 小桜エツ子（ドラマCD版）
3巻と『綾乃ちゃんの災難』に登場。風と繋がりの深い妖精。初登場は番外編「綾乃ちゃんの災難」から。本編3巻にもそのまま登場しており、綾乃とは犬猿の仲。
妖精という種族は、総じて享楽的で無思慮なため、人間をからかうことを生きがいとしている。彼女は、他人を転ばせたりとかいう無邪気なものではなく、事故を引き起こして生命の危機に晒すようなレベルの悪戯をするため和麻に灸をすえられてしまった。
是怨との戦いの後、死に行く亜由美を前にした煉の心情も考えず自分勝手な発言をしたため和麻に睨まれ気絶してしまい、以後は登場しなくなる。アニメではこのやり取りはカットされている。
アニメ版では可愛らしい言動が多く描写されており、前述のような酷いイタズラ好きではなくなっている。また電車で移動はせず和麻が運転する車で移動している。

### アルマゲスト
本作における主要な敵に位置する魔術結社。三百年以上前から存在しており、西欧を中心に活動する、近代魔術の最高峰とも謡われる権威ある組織である。名前はプレイトマイオスの「大星表（アルマゲスト）」に由来する。その名のとおり元々は占星術を扱う者たちで構成されていたが、貪欲に様々な術者を募った結果、今の形に落ち着いた。首領の仇である和麻を憎んでいる。和麻曰く、所属する魔術師たちは全員が最悪の愉快犯らしい。なお、魔術師だけが所属しているわけではなく、何も知らない一般人のみで構成されている支部も存在する。ヴェルンハルト・ローデスを筆頭にする高位魔術師たちの会合――「評議会」が運営を行っている。アーウィン・レスザールは存在そのものが疑わしく思われており（後述）、アルマゲストにおいて最高峰の魔術師はヴェルンハルト・ローデスであると見られている。
アーウィン・レスザール
声 - 小西克幸
魔術結社アルマゲストの首領。見た目20歳代、実年齢300歳以上の「絵に描いたような美男子」。本編開始時点で故人のため和麻の回想にしか登場しない。
術者であれば知らぬ者のない世界最高の魔術師であり、近代魔術の基礎を築き、失われた数々の術やその理論を復活させるなど多くの功績をあげた。ここ500年で最高の魔術師と評価する者もいる一方、その実在すら疑う向きもある。そのため「アーウィン・レスザール」という名は組織の長が襲名するもの、あるいは象徴的な存在としてみているのが一般の見解である。人前に姿を見せることがないのもそれに拍車をかけている。
首領については謎の部分が多く、大魔術師アグリッパの直弟子だとか、サン・ジェルマン伯爵その人だとか、魔術の世界において非常識な謎に包まれた人物である。
約四年前、和麻の目の前で、恋人・翠鈴（後述）の心臓を抜き取り悪魔に生け贄として捧げる儀式を行った。翠鈴を助けにきた和麻を圧倒し、「障害にすらならなかった」ことを告げる。そして虫型の使い魔に始末を任せ、部下を率いて立ち去った。これは当時、まだ魔術を扱えなかった和麻にとって風術に目覚めるきっかけとなり、「神凪和麻」最大の敗北として脳裏に刻まれている。それから約二年後、復讐のために最強の風術師となった和麻に敗れる。その身体は100グラム以上の塊が無くなるまで徹底的に斬り刻まれた上、魂は契約していた悪魔に地獄に引きずり込まれ、奴隷としてコキ使われているか力に還元されて消滅したからしい。恋人を奪ったように彼自身も魂まで存在を抹消されてしまった。
イラストレーターの設定資料ではハネのあるロングヘアーの美男子だった。また、漫画版でも一コマだけ素顔が描かれている。
ヴェルンハルト・ローデス
声 - 堀内賢雄
4巻と5巻に登場。アルマゲストの実質的な運営機関である「評議会」の議長。
首領アーウィン・レスザールは実在すら疑われているほどなので、一般からはヴェルンハルト・ローデスが世界最高の魔術師であると評されてきた。
道化た仮面で素顔を隠し、大仰なマントを羽織りヴェサリウスと名乗って、日本でインターネットを使った妖魔憑依実験を行った。その本質は愉快犯で、何を考えて行動しているかよく分からない。特に演出にこだわっている。また、無意味に高性能なものを使いたがる。
目的は実験だったらしいが、真意は不明。内海を見て「容姿に問題なければ素体の候補にしたい」と意味深なことを話していた。首領の仇である和麻を苦しめることも目的のひとつ。
臆病だと思えるほどに慎重な性格だが、同時に自己保身にも長けており大胆な行動を取る。拉致した煉と対峙した際は「炎術師と戦えば3秒で殺される」など、恥じることなく客観的に自分を見ることができる。実力に関しては原作・アニメ共に戦闘描写がないため不明だが、大魔術師となった内海に勝てるくらいには強い模様（アニメ版では内海に勝ったことが語られている）。
大勢の命を犠牲にしてベリアルの片腕を召喚し、その余波で一帯に甚大な被害が発生するはずだったが和麻たちに阻止された。ほとんど戦う力もないほど疲弊しきった彼らの前に別れの挨拶のために姿を現した。ベリアルの召喚を行ったのも「挨拶のための理由のひとつ」と語っている。
疲弊しきった和麻たちを前にしても「勝てる気がしない。ベリアルの片腕を撃退する非常識さを見た後だと尚更」と言い、手を出すことなく撤退していった。なお、アニメ版では密かに駆けつけた厳馬が後方から睨みを利かせていたため、「コントラクターに匹敵する力を感じる」と評し撤退を余儀なくされた。
後述のミハイルと同じく、空間に干渉する魔術に長けている。ただし精密さはヴェルンハルトのほうが高いようで、空間に干渉して出口のない迷宮に閉じ込めたり、遠く離れた場所に通路を作り出入り口を形成したりすることが可能。警視庁特殊資料整理室によって魔術の類が封じられた場所にも平然と術式を展開して内海を助け出した。しかし、さすがのヴェルンハルトも迷宮を和麻に破られた時は驚愕を露わにしていた。
アニメ版では仮面のデザインが若干異なる。

ラピス
声 - 牧野由依
4巻と5巻に登場。翠鈴（後述）の残留思念からヴェルンハルト・ローデスが作りあげた人形（コピー）。ゴシックロリータ調の黒いワンピースを着ている。ヴェルンハルトの側近として常に付き従う。
対術者専用の戦術・技術を徹底的に叩き込まれており、武器として使う巨大な水晶の剣は精霊魔術を吸収する特性を持っている。魔術そのものは水晶の剣で吸収し、大技を使わせないように常に接近戦で張りつくというスタイルを取る。また剣の実力も凄まじくそれらを以って綾乃と互角以上に戦った（ただし綾乃からすれば、もう少しで勝てるところを和麻に邪魔されたと述べている）。5巻の終盤で和麻から攻撃されそうになるが、翠鈴の演技をすることで攻撃を止めさせ難を逃れている。アニメ版では迷わず殺されそうになったがベリアル召喚が始まったためそうれどころではなくなった。自ら考え、判断する知能は持っているが、そうではない「裡（うち）から湧き上がる感情」＝「心」を欲している。唯一身近にいるヴェルンハルト・ローデスからろくでもない思想を吹き込まれ、人を陥れて喜ぶような、かなり問題のある「心」を手に入れつつある。去り際に和麻に大して翠鈴の思いをヒントとして語っており「私は貴方を殺したい」と言い遺した。
必殺技は、巨大な女神の幻像を創造し、虚影の剣を振るって絶大な威力を生み出す一撃。この技によって都庁は崩壊してしまった。ただし、これはラピスの力ではなくヴェルンハルトから与えられた資格者としての力である。クラスは<魔剣士>（ソードマスター）。
原作とアニメでは性格が異なっており、原作では可愛げのあるしぐさや儚げな表情を浮かべることが多いが、アニメでは細目で目つきが悪く口調も終始淡々としており、すでに用済みとなった内海を自らの手で処刑するなどより「邪悪」として描かれている。また服装のデザインも若干異なる。イラスト集ではゴスロリ姿で翠鈴と共に描かれたイラストが掲載され、こちらではアニメに近い顔つきになっている。

ミハイル・ハーレイ
声 - 喜多村英梨
2巻のみ登場。作中で最初に登場したアルマゲストの刺客。操を利用した実験がてら、和麻を倒そうとした（見かけ上は）黒魔術師の少年。金髪碧眼に小柄で華奢という容貌に見合った、幼い少年の口調で話す。
しかし、優位に立った際には傲岸不遜な本性を現し、追い詰められた時は手段を選ばない老醜な態度を見せていた。熟達の魔術師は全身に妖気を纏うことが可能とされており、ミハイルもまた妖気を細胞にまで染み込ませている。
アーウィン・レスザールの仇を討つよりも、それによって得られる栄光と名誉、地位の方を目的としていた節がある。「超解！」によれば「主であったアーウィンを殺した和麻を憎むと同時に組織内での地位向上を目論んだ」と記されている。また同書には「アルマゲストの魔術師」と紹介されている。
操には自らを「天使」と呼ばせ、正体を隠している。それを知った綾乃からは「変態」と言われた。アニメでは操と出会った経緯が描かれている。
外見とは裏腹に、本質は邪悪。人間（の精神）を壊すことを享楽としており、当初は操を弄んで和麻に嫌がらせをしようとしていた。だが、数百の生気を取り込んでも壊れない強靭な精神に目を付け、本気で和麻を倒すための道具にしようと考え直す。
良心と倫理観を操から奪い取り、妖魔化させてスライムを使役させ、数百人にも及ぶ人間の生気を集めさせていた。生気を奪われた人間は死体も残さず溶解するか、干からびたミイラのような姿となって発見される末路をたどる。
切り札であるヴリトラが再生不能になった後、捨て台詞を残して転移で逃げようとする。しかし構築した術式を和麻によって瞬時に破壊されたため失敗。和麻の恐ろしさを味わい恐慌寸前となるも最後の手段として操を人質に取る。だが、和麻の風によって手足を切断され、踵を叩きつけられて胃を潰され、そのまま蹴り飛ばされて蒼炎で完全に焼き払われ、断末魔の叫びをあげる暇もなく完全に消滅。スライムの被害者たちと同様に細胞の一片も残すことなく消え去った。
アニメ版ではヴリトラを破壊された後、そのまま和麻たちに恨み言を呟いて焼滅するという、原作と比べてライトな結末となっている。そのため操を人質にしたり、醜い本性を現すこともなかった。
漫画〈紅炎の御子」では最後の敵として登場。黒幕として操を操りほぼ原作同様の立ち回りを見せ、ヴリトラを用いて和麻たちと一戦を繰り広げる。激昂した際の口調に子供っぽさがあるなど原作とは若干の違いがある。和麻と綾乃の合体攻撃でヴリトラを破壊された後、和麻を前にしてテレポートを用いて逃げるが転移先に待ち伏せされ、こんな芸当ができるのは契約者だと理解すると同時に風の刃によってバラバラにされ、最期は炎に焼かれて焼滅した。

### 資格者（シード）
ヴェサリウスの妖魔憑依実験により、異能の力を手にした少年たち（正確には、妖魔に喰われていく過程に「一時的にその能力を行使できる期間がある」にすぎない。力を授かったわけではない）。法の裁きを受けない上に、「自分は選ばれた特別な人間」と大半が思い込んでしまうため、好き勝手に暴れて他者を殺している。力を望めば望むほど、能力が強くなればなるほど、内なる魔性に自我を喰われ、最後は完全に妖魔によって肉体を乗っ取られ、自我を失い、姿形も変化してしまう（まれに半分だけ人の形を維持するものもいる）。憑依させられた妖魔は同一のもので、電子コピーとして複製されている。宿主と結合することで、その人間にあった能力を生み出すという特性がある（能力が同一でないのは、種となった妖魔が宿主と結びつくことで初めて開花するため、その宿主に合った能力になる。妖魔化後の形態も同じ理由で統一性がない）。妖魔の正体は、魔界の大公爵「無価値」のベリアル（後述）のコピーを電子化したもの。アニメでは「妖魔を宿し穢れきった魂はベリアルの生贄に最適」という理由も付け加えられている。
内海 浩助（うつみ こうすけ）
声 - 河相智哉
4巻と5巻に登場。聖凌学園の男子生徒で写真部に所属。16歳。二年生。
つぶれた蛙のような顔に肥満体形をしている。七瀬から「怪奇カエル男」と呼ばれた。一人称は「僕」で、常に他人の顔色を窺うような卑屈な性格をしている。しかし、妖魔を憑依されて資格者となり、法で裁けない「無敵の力」を手にしてから豹変。尊大な振る舞いをして常に他者を見下す人間となった（ただし本質は変わっておらず、その精神は脆弱で惰弱）。
学力は非常に低く進学できたのが奇跡と言われているが、彼の親が総合病院を経営する資産家なので学園への多額の寄付で落第を逃れたという噂がある（裏口入学したという噂もあるが、由香里によればデマとのこと）。
性格も外見通りで、写真部の取材という名目でテニス部女子のパンチラを狙って撮影したりなど、性欲に旺盛（特に七瀬を一番気に入っている）。それを七瀬に邪魔されたことを妬み、正当な仕返しとして女子の着替えを盗撮し、インターネットで流してそのアドレスを学園に広めようとしたが、これも失敗。逃走したところを七瀬に妨害され、さらに女子たちから一斉に殴られリンチにかけられてしまった（入院するほどの重体ではない）。
その後、ヴェルンハルトの妖魔憑依実験により「資格者（シード）」となり、呪術を使用できるようになった。他、気合をためた一撃（作中ではか〇はめ波と書かれていた）を用いる。自分を嘲笑っていた女子生徒たちに呪術を使い、高熱を引き起こしたり、事故に合わせるなど災害に遭わせていた。さらには脅迫して肉体関係を迫ってまでいた。
最後の獲物として七瀬を呼び出し、復讐しようとしたが不意打ちのスタンガンであっけなく撃沈。霧香たちに捕らえられ、能力を削除されそうになった。そこへヴェルンハルトの「メール」が届き、更なる力を望んだ彼は「YES」と答えてしまった。これにより、内海浩助は破滅への道を歩んでいくこととなる。
原作では挿絵にわずかに顔が映っているだけだったが、アニメではメガネをかけている設定。綾乃のパンチラまで撮るなど怖いもの知らず。笑う際は人を見下すようないやらしい表情を浮かべる。
第四階位の大魔術師については下記を参照。
大魔術師（グラン・メイジ）
第四階位（フォースクラス）となり、本名と過去を捨てた内海浩助の姿という記憶を植え付けられた「内海浩助の精神コピー」。原初の妖魔ベリアルを唯一宿した存在で第四階位まで上り詰めたという記憶も植え付けられている。
師匠とも言えるヴェルンハルトを殺害したと思い込まされ、以後は万魔殿の主を自称する。
能力として、相手を洗脳して命令を聞くだけの人形としたり、障壁を張って攻撃を弾き返すことができる。障壁に触れた者は反射により、重傷を負うような甚大なダメージを受けてしまう。また、魔法の杖を振ることで火の玉、電撃、氷のつぶてを放つことが可能。まさに性格が良く現れている能力であったが、和麻の風には遠く及ばず、バリアを紙のようにあっさりと破壊されて本来の臆病さを露わに泣き叫び、めちゃくちゃな攻撃を仕掛けていた。
その後、ラピスの口から「本物の内海浩介」はコピー妖魔によって精神を喰らい尽くされベリアルの御許に捧げられていることが明かされた。ベリアルを宿していたというのも偽りの記憶だったと知る。本当の自分が死んでいることを知った彼は、精神の均衡が保てなくなり廃人と化した（耐えられるだけの精神力がないように設定されていたため）。最期は崩れ落ちる万魔殿と運命をともにし死亡した。ただし明確な死亡シーンは描写されていない。
なお、精神コピーには性欲のような衝動的な感情は湧かないという。そのため七瀬と由香里を支配しながらも侍らすだけで満足していた。本物の内海なら間違いなく凌辱していたため、そのことも大魔術師の絶望の後押しになった。
アニメ版では魂は喰らい尽くされず内海本人が最後まで生き残っていたが、原作と異なりヴェルンハルトに敗北し、黄金の中に下半身を閉じ込められ拘束されていた。ベリアルに捧げる最後の生贄としてラピスに胴体を切断されて殺されるという結末になっている。

ナンパ男
声 - 西前忠久
4巻の冒頭で和麻と一戦交えた資格者の青年。資格者の中では最初に登場した。街中で綾乃をナンパしたが、ごく自然に無視された上に、和麻との痴話喧嘩を見せ付けられ激昂してしまう。その後、綾乃から「引き際をわきまえない馬鹿ってイヤよね」と言われ、激怒して和麻との戦いに突入した。
能力は「身体能力強化」。怠惰と不摂生でたるんだ身体から、極限まで鍛え上げたようなボディビルダーを思わせる肉体に変化することが可能。常軌を逸したパワーは、和麻の返し技を以ってしてもさばくことができなかった。筋肉の塊を思わせる姿でも、そのスピードは常人では捉えきれないほど早く、「突然消えた」と錯覚させるほど。
自然治癒や耐久力まで強化されており、本来なら意識を失うほどの攻撃を受けてもすぐに立ち上がり、ぼやけていた意識も即座に回復していった。生半可な攻撃では通用しないため、「強烈なひざかっくん」で膝の靭帯を切断され、苦痛に仰け反ったところを後頭部に肘打ちを入れられて再起不能となった。
力を使った反動でミイラ化してしまうが、命に別状はない模様。その後、連絡を受けた霧香たちに保護された。
身体能力が強化されても、彼自身は武術の達人でもない戦いの素人。攻撃や動作には技術もなにもなく、勢いに任せてただ殴りかかってくるだけだった。そのため、人間をはるかに超えるパワーを手にしても超一流の和麻には遠く及ばなかった。
アニメではヒョロヒョロの身体にマッシュルームカットの男性で、綾乃に相手にされなかった腹いせに襲い掛かって来るがほぼ原作と同様の経緯で敗北した。また和麻に投げ飛ばされた後、「力を望む」ことで復活するシーンが追加されている。
高松 清志（たかまつ きよし）
声 - 風間勇刀
4巻に登場。逆立たせた髪をオレンジ色に染め、派手なコートをまとった青年。自らを<炎の支配者>（ファイア・マスター）と呼称し、自分を「最強」や「王」と見ている。元々は発火者（イグナイター）と呼ばれるクラスで、クラスチェンジによって炎の支配者となった。日常生活ではありえない格好をしているため花音や芹沢からは盛大にバカにされたが、配下の不良たちからはその稲生によって尊崇の念を集めている。
煉や花音の同級生である高松隆志の実兄で、それなりに弟思いの性格の模様。しかし、煉との対決に敗北した後は弟を見捨ててさっさと逃げ出してしまう。
ヴェルンハルトの妖魔憑依実験によって炎を顕現させる「魔法」を手にし、気に食わない人間や逆らう人間を焼き殺していた。弟の隆志の仇討ちとして、手下である不良たちを動員して煉、花音、芹沢を包囲。3人を焼き殺そうと攻撃を加えるが、炎術師である煉には遠く及ばず、数々の必殺技を披露した後に敗北する。妖魔を焼き尽くされて、ただの人間に成り果てた際には、煉という少年の存在に怯え、パンデモニウムに関する情報を教えた。
必殺技を放つ際には大声で技の名前を叫ぶ癖がある。弟の隆志も芝居がかった台詞や態度を取ったりする。
アニメでは容姿が若干ことなり、黒髪をバンダナで逆立たせている。また顔立ちも弟とそっくりで眉毛が太いのが特徴。
アニメ版では清志との戦いで初めて花音や芹沢に煉が術者であることが判明する展開になっている。

コウ（ヘルハウンド/デビルサマナー）
声 - 酒井敬幸
4巻、5巻に登場。容姿は乱雑に伸ばした茶髪と、黒い革ジャンに膝の抜けたブラックジーンズ。両手には、メリケンサックの代わりになりそうなゴツい指輪をいくつもつけている。足元は安全靴で固めている。と、いかにもヤンキーらいしなりをした少年。
ヴェルンハルトが行った妖魔憑依実験により、デジタル化した妖魔の力を受けた青年。地獄の猟犬（ヘルハウンド）と名乗り、異界よりガルムという魔獣を召喚して人間を狩っていた。警察官である石動大樹に対しても「ブッ殺して首を持っていけば上級クラスになれる」としか見ておらず、平然と彼を殺そうとしていた。
コウ自身はただの人間のため、魔術が破られた際はその反動が本人にモロに跳ね返る。その反動を受け流す術は持っていないが、「まがい物の力」のため、召喚した魔獣が死亡しても命までは共にすることはない（ただし、吐血するなど肉体的なダメージは受ける）。一度は大樹の異能に敗れ、逃げようとしたところを和麻に半殺しにされ捕縛された。しかし隙を突いて逃亡し5巻にて再登場を果たした。その際は名前設定がつき、容姿に「あちこちにブラ下げた銀のアクセサリー」と付け加えられた。
第二階位「悪魔召喚師（デビルサマナー）」となり、ガルムを超える魔獣を複数召喚できるようになる。
同じく第二階位であるシンと戦い、その最中現れた和麻にリベンジしようとするが、残りの魔獣はハルパスと共に風の刃によって瞬殺されてしまった。
その後、コウは和麻の手袋によって無理やり記憶に干渉され、廃人になり果ててしまった（和麻曰く、強い心を持っていれば発狂するだけで済むらしい）。
アニメでは展開が若干変わっており、大樹を食い殺そうとするガルムは和麻に切り刻まれて倒されてしまい、自身も蹴りの一発で気絶。原作通りそのまま逃亡し、以後は登場しない。原作では続く5巻に登場したが、アニメでは後述のライがその役割を担当した。

ライ
声 - 原沢勝広
アニメオリジナルキャラクター。ヘルハウンドことコウが退場したため、原作における5巻の役割をコウに代わって演じた。クラスはコウと同様「デビルサマナー」。外ハネの金髪で白いハットをかぶっている。また魔獣を召喚する際は携帯電話から呼び出していた。原作のコウと同じくシンとの戦闘中に乱入した和麻によって記憶干渉され廃人と化した。
魔法少女しーちゃん
声 - 新谷良子
アニメオリジナルキャラクター。紫の髪のツインテール。ミニスカート仕様のメイド服に身を包んだ女の子でかなりの巨乳。格好は派手だが顔は地味。武器はファンシーなステッキで、これを振ることで一般的な魔法少女が行うような「魔法」を使用する。「魔法」を使用する際は技名を述べ、可愛らしい声音に変えるという特徴がある。自称「魔法少女」で「スタープリンセス・ミラクルしー」と名乗る。街中でキャサリン・マクドナルドと交戦。綾乃に必殺技を破られた後、メタトロンの一撃で気絶させられ敗北。その後、警察に連行され取調べが行われ資格者に関する情報を語った。
必殺技は無数の星を手裏剣の用に放つ「ミラクルスター・シャイニングフラッシュ」。巨大な五芒星を前方に放つ「エターナルラブリー・シューティングスター・アタック」。また飛行能力も持っている。
シン
声 - 高橋研二
コウと対戦していた光の能力者。第二階位「閃輝（シャイニング）」。
ヴェルンハルトの妖魔憑依実験により、光をレーザーのようにして放つ力を手にした。コウとは違い、オカルトな知識を持っているため魔術が破られた際の反動についても知っており、それを「返りの風」と称している。
見た目は才知溢れる優男だが、自分の能力と存在を凄まじく過信しており、他者を見下す傾向を見せている（アニメでの容姿はメガネをかけ制服を着たいかにも真面目そうな優等生）。コウとの対戦中に追い詰められ、更なる力を望んだことで妖魔化が進行。金色の瞳と獰猛な牙という容貌に変化し、圧倒的に増強された視力によって簡易的な予知能力を手にした。アニメでは劣勢の余り恐怖をきたし戦場から逃げようとするが他の資格者に妨害され足蹴にされ、その屈辱から力を望み妖魔化が進行したという展開になっている。
その最中、和麻が乱入してきたことで彼と対決。「風よりも速い光」を扱うため勝利を信じて疑わなかったが、和麻の「光よりも速い風」を目の当たりにして絶望する（アニメではコウが倒された時点ですでに恐慌状態で応戦）。片腕を切断され、抵抗もできなくされてからゴミ扱いしていたコウと同じ末路を辿る（アニメではダメージ描写はなく、壁際に追い詰められたところを記憶に干渉された）。
基本戦法は、現存する資格者（シード）の中でも最速と呼ばれる「光」を使うこと。
必殺技は「光槍（ジャベリン）」。右手を突き出すことでレーザー光線を発射する。物理的な力だが、その熱量と速度は相手に視認する暇も与えず貫く。この技（スキル）で風使いを二人倒しているため、和麻のことも格下としか見ていなかった。
アニメではレーザー光線の色は真紅色。また二本の指から同時にレーザーを撃つという芸当もやっている。
原作ではシンとの戦いの後に和麻は大樹から内海の話を聞いて利用することを思いつくが、アニメではシンの記憶から情報を得て内海を利用することを思いつくという流れになっている。
烈牙（ファング）
声 - 上別府仁資
5巻に登場。ヴェルンハルトが放った刺客。能力を見せる前に倒されたので、どのような力を持っていたのかは不明。
和麻を倒せばさらなる力を与えるとの話を受け、公園に訪れた彼を始末するべく、仲間（あるいは手下）を連れて登場。和麻に何度も「死ね」と連呼し、人殺しになるのをためらう素振りを見せなかった。和麻の存在を「おれに経験値を寄越すためにだけ生まれた」と称し、「ボーナスキャラ」である彼を殺してクラスチェンジを果たそうとする。
一斉に和麻に襲い掛かるも、風圧で両足を折られてあっさり敗北。仲間（手下）共々半殺しにされ、記憶に干渉されコウたちと同様に廃人と化した。
アニメ版では和麻に一騎討ちを挑むが風で吹き飛ばされた後、足蹴にされ重傷を負った。容姿はオールバックの茶髪で、妖魔化が進んでいるためかシンのように人間離れした顔になっていた。能力は不明。

### 精霊喰い
原作6巻における敵対勢力。四属性の精霊と神器を用いた魔術儀式を行おうとしている者たち。目的のためには手段を選ばず、仲間になることを拒んだ小雷の家族を殺害し、さらには神凪から炎雷覇を強奪しようとしていた。どのような魔術儀式なのか、四つの異なる属性の精霊をどのようにして調整するのか、神凪だけ敵に回すような態度を取っていたのはなぜかなど、色々謎が多い。アニメではこのエピソードの前に放映が終了したため登場していない。
ゴート
そこにいるだけで世界を殺す存在であり、周囲の精霊を常に喰らっている黒髪の男。見た目は「人のように」見えるが決定的に人間とは違う異質な存在。遥か昔に絶滅したと言われる精霊喰いで、「超解！」によればゴートはその生き残りだという。クリスとガイアの後ろにいた黒幕である。尊大かつ他者を下に見た言動だが、顔を半分焼かれて「キレた」状態のクリスも彼の姿を見るなり冷静さを取り戻すなど、圧倒的な格を持つ存在として描かれた。
初登場時にはパワー不足だったとは言え、綾乃と和麻の一撃を容易く喰らってしまった。感想として「美味である」と述べ、「精霊術師が我に挑むのは無意味」と告げ立ち去った。
神凪1000年の歴史上でも精霊喰いについては触れられておらず、「出会ったら気をつけろ」などの注意もない。存在していたという噂があるだけの謎の存在。
事実上の原作最終巻のラストに登場したが、先述のように続巻が出る前に作者が亡くなったため決着はついていない。

クリスティアン・ローエングラム
白銀の髪、琥珀の瞳の美形の水術師。通称、クリス。四大神器を用いた大規模な魔術儀式を行うと称し、炎雷覇を奪いに来日した。鞭やレイピアの形態を取る水の神器「水霊（みずち）」を所有している。水術師としての腕は後述のガイア同様一流。典雅な立ち振る舞いを見せるが、その性はサディスティックで暴悪。勝つためにはどんな策をも用いて、それを卑怯だとはまったく思わず当然のことだと思っている（ただし、自分がされた時はまた別の意見が出る）。
綾乃との戦いに二度の敗北を喫し、顔の半分が無残にも焼け爛れ、右腕も付け根から失い、死以上の苦痛を味わうこととなった。怒り狂って綾乃を追って来たが、ゴートの出現で冷静さを取り戻し、彼とともに退却したため生存している。こちらも決着はついていない。
必殺技は、巨大な水球を頭上から放つ一撃。圧倒的な質量ですべてを押しつぶしてしまう大技。また、小技として散弾のように水滴を飛ばして攻撃することができる。
綾乃と二度にわたって対決するが、全て敗北。常に典雅な振る舞いや言動を魅せるが、プライドを傷つけられると途端に地が出る。普段とは逆に、地は「調子に乗りやがって」のように乱暴な口調。

ガイア
ドワーフのような体型をした地術師。事実上第六巻の最後の敵。ゴートを除けば、本編で戦う最後の相手とも言える人物。筋骨隆々の肉体だが、背丈が低く低重心。だが、恵まれた体格は決して短躯とは呼べない。
小雷にとって「父親の仇」に当たる人物。和麻の風の刃以上の威力を持つ、小雷の槍をくらっても大したダメージにならないなど防御力・再生能力が非常に高いことが窺える（ただし、契約者としての力を上乗せした風の刃には耐えられなかった）。また、小雷を一撃で倒している。
クリスティアンから某大作映画のキャラクターの名前で呼ばれてしまったことがある。だが、彼を「仲間」と言ったり、窮地を救うなどからしてコンビとしての間柄は問題ない模様。逃走する際も気絶したクリスを見捨てず連れて逃げている。
一見すると武人キャラクターだが実際は戦うことではなく勝つことが大好きな戦闘中毒者（バトルジャンキー）。それも和麻と戦うまでその自覚がなかったという性質の悪さ。クリスティアン同様勝つためには手段を選ばない。また、「死ぬともう戦えない（だからどんな手を使っても勝つ・生き残る）」と考えているため、死んだ振りでも下劣な取引でも行う。
既存の精霊術師との考え方とは大きく異なっており、精霊を友人・肉親として扱わず「そんなもの」程度にしか見ていない。精霊を喰らう妖魔を平気で従えていたため、和麻の怒りをかっていた。
なお、風術師を劣弱と見下しており、「速さだけが取り柄で重さのない攻撃しかできないから、所詮は戦える階級（クラス）ではない」と見ていた。しかし、和麻との戦いでは（虚空閃の力もあり）圧倒的な力で遊ばれ、「重さのない攻撃でもなんとかなるもんだな」「ま、それ（速さ）だけが取り柄だしな」と嫌味を言われてしまった。
クリスティアン・ローエングラムと共に炎雷覇を奪いに来日した。巨大な戦斧の形態を持つ地の神器「埜槌（のづち）」を所有。
6巻終盤では和麻を好敵手と見出し、一対一で対決。妖魔・風喰（かぜばみ）を引きつれ、周囲の風の精霊を喰らうことで和麻の風術を封殺した。一瞬の隙を突き、後述の技で重傷を与えるも厳馬の介入により失敗。そのまま和麻と再戦となり、後一歩というところで背後から飛んで来た風の刃に首を切断され、さらに頭部と肉体を切り刻まれて完全に破壊されるという末路を辿る。この際に和麻は契約者としての力を解放しており、まったく余裕がなかったことが窺える。

### 敵対関係
ロナルド・ウォレス
白髪に鷲鼻という、御伽話に出てくる悪い魔法使いのような風体をした老人。死霊使い（ゴースト・テイマー）の異名を持つ死霊術師（ネクロマンサー）。漂う亡霊を捕らえ、死霊として手駒にする。
死霊使いの異名は、呪殺はせず、他者に死霊を憑依させ、操って標的を物理的に殺害するという手段から。そのことから呪的暗殺者とも言われる。
中でも有名な話は、三年前にたったひとりの人間（マフィアのボス）を殺害するために、120人の人間に爆弾を持って特攻させ、300人の死傷者を出させたこと。
依頼を受け、標的である霧香の殺害を目論んだが、綾乃の妨害に遭い、ふたりまとめて始末しようとする。水晶玉を通してふたりの様子を見ているところへ和麻が現れ、振り返ると同時に首を切断されて死亡した。しかし、死霊使いが死んでも操られた死霊が解放されることはなく、目的を達するまで行動し続ける。その死霊たちも和麻によって浄化された。
楊 飛浪（ヤン フェイラン）
朧の蔵から宝貝（パオペイ）を盗み出した40代くらいの中年導士。水晶玉を覗いた者を洗脳したり、罠を仕掛けたり、封印された妖魔を配下にするなど卑怯な手段を用い、決して自分では戦おうとしない。
実力自体はたいしたことはないが、性格は尊大で傲岸不遜。常に大物ぶった態度をとって他人を見下しており、綾乃を「精霊術士ごとき卑賤の輩」と馬鹿にしていた。和麻に「大物ぶった態度ははたからみると馬鹿丸出しだからやめとけ」と言われ、激昂した。
朧の蔵から宝貝を盗み出したため、命を狙われている（宝貝を取り返すことよりも、楊の殺害が優先されている）。占い師に扮装して洗脳した花音と芹沢に宝貝を与え、朧と煉の抹殺を計った。芹沢に両刃の直刀の宝貝による近接戦闘を仕掛けさせ、花音に渡した遠隔攻撃用宝貝・火竜鏢（かりゅうひょう）で「3人（煉、朧、芹沢）」を仕留めるという作戦を開始するが、花音は和麻に破れ、計画は失敗に終わる。
罠を仕掛けて朧たちを迎え撃とうとしたが、仕掛け終わるよりも早く居場所に乗り込まれたため、これも失敗。追い詰められた楊は、宝貝・大極図のレプリカを用いて戦う。しかし、これも効力に回数制限があったため、失敗。絶対的な死を覚悟した際に、最後の宝貝・紅葫蘆（べにころ）で朧との相討ちを狙うも和麻に妨害され、真っ二つにされて死亡した。
最期まで失敗を続けた典型的な小物であったが、それでも死を覚悟した敵は侮れないという手本を見せた。
さらに大極図のレプリカと相性がよく、和麻の風の刃を無力化したり、手駒の妖魔が木っ端微塵に破壊されても一瞬で復活させられるほどの力を引き出した。

白和麻（ホワイトかずま）
朧が作った複製人形（コピーパペット）という宝貝。風術に対して強力な耐性があり、和麻の思考を読んだような動きまでできる。また、縮地（しゅくち）という術を用いて空間に干渉し、距離を短縮して動くことが可能。その技術を持って和麻から逃げ果せた。身体能力も和麻同様に高く、不良数人を一瞬で叩き伏せてしまった。
和麻と瓜二つの容姿だが、挿絵では全体的に若干白く描かれている。性格はオリジナルとは逆に、誠実で心根の優しい青年であり、無償で人助けをすることが生きがいとなっている。というよりも、良心回路というものが組み込まれており絶対に人を見捨てられない「究極のお人よし」として生まれている。
和麻が物理的なショックを与えてしまったため、一部の機能が破損してしまい、自分自身を本物の和麻だと思い込んでしまっていると朧は説明していたが、それも怪しいものだと和麻は疑っており、全て兄弟子が仕組んだものではないと見ていた。風術は使えない様子。
本物より誠実で優しい人間として描かれており、特に綾乃に対してはかなり優しく接しており、キスまでしようとするなど愛情が窺えた。
和麻の風の刃を躱すと綾乃に当たる、という状況に追い込まれてしまい、身を挺して綾乃を護ろうとした。最期は綾乃を護るという思いから和麻の風と拮抗するも消滅した。和麻自身は「この程度で綾乃が死ぬはずがない」と見越しての行動だった。実際、白和麻が消滅した際に狙いが外れた風の刃が綾乃へと飛来したが、彼女はあっさりと炎で焼き尽くしてしまった。
佐伯竜二（さえきりゅうじ）
自分は特別「ツイている」と思い込んでいる男性。初めて犯した盗みが成功したため、味を占めて何度も引ったくりを犯して生活をしていた。
そのせいで自分は幸運に恵まれていると思っていたが、警官に追われることとなり、逃げている最中に煉、綾乃、和麻を人質に取ろうとして、最終的に病院送りの重体にされてしまう。
煉に関節を決められて無理やり逃げたまではよかったが、綾乃を人質にとって膝の皿を砕かれ、執念で和麻に狙いを定めるがあっという間に蹴り飛ばされ、不運にも吹っ飛んだ先に綾乃がいたため「来るな！」とぶっ飛ばされ、さらにとんだ先に和麻がいたため、という風に打撃の嵐でピンボールのように弾き飛ばされていた。
警官に保護される佐伯の姿を見た七瀬に「特別ついてない人間もいるんだな」とコメントされてしまった。
柴田（しばた）
髪を七三分けにし、銀縁眼鏡をかけた三十代前後の男性。岡島組の若頭を勤めているインテリヤクザ。組長の娘を誘拐した和麻（実際は意にそぐわない結婚をさせられそうになったため、娘が和麻に逃亡の手助けを依頼した）のマンションに子分を連れて現れ、先手を打って室内に手榴弾を投げ込むなど思慮に欠けた部分がある。
そのことを煉から指摘され、「家の中に娘さんがいたらどうするんですか」といわれたが、部下と一緒にその話題は無理矢理流してしまった。狙いは飽くまで和麻であり綾乃たちとやり合う気はなく、すぐに白旗を挙げてしまった。
ラーン
風の聖痕リプレイ「深淵の水龍」に登場した水術師。黒のローブを着た中年の男性で同作における黒幕的存在に当たる。知的探求心が非常に強く、そのためならば手段を択ばない性格。分類としては水術師だが下地に魔術を用いており、これによって水術を強化している。本人は水の壁などで防御に徹し、呼び出した水の精霊獣で攻撃する。
加倉島に四大精霊の力によって封印されていた龍（膨大な自然の力）を復活させるべく暗躍し、思春期の少年少女たちの力を利用して狂った水の精霊を生み出し、封印を解こうとしていた。その結果聖陵学園に妖魔化した水の精霊が現れ、怪異を起こし始めることに。偽の業者を手配して学園の給水塔に仕掛けを施すなど聖痕の中でもからめ手を用いている。しかし、燎たちによって水の精霊が倒されたため阻止される。
その後、美琴の存在を知ると「夢」という形で美琴の精神と接触し、彼女を迎えに行くことを告げる。綾乃が結界を展開してラーンの侵入を妨害しようとしたが、あっさりと通り抜けている。そして見事に一行を出し抜き、龍が封印されている異次元である「幻夢宮」に美琴を捕らえることに成功。和麻たちとの戦いで滅ぼされた、風巻流也に憑依していた上級妖魔の欠片（風の妖魔）と美琴を接触させ、力を取り戻させる。そして妖魔が持つ精霊を狂わせる能力によって封印を破り龍を復活させた。己と龍をリンクさせ暴走を抑え込むが、しかし復活した龍をどうこうするわけではなく、「復活したらどうなるのか」と観察するのが目的であり、このやり口はアルマゲストの術師と同じく「愉快犯」的なものと例えられた。ラーン自身は正しいリンクの切り方を知らず、無理に切れば龍が暴走する危険性があった。そのため燎たちは、龍を鎮める唯一の方法としてラーンを倒すこととなる。
救出された美琴と力を合わせた燎の一撃により倒される。燎から敗因として人と人の絆を信じなかったことを突きつけられ「反省材料としよう」と敗北を認めながら息を引き取った。
原作者が考案したキャラクターではなく、「深淵の水龍」を執筆した三輪清宗によるもの。『風の聖痕』の設定が多く取り入られている。著者が西洋の魔術に詳しいことと、原作の敵に西洋魔術師が多く登場することからラーンが誕生した。

### 一発キャラ
坂本（さかもと）
声 - 滝知史
山手の高級住宅街に住んでいる資産家。中年。
貧相な見た目だが、自己顕示欲が強く用心深い性格。トルコの後宮（アニメ版では西洋風）を模した屋敷に住んでおり、除霊を和麻と慎治にそれぞれ依頼した。ダブルブッキングとなったため、坂本は「悪霊の除霊に成功した方に残りの報酬は払う。どちらにも前金は返せとは言わない」と提案。元から勤労意欲の乏しかった和麻は下りてしまった。
しかし、実際には悪霊の背後には妖魔が隠れており、それに気づかず放った慎治の炎を取り込んで活性化。室内は火の海となったため坂本は全身に火傷（重傷と言えるほどではない）を負ってしまう。
結局は一千万（アニメでは百倍の報酬）と引き換えに和麻によって助けられることとなり、以後も逆らうようなマネはしなかった。ただし、和麻が慎治を足蹴にした時は、その行為を非難するなど良くも悪くも人間臭さを見せている。
メイド
声 - 石松千恵美
坂本に仕えるメイド。和麻を主人の部屋まで案内した。原作では小気味よく揺れるヒップの持ち主で和麻の視線を釘付けにしている。アニメでは紫のおかっぱの女性で後ろ姿のみ描かれた。アニメでは炎の妖魔が活性化した際に屋敷中が火の海となっており、安否に関しては不明となっている。
原作では和麻に続いて二番目に登場したキャラクターでもある。
金持ちの男
漫画版1話に登場したオリジナルキャラクター。絵画を集めるのが趣味。肥満体型の老人で当初は綾乃を女子高生と見て不満そうだったが、炎術の力を見てからは恐れ入って頭が上がらなくなった。無実の画家が獄中生活の中で描いたという絵画を入手し、「絶対に封を切ってはならない」という忠告を無視し、絵画見たさに約束を破ったことで妖魔が解放されてしまう。綾乃と和麻によって祓われたが、妖魔が潜んでいた噴水は綾乃の炎で焼滅してしまい、人間離れした戦いぶりに執事と共にすっかり腰を抜かしてしまっていた。
花木 悟（はなき さとる）
綾乃のナンパに失敗した男ふたりが、報復のための助っ人としてつれてきた男性。力関係は花木の方が上の模様で、そのふたりからは敬語敬称で呼ばれていた。少林寺拳法を習っており、体格も格闘家として鍛えられたものとなっている。
勝ち誇って綾乃の顎を持ち上げようとした瞬間、「気」のこもった拳打を喰らって壁に吹っ飛ばされ、大怪我を負ってダウンしてしまう。子分のふたりも綾乃によってあっさりと気絶させられてしまう。
やられ役でありながら、フルネームの設定があったという贅沢な扱い。
高橋 修治（たかはし しゅうじ）
二十歳の大学生で、フェンシング部のレギュラー。屈強な肉体を持っていたため、操の生気集めの被害者となり、スライムに取り込まれてミイラにされてしまう。
彼だけではなく、操（を隠れ蓑にしていたミハイル）によって千人近くの人間の命が奪われた。
アニメ版ではその他の被害者たちが殺されるシーンが描写された他、高橋修治ではなくOL風の女性がこの役回りを担っている。
悠人（ゆうと） / 不良
声 - 松林大樹
声 - 阪口周平
遊園地で少女ふたりに対し、痴漢か誘拐犯のような態度で迫っていた四人組のひとり。仲間ふたりが激怒した綾乃に蹴り倒された後、敢然と「てめえ、コラ！」と迫ったが叩きのめされてしまう。勇ましい声から断末魔の叫びへと移り変わり、最後は何もしゃべれず意識を失っていった。アニメ版でも同様の経緯で登場するが、名前設定はなく二人組。あっさりと綾乃に叩きのめされ、トイレの盗撮犯と一緒に霧香たちに連行されて行った。
真・憂国会（しん・ゆうこくかい） / テロリスト
声 - 細井治
声 - 千葉一伸
声 - 長嶝高士
ビル内にある高級レストランを襲撃したテロリストたち。登場間もなくキャサリンの精霊獣でじわじわと皆殺しにされるという末路を辿った。
アニメではギャグシーンに改変され、組織名も「負け犬の遠吠え」に代わり、レストランの客から金品を奪い「貧乏な自分たちを救済する」という目的になっている。和麻と綾乃を「勝ち組の分際で！」と罵った直後、キャサリンの精霊獣で武器を破壊され、火炎弾で威嚇射撃をされ客と一緒に逃げるという結末になっている。
沢渡 唯（さわたり ゆい）
愛犬のブランカを追って廃墟と化した屋敷に入り込んでしまった幼女。彼女の命はその屋敷に巣食う吸血鬼によって奪われ、魂を一時的に操作されて侵入者を罠まで誘導する餌として操られていた。
煉と朧を地下室まで導いた後は、突き落とし、吸血鬼の体内に閉じ込めた。その後、朧の発言によれば「闇に還った」とのこと。
この後、吸血鬼も煉の演技に騙され墓穴を掘るという末路を辿る。
アイドル
声 - 落合祐里香
アニメ版オリジナルキャラクター。16話に登場。「丸投げ温泉」のキャンペーンガールを務めており、決め台詞は「まるっと丸投げ！」。この話では場面の切り替えなどに登場しては決め台詞を言い放つ。

### 人外の者
作中に登場する妖魔、悪霊、魔獣、悪魔、その他などを50音順に記載。名称不明の妖魔に関しては「超解！風の聖痕」に記されている名前で記す。また固有名詞が存在しないものについては「名称不明」と追記。
アーマーン
風の聖痕リプレイ「深淵の水龍」に登場した水の精霊獣。水術師ラーンによってほぼ無尽蔵に呼び出される。形状は水のワニで、モデルはエジプトの神から。当初、ラーンはカプセルから呼び出し一度に三体を使役していた。
悪霊（炎属性の妖魔）
一巻で来日した和麻が最初に戦った妖魔。資産家である坂本某の屋敷に巣食っており、悪霊の影に隠れ潜んでいた。歪んだ顔が張り付いた火の玉という形態を持つ。
炎の属性を有しており、神凪分家の一員である結城慎治の炎を喰らって活性化。一室を炎の海へと変えたが和麻の風術によって抵抗することもできないまま消滅させられた。
アニメ版では第一話に登場。悪霊は登場せず、見た目は髑髏が炎をまとっているというもの。慎治の炎を喰らって巨大化し、坂本の屋敷中を火の海に変えた。和麻に襲い掛かるが圧倒的な力の前に何もできず、あっさりと消滅した。
アニメオリジナルの霊（名称不明）
アニメ版14話に登場。ホテルのレストランに潜んでおり、周囲の人間を怒りやすくし、また破壊的な気分の人間を引き寄せるという能力を持つ。アニメではこれにより武装集団が現れたり、綾乃とキャサリンが喧嘩したとされている。霧香から連絡を受けた和麻によって対処されそうになったが、キャサリンと戦闘中の綾乃によって一瞬で焼滅させられた。形状は黒紫の煙が巨大な人型を象っている姿で、劇中の妖魔の中でも特異な姿。
アザゼル
キャサリン・マクドナルドが使役する精霊獣。全身に炎をまとったトカゲ、サラマンダーの姿をしている。口から火球を吐き、レストランを襲った武装集団を殲滅した。
淫魔
淫魔の亜種。黒い霧のような姿をしており七瀬に取り憑いていた。淫魔と言ってもサキュバスやインキュバスのように情欲を刺激するのではなく、憑依した人間の側にいる者が持つ願望・欲望を無理やり表出させる。効果も用途も限定されている分、強制力はかなり強い。しかも並大抵の術者でも影響を受けたことに気づけない。和麻もすぐには気づけず、綾乃を優しく抱きしめるという行動を取らされてしまった。
しかし、久米には見破られており、七瀬を助けるためにバチカンのエクソシストから購入した聖水を飲まされ追い出されてしまう。直後、綾乃の炎で焼き払われてしまった。ただし、久米は妖魔の影響を受けていないのに口移しで聖水を七瀬に飲ませようとしたため御用となった。
なお、アニメでは似たような存在として、「周囲の人間を怒りやすくし、また破壊的な気分の人間を無意識のままに引き寄せる」というオリジナルの霊が登場している。容姿も黒い霧状と酷似している。
最後の聖痕に登場した、実質最後の妖魔（その後の話で妖魔が登場しているが、モブキャラクターのようなものでどの容姿かも描写されず綾乃に一瞬で消滅させられている）。
吸血鬼（ヴァンパイア）
肉体が闇によって構成されている存在。炎雷覇で斬りかかれてもまったくダメージを受けなかった。反面、光に弱いが標的を体内に取り込んでしまえば「闇」しか存在しない世界に連れ去れるため、精霊術師の能力を封殺することが可能。廃墟となった屋敷を根城にしており、討伐に来た和麻と綾乃を体内に取り込むことに成功する。しかし、煉のことを「護られるだけの無力な存在」だと思っていたため、精霊術師とは気づかず彼を従属にしようとした。そのため洗脳されたフリをした煉によって和麻たちは救い出され、体内から綾乃の炎で燃やされた。しかしなかなか力尽きなかったため、最期はキレた和麻の風で内部から破裂させられた。
後に復活するが、半ばゾンビのようなもので以前の姿を形成できなくなっており、屋敷に入り込む者を手当たり次第喰らっていた。被害者は主に小動物だが、幼い少女・沢渡唯も糧とした。彼女の魂を利用して煉と朧を誘き出し、体内に取り込むが空間干渉に長けた朧によって闇をこじ開けられ、精霊の侵入を許してしまう。やめろと絶叫して命乞いするも、最期は煉の炎によって今度こそ完全に焼き払われた。
復活した理由について朧は「誰かが力を与えた」と述べており、飛浪の暗躍が考えられるが吸血鬼は「我を従える者などおらぬ」と最後まで否定していた。
なお、一巻では三千年生きた吸血鬼の話が和麻から軽く語られている。こちらは和麻も尻尾を巻いて逃げ出したほどの相手だったという。
ヴリトラ
ミハイルの配下であるスライムたちが操を中心に結合し、崇高な魔術回路を形成した状態。戦いやすいように白銀のドラゴンの形態を取り、頭部に入り込んだミハイルによって操作される。
必殺技は、自分を囲うように稲妻の檻を発生させ、数百発の雷球に変化させて発射する。ほか、漆黒の炎を吐き出す「竜の吐息（ドラゴンブレス）」を使用する。これは爪の先からも放つことが可能。何度ダメージを受けてもすぐに再生してしまう上に、操を核にしていることから炎に対して凄まじい耐火能力を持つ（神凪宗家並）。煉の黄金の炎をもってしても深いダメージは負わせられなかったが、常態を取り戻した綾乃の炎には抗えなかった。最後は和麻の風と綾乃の炎の合体攻撃による「蒼炎」で操を傷つけないように、再生不可なほどにまで破壊された。
原作では合体攻撃のシーンは省略されているが、アニメ版では和麻の風によって炎雷覇の刀身に「蒼炎」を宿した綾乃の一刀両断によって滅された。漫画版では和麻の霊気に染まった綾乃の炎で再生不能なまでに破壊された。

絵に憑りついていた悪霊
漫画版オリジナルの妖魔。第一話に登場。無実の罪で投獄された画家が描いた絵に憑りついていた悪霊。金持ちの老人が購入した時点では絵ごと封印がされていたようだが、バイヤーの忠告を守らず封を切ってしまったため復活した。絵から絵へと移動する能力を持つ他、綾乃たちを始末するべく己の一部を差し向けるなどした。暗く狭い場所で描かれた絵の中にいたためか、本体は「空を映す噴水の水面」に潜んでいた。水と同化したような不定形で妖魔の瞳や皮膚など一部が浮かび上がっている。綾乃の炎によって噴水ごと焼滅した。
開明獣（かいめいじゅう）
前述の窮奇と同じく虎の形態を持つ妖魔。ただし、こちらは頭部が人間のものとなっている。日本に封印されていたが、楊によって封印から解き放たれ、手駒として朧たちに襲い掛かる。
風巻流也（に憑依していた上級妖魔）
兵衛との契約により風巻流也に憑依させられた上級妖魔。第一巻の最後の敵。
普段は流也の肉体をベースに行動しているが、綾乃の術によって流也の肉体を焼き払われたため真の姿を現した。粘土を人型にこねたような不細工な造形で、指もなければ関節もない。正視するのも耐え難いおぞましい姿となった。さらに、周囲の精霊を発狂させて操るため、和麻ですら干渉できない風を操る。
この時点で、綾乃の最強の術「覇炎降魔衝」でもまったくダメージを与えられなかったが、和麻の風によって力を殺ぎ取られ、最後は綾乃の炎雷覇に貫かれ内部から焼き尽くされて消え去った。
その妖気の強さは、和麻曰く「中国の奥地で会った三千年生きた吸血鬼とタメを張る」らしい（この吸血鬼は、和麻も尻尾を巻いて逃げ出したほどの強敵）とのことで、「神凪と真っ向から戦っても勝てる」とも評され、綾乃に「最強の風術師」と認識させたほど（のちの5巻では、成長した和麻の方が上となっている）。
凄まじい力を持っていたものの名前も正体も一切不明なまま退場した。
アニメ版では設定が大きく変更され、“ゲホウ様”の封印の周囲に漂っている妖気を風巻流也が取り込んだことで力を得たというものになった。そのためこの上級妖魔は登場していない。
風の聖痕リプレイ「深淵の水龍」ではその正体の一端が語られており、「神に近い力を持った風を操る妖魔」と言われていた。また、同作品では完全に滅びていないことが明かされ、存在の一部が「風の妖魔」として登場する（後述）。
風の妖魔
風の聖痕リプレイ「深淵の水龍」に登場。形状は人間大の黒い風の塊。前述の「風巻流也」に憑依していた上級妖魔の一部であり、力を失っていたが黒衣の魔術師ラーンの暗躍により風巻美琴と接触し、「エングレイヴド」により力を取り戻し復活。精霊を狂わせる能力を用いて「龍」を復活させた。その後、燎たちと死闘を繰り広げ最期はかれんの一撃によって倒された。和麻たちと戦った時の記憶を持っており、神凪に対する憎悪を見せていた。
風喰（かぜばみ）
地術師ガイアが和麻への対策としてゴートから授かった妖魔。スイカ大の瞳から蝙蝠のような羽を生やした姿をしており、風の精霊を捕食する。風術で倒す場合は20メートル以上離れた場所から強力な一撃を打ち込む必要があるが、ガイアは常に接近戦を仕掛けてくるため和麻は完全に風術を封じられる形になった。後に駆けつけた厳馬の炎によって焼き払われた。
神 / 風牙衆の超越存在（オーバーロード）
三百年前、風牙衆の力の源として君臨していた超越存在（オーバーロード）。今も封印されているため、過去の話でしか登場しない。ここでいう「神」とは、造物主などの創造神ではなく、人間を超えた存在を指す。
人間では倒すことができないからこそ神であり、逆に言えば、人に倒されるのは神ではない。当時の神凪宗主は、精霊王の力を借りることで「神」を封印したとされている。今の宗主である重悟は封印の手段を知らないため、神が復活すれば神凪は確実に滅ぶとされている。
神凪に復讐するための「力」を求める兵衛は、封印の地も解法も調べ、神の復活を目論んだ。しかし、綾乃、煉、和麻の3人に阻まれ、ついに復活することはなかった。
アニメ版では「ゲホウ様」という強大な力を持った妖魔という設定になっている。詳細は以下を参照。
ゲホウ様
アニメ版における上記の「神」であり、その正体は強大な力を持った大妖魔。妖気を取り込んだ人間は凄まじい力を得るが、ゲホウ様が復活した際には「憑代（よりしろ）」となって肉体を明け渡す定めにある。復活した時は、憑代の一族もしもべの邪霊を使役できるようになる。これがアニメ版における「全盛期の風牙衆の力」とされている。
紫紺の雲のような姿で実体らしいものはなく、原作と同じく炎に封じられていた。洗脳された煉によって封印を解かれ、直後に喰らおうとしたが和麻によって阻まれた。その後、近くに流也が現れたことで妖魔と妖気が共鳴を起こし引き合い、流也と合一する形で復活。濃い緑の肌をした双翼を持つ巨人へと変貌する。しかし、長い年月の間封印されていたことで復讐鬼と化し、正気を失っていた。手始めにその場にいた風牙衆を兵衛ごと殺害。最早自分を封印した神凪への憎悪しか残っておらず、分家を死滅させるべく行動を開始する。それを阻むべく現れた和麻と綾乃のコンビネーションに敗北した。
烏天狗（からすてんぐ）
鷲の形態を持つ妖魔。手にした刀を武器に、大極図によって発生される「門」を通り、空間転移によって対象の背後に回りこんで攻撃する。しかし、大極図が効力をなくしたため、「門」を潜り抜ける瞬間に門自体が消滅。胴体を寸断されてしまい、最後は朧の流星錘によって頭部を粉砕された。
ガルム
地獄の猟犬ことコウが操っていた妖魔。石動大樹の「悪魔喰らい」によって異次元へ放逐され、アニメ版では和麻によって倒された。
狐憑き
正確には妖魔ではなく、霊に憑りつかれた人間を指す。聖陵学園の女子生徒が「エンジェルさん」というオカルト遊びを行った結果、低級の動物霊を呼び出して憑りつかれこの状態に陥った。綾乃たちに倒されたかに思われたが密かに逃げ延び、平井柚葉に憑りつき、彼女が持つ能力によってパワーアップを果たすも和麻によって浄化された。
窮奇（きゅうき）
古代中国の西方で暴虐の限りを尽くしたと言われる、四凶（しきょう）と呼ばれる四体の魔獣、その一。巨大な虎の形態を持ち、前足の付け根辺りに猛禽の翼を生やしている。
楊によって封印の祠から解き放たれ、以後は彼の手駒として使役されていた。和麻と綾乃の前に立ちふさがるが、炎雷覇の黄金の炎によって跡形もなく消滅した。
楊は他にも十数匹の妖魔を手駒としており、それらは窮奇と同格以上と語っていた。
キャンディ
ケルベロスの子供。名前は由香里がつけた。見た目は黒毛並みの子犬だが、尻尾は鱗に覆われていて口からは火を吐く。
現世に迷い込んだところを由香里に拾われ、首輪をプレゼントされる。名前も付けられるほど可愛がられていたが、親が迎えに来たため引き離されることとなる。
由香里とケルベロスでキャンディの取り合いをしていたが、自分がプレゼントした首輪が千切れたことで「母親の方に帰るのがいい」と考えることとなった。
吸血蝙蝠
吸血鬼の手下。
巨大蟹（きょだいがに）
熊も両断できそうな四本の鋏を持つ。石蕗真由美が8歳の時、姉と協力して倒した妖魔。この時、まだ紅羽は妹に対して愛情を持っていたことが窺える。
巨大百足（きょだいむかで）
全長1メートルにも及ぶ巨大な百足。妖魔や魔獣というよりも、虫に近い存在らしい。普段は隠れているが、得物が来ると一斉に姿を現し、百匹以上の包囲網を張って襲い掛かってくる。都会の路地に潜み、通りかかった者たちを喰らっていた。単体では弱いが、その分人海戦術で攻めてくるという厄介な相手。親玉に巨大な統率個体が存在する。
太一郎の援護と煉の黄金の炎のコンビネーションで全て焼き払われた。
水馬（ケルピー）
風の聖痕リプレイ「深淵の水龍」に登場した馬の姿をした水の妖魔。水術師ラーンによって呼び出され風の妖魔と連携して燎たちと敵対するがすべて倒された。
ケルベロス
冥界の門を守護する三つ頭の魔獣。亡者が現世に迷い込まないように門番をしている。
巨大な犬にも酷似した肉体をベースに、漆黒の体毛や凶悪な牙を持つ。綾乃の炎雷覇を牙で受け止めるなど、炎に対して強力な体勢があるだけではなく、牙自体の威力も凄まじいことがわかる。
子供が人間界に迷い込んでしまったため、海面を疾走して東京へ上陸。我がこのためならと、子供への愛情は綾乃と和麻も苦戦させるほどの力を見せた。負傷した傷口を炎で焼き払い、無理やり血止めするという荒業には綾乃も度肝を抜かれていた。
後鬼（ごき）
阿倍晴明が子孫に残した最強の鬼神。綾乃でもひとりでは倒せなかったほどの力を持つ（実力的な問題よりも、場所が料亭だったため周囲を巻き込まないように気を使わないといけなかったことが大きい）。普段は短刀に封印されており、「子孫に七度力を貸せ」との命令を受けている（すでに三度使用されていた）。ただし、その命令自体が狂ってしまうと制御する術を失うため暴走するという欠点を持つ。
護法童子（ごほうどうじ）
土御門の術者・山田が呼び出した式神。本来は仏教の守護者。和麻に襲い掛かるが戦闘シーンすら省略されて敗北する。
サトリ
原人や猿人に近い容姿をした妖魔。相手の心を読むことができる。そうやって相手を怯えさせ、その感情を食事としている。自分でも弱点はわかっており、「無意識の行動じゃないと倒されない」と豪語している。ただし、身体能力は人間に毛が生えた程度。
倉橋と熊谷のコンビに討伐されそうになるも、上手く二人の心を読んで同士討ちを誘発させた。熊谷の念導弾を倉橋に当てるように動いたが、熊谷が無理をして軌道を曲げたため殺害には至らず。しかし、熊谷は無理がたたって戦闘不能となる。
その後、和麻と綾乃に討伐されかけ、敵わないとみたサトリは土下座して命乞い。和麻の提案で「二千キロほど離れた場所へ追放」となり、彼の風で空中へと弾道飛行をさせられた。だが、すぐに風の影響から放り出されてしまい、猛烈な勢いで海面へと激突、砕け散って死亡した。和麻はこうなることがわかっていて行ったが、「そんなことは当たり前だから考えもしなかった」ため、サトリに読むことができなかった。サトリ自身が述べたように「無意識の殺意」に騙されて殺される形となった。
この話では珍しくサトリによる一人称形式で物語が進行し、また「心を読める」という特性による相手の心情まで描写している。
三種混合の妖魔（名称不明）
警視庁の一室に保管されていた小瓶を刑事部長がうっかり壊してしまったことで復活した三匹の妖魔が喰らい合い合一した姿。ボディは熊を思わせる二足歩行、頭部には首がなくイソギンチャクにも似た触手が生え、全身には植物のような蔦が巻きついている。攻撃の際はこの蔦を用いる。刑事部長も取り込まれているが実際は喰われている最中の霊体が表出しているだけに過ぎない（刑事部長自身は自分で妖魔を動かしている気になっているが）。実は久米老人も取り込まれており、妖魔に抗うべく「性欲」で逆に支配してしまい、綾乃との戦いで彼女に対するセクハラ攻撃に終始する形となった。後に和麻の援護を受けた綾乃の一撃により焼滅した。
この妖魔との戦いの最中、綾乃に対するセクハラ行為を見た霧香は「女性を犯して孕ませようとする話はよく聞くが、セクハラする妖魔は初めて見た」と考えている。
猩猩（しょうじょう）
柊太一郎が綾乃たちの「仕事」を目の当たりにしたときに見た大猿の妖魔。綾乃の炎雷覇でも簡単には倒せないほどの耐久力を持つが、最期は炎雷覇に貫かれ斃された。
死霊（しりょう）
生者に憑依して操る死者の霊。ロナルド・ウォレスによって使役させられていた。憑依された者は武術の心得がある人間でも歯が立たないほどの力を発揮し、入院確実のダメージを受けてもものともしなくなる。ロナルド・ウォレスが倒された後、和麻の風によって浄化された。
水中花（すいちゅうか）
風の聖痕リプレイ「深淵の水龍」に登場した妖魔。聖陵学園の屋内プールに午前と午後零時に出没し怪異を起こしていた。形状は無数の髪の毛から人間の腕が突き出ているというもので、その姿が花にたとえられたことが名前の由来。正体は魔術師ラーンによって妖魔化させられた水の精霊。聖陵学園GBCによって殲滅された。
水蛇（水の蛇）
上述の水中花とともに現れた水でできた蛇の妖魔。口腔から放つ水のブレス攻撃を主体とする。かれんと美琴の援護を受けた燎の一撃により倒された。
水魔（すいま）
風の聖痕リプレイ「深淵の水龍」に登場した妖魔。第一話を飾る最後の敵。前述の水中花などの生き残りが給水塔の水を取り込んでパワーアップしたものであり、形状は巨大なイカを想起させる。燎の炎によって焼き払われたかに思われたが一部を切り離して逃亡。屋内プールへと逃げ込み居合わせた由香里を取り込み、プールの水を用いて今度は巨大なクラゲの形態へと変貌した。この姿になってからは人語を解するようになり、ラーンと連絡を取る様が見られた。
再び燎たちと戦いとなり、最期は跳弾を利用したかれんの銃撃により滅された。
スライム
半透明、粘液状、不定形の下級妖魔。能力は「吸い込む」こと。生物を溶かして捕食し、熱量（エネルギー）として取り込んでしまう。単体では弱いが個体が集合することで崇高な魔術回路を形成し手強くなる。ミハイル・ハーレイによって使役され上述のヴリトラとなった。
精霊喰い
遥か昔に絶滅していたと思われていた種族。見た目は人間だが決定的に異質な存在。そこに在るだけで世界を殺していく。精霊を貪り喰うため、精霊術師にとって天敵であるが、精霊を捕食する能力には限界があり、それを上回る精霊術で攻撃できれば倒すことが可能である。和麻はゴートを見た際にとっくの昔に絶滅したと思っていたと述べている。
是怨（ゼノン）
三百年前から存在していた魔獣。第三巻の最後の敵。
岩を削ったような体躯に、口腔からは凶暴な牙が生え揃っているのが特徴。尻尾まで含めると体長は100メートルを超す。最初は不定形だったが、人間と戦っているうちに方向性を与えてしまい、巨大な亀（玄武）に酷似した形態となった。どうやっても倒すことができなかったため、石蕗家によって封印され、これ以上力を与えないように存在を隠蔽されていた。
アニメでは若干設定が代わり、「三百年前、富士山の噴火によって山の気が具象化したことで生まれた魔獣」と和麻がティアナに語っている。その時に魔獣に立ち向かったのが当時の石蕗一族であり、長らく富士山の火口に封印されていたが、石蕗宗家の長女・紅羽に幼少の頃から分身を憑依させて洗脳し、復活させた。紅羽の憎悪がわずかに混じっており、和麻たちに対する敵対心は強い。
和麻でさえも知覚することのできない、長距離の瞬間移動能力を持つ。正確には「身体を気に還元して龍脈（風水における山脈）を移動し、再構成する」ことで長距離の移動能力を獲得している。ただし、再生するのに一瞬のタイムラグが発生するのが弱点。
ダメージを受けるたびに瞬間的に再生し、そのたびに肉体を強化するという厄介な特性を持つ。再生能力を絶つには、地術士同様大地から切り離す必要がある。真由美と亜由美のふたりがかりでの術で動きを封じられ、和麻によって上空へ打ち上げられて地面から切り離され、煉と綾乃の合体攻撃で粉々に粉砕された。この時放った煉の炎は、綾乃を凌駕していたかもしれなかったほどの威力を持っていたという。砕け散った肉体は、和麻の風によって散りひとつ残らず完全消滅させられた。
戦法は強力な地術と重力場を操ること。紅羽のものとは比べ物にならない、ブラックホールが発生しそうなほどの重力を生み出せる。また、全長二メートルはある岩の蛇を数十匹生み出し、防御、攻撃に使用することができる。蛇の口腔からは重力砲（グラヴィティ・ブラスト）が発射され、一瞬で屋敷も消滅させる破壊力を持つ（爆発も炎上もない「消滅」である）。また、蛇の召喚はマクドナルド家が扱う精霊獣を彷彿させ、同様の術式であったのかは不明。
その妖気の強さは、和麻たち3人を終始劣勢に追い詰め、亜由美や真由美といった石蕗家の術者の力も要したことから、作中でも最強のキャラクターの一体。
アニメでは「気の塊」という設定が活かされ「気をバリアのように張り巡らせている」ため和麻たちの攻撃を一切寄せ付けないという厄介な特性を持つ。また富士の火口から出てくる前に倒すという時間制限付きの戦いとなっているため、瞬間移動の能力は使用していない。倒し方も若干変化しており、亜由美の力で気のバリアを弱められ、そこへ綾乃と煉の同時攻撃でダメージを与え、最期に和麻が粉々に粉砕するというもの。
作中でゼノンという名前を聞いた和麻が「アキレスと亀かよ」と失笑しているが、古代ギリシャの哲学者レアのゼノンが唱えた有名なたとえ話を連想したからである。この話ではアキレスという人間と亀が競争をする。

土蜘蛛（つちぐも）
「超解！」によれば、横浜山手町の某神社に封印されていた妖魔。節足動物である蜘蛛に酷似した形態を持つ妖魔。八本以上の足を持ち、全身を汚らわしい剛毛に包む。
壷の中に封印されていたが、それも弱まり始めたため、綾乃と雅人、武志の3人に討伐の依頼が入る。封印が敗れた直後に綾乃と一騎討ちを繰り広げた。霊気を遮る糸を武器に、時には防御に用いる。繭のように吐き出すことで綾乃の炎を防ぐという芸当を見せた（手加減したわけじゃない一撃を防がれ、綾乃のプライドに傷がついた）。今度は体内から爆砕され、痕跡も残さず消滅させられてしまった。
その直後に、流也の襲撃によって雅人と武志の命は奪われることとなった。
アニメ版ではいきなり冒頭から登場し、綾乃と一戦交え滅された。
通り悪魔
聖陵学園の教師・桜井雅司に憑りついていた妖魔。妖魔の一種であり、その者が持っている悪心を増大させ凶行に走らせる。桜井の復讐心に付け込んで女子高生たちを襲わせ、生気を喰らっていた。
夢魔（ナイトメア）
建築途中の状態で放置されたビルに巣食っていた妖魔。ビルの取り壊しをしようとする人間や近くにいた人間を襲い、5人を昏睡状態にした。目覚めたふたりは自殺し、残りの3人は目を覚まさないまま衰弱していった。対象に悪夢を見せ、その恐怖や絶望を餌として喰らう。
綾乃を不意打ちで術中に捕らえ、続けて和麻と煉をも術中に納める。過去、未来、問わずその人間にとっての悪夢を見せるという能力を持つ（煉は、まだ会っていないはずの、将来恋人関係になる少女から攻撃された）。偽物の和麻（綾乃にとても優しい性格）を生み出し、綾乃を騙していたが「煉を見捨てて綾乃を優先する」発言をしたため、すぐに見破られてしまう。偽物が綾乃を挑発したため、猛烈な勢いの炎が発せられてビルごと焼き払われ、夢魔は逃げる間もなく浄化された。
夢魔和麻（ナイトメアかずま）
夢魔が作り出した存在。この話の冒頭が示す通り綾乃にとって「和麻とのラブロマンス」が悪夢だったため生み出されたと思われる。態度や仕草は和麻とまったく同じだが、綾乃に優しく振舞っており、煉より綾乃を心配する言動をしたためすぐに正体を見破られてしまった。その際に「モテない女に夢を見させすぎたか」と挑発したため、激怒した綾乃の炎によって焼き尽くされた。「超解！」ではこの夢魔和麻が夢魔の本体として語られている。
ハルパス
悪魔召喚者となったコウが操った妖魔の一体。紅い瞳を持つ純白の小鳩の姿をしており、魔術を無効化する能力を持つ。しかし和麻の風には及ばず瞬殺された。
ピクシー
イングランドの森に住むと言われる悪戯好きの妖精。20センチほどの人型で背中に透き通った羽を生やしている。ピクシーのティアナによれば「風の精霊は親戚みたいなもの」とのこと。
ファフニール
悪魔召喚者となったコウが操った妖魔の一体。
フェンリル
悪魔召喚者となったコウが操った妖魔の一体。シンとの戦いの際に負傷し、コウによってあるべき場所へと戻された。
黒妖犬（ブラックドッグ）
漆黒の体毛を持つ子牛並みの体躯の魔犬。主にイギリスあたりに出没する。綾乃クラスの術者ならてこずらないが、それでもレベルは高いほうの模様。
由香里の計略で魔法少女のコスプレをした綾乃と対峙し、その威圧に気圧されて縮こまったところを炎雷覇で何度も貫かれ、ホラー映画の殺戮シーンのような被害者となってしまった。
ドラマCD第二弾にも同様の経緯で綾乃と対決。同じくホラー映画の被害者のように惨殺されたが、その際は綾乃からラブリーな口調で何度も刺し貫かれた。
フレスベルグ
悪魔召喚者となったコウが操った妖魔の一体。怪鳥の形態を持ち上空から攻撃する。シンの放った一撃により墜落し爆発四散した。
ベリアル
「無価値」を意味する名を持つ、極めて高位の大悪魔。作中でも最強最悪と言っても過言ではない力を誇る。第四巻 - 五巻をあわせた長編の最後の敵。そしてアニメ版における最終的な敵。
その身に凄まじい瘴気を纏い、地上に君臨すれば世界を滅亡に導くほどの絶大な力を誇り、たとえ契約者であろうと神炎使いであろうと人の身では抗することなどできない。あまりに強大な存在のため113人の魂を捧げても片腕を数秒間召喚することしかできなかったが、それでも召喚の余波だけで東京一帯を壊滅させるほどの能力を持つ。和麻、綾乃、煉による全身全霊の合体攻撃で片腕の出現による瘴気をやっとのことで相殺した。召喚に使用された新宿中央公園は瘴気が浸み渡り、被爆地のように草木が育たない不毛な土地と化していたが、後に和麻によって浄化された。アニメ版では被爆地そのものとなっており巨大なクレーターが形成されていた。
アニメ版では、ベリアルと戦う直前に「悪魔に喰われる翠鈴を助けられなかったこと」を和麻が回想しており、「今を、未来を守る」ために大悪魔ベリアルに挑むという原作にはないシチュエーションとなっている。3人の合体攻撃は地球を揺るがすほどの規模のものとなり、ベリアルの片腕を粉砕した。
焔凪（ほむらなぎ）
綾乃対策のためクリスがゴートより授けられた妖魔。不定形で、濃密な霧の奥に紅い燐光を輝かせている。炎の精霊を喰らう能力を持つ他、喰らって得た力を光線として発射できる。
ボルバトラーV初号機
総合科学者（ネクシャリスト）を名乗る老人・盾隼人博士によって生み出されたゴーレム。「超解！」によれば、身長5.7メートル、体重55.0トン。将来的には未知の大型魔獣の対策として用いられる予定（和麻からは欠点をことごとく指摘されていた）。
その装甲は対戦車ミサイルを打ち込まれても傷ひとつつかず、完全破壊されても二十五分で再生する。倒すには核を完全に破壊しなければならない。
暴走を始めてしまい、止めるために破壊衝動の人格である熊谷によって完全に破壊され、ただの瓦礫の山となった。しかし、再生して再び立ち上がる。今度は綾乃によって核も完全に破壊されたため、起動不能となった。
ムシュフシュ
悪魔召喚者となったコウが操った妖魔の一体。
メタトロン
キャサリン・マクドナルドが使役する「最強」の精霊獣。鍛え抜かれた男性の姿をしており、その姿は精緻な天使の像を思わせる。右手に構えた炎の剣を武器とし、高度の飛行能力も持つ。
モテない男の怨念（名称不明）
遊園地のお化け屋敷に潜んでいた悪霊。名前は和麻の台詞から。
生前相当モテなかったらしく死ぬまで女のことを考えて死んだと思われる。そのためカップル（女にモテる男、男に尻尾を振る女）を狙って呪詛を掛けていた。和麻と綾乃をカップルと誤解して襲い掛かるがまったく勝負にならず、綾乃の炎によってジワジワと焼かれ嬲り殺しにされた。なお、この話では綾乃が本物の幽霊が潜むお化け屋敷にいたこともあり常に怖がっていたので、その恨みを晴らす意味も込めて焼き尽くされた。
柚葉に憑りついていた悪霊
とある大学に巣食い人々の生気を吸っていた悪霊。犠牲者は命に別状はなく気絶する程度だったためさほど危険視はされていなかったが、柚葉に憑依したことでそれなりの力を見せるようになり和麻に浄化された。どちらかと言えば柚葉が悪霊を取り込んで力を倍増させているようだと和麻は語っていたが、後に霊的な存在を取り込みパワーアップさせるという柚葉の体質（能力）であることが明かされた。
ラクシャーサ
悪魔召喚者となったコウが操った妖魔の一体。
竜王
和麻が放浪中に中国奥地四川省で遭遇したというが詳細は不明。
狼男/人狼（ワーウルフ）
吸血の手下。煉に襲い掛かるも一瞬で倒された。後の短編では、単独で行動する人狼に似た妖魔も現れたが、こちらも煉によって瞬殺された。高位の人狼ならば輝く体毛と高い知性を誇り、神々しささえ感じさせることがあるという。煉が戦ったのはどちらも格の低い相手だった。

## 登場舞台
神凪邸
平安時代から存在する神凪一族の居住地。長編・短編を問わず登場する。
聖陵学園
皇居の堀からほど離れた場所にあるマンモス校。短編に多く登場する。
港の見える丘公園（フランス山）
一巻で和麻が父と再会し、そして決闘を行った場所。自然のまま手入れされていないので、鬱蒼とした木々が生い茂る不気味な場所となっており、夜に忍び込めば冗談抜きで遭難しかねないという。アニメ版15話では、この公園とまったく同じ場所が綾乃とキャサリンの決闘場所になっている。
横浜ランドマークタワー
一巻で和麻が宿泊していたホテル。そして久々に煉と再会した場所でもある。しかし流也によってホテルは輪切りにされ、数百人に及ぶ死傷者を出した。上下のバランスを失ったホテルは落下の衝撃で完全に崩壊した。和麻が泊まっていたのは67階のロイヤルスイートであり、坂本某からぶんどった金で豪遊するつもりだった。アニメ版では切り落とされた上部分だけ崩壊しており階下は健在。
横浜のマンション
和麻の表向きの住所。本人は使っておらず霧香が使うことがある。後に和麻を狙った暴力団が報復のため手榴弾を投げ込み室内はめちゃくちゃになった。
神凪の聖地（ヒノカグツチ山）
原作一巻の決戦地となった神凪の聖地。京都にある山を指し、そこにかつて風牙衆の神を封印した祠が存在する。「ヒノカグツチ山」とはアニメ版および「深淵の水龍」で語られた名称。
和麻と流也の風術が激突した結果、山の景観が変わってしまった。
教会
原作2巻の戦いの舞台（ただし戦闘は教会の中ではなく外）。操とミハイルが潜伏していた場所であり、ここで操はスライムから数百人にも及ぶ生気を取り込んでいた。
富士山
3巻の戦いの舞台となった場所。石蕗家はここで魔獣の封印を強化する儀式を行っていたが、「生贄を捧げる」ことだけが表立っていたためなぜ儀式を行うのかまでは知られていなかった。火口には魔獣・是怨が封印されている。原作では火口から離れた山道が、アニメ版では火口付近が是怨との決戦場所となった。
新宿のレストラン
番外編一巻に登場。ビルの中にある高級レストラン。綾乃がキャサリン・マクドナルドと初めて出会った場所である。戦いの末メタトロンを構成していた熱量が解放されたことで爆発を起こし、崩壊した上階は被害を防ぐため綾乃の炎によって焼き尽くされた。
東京都庁第一庁舎
4巻にて万魔殿（パンデモニウム）が隠されていた場所。戦いの末にラピスの放った幻像の一撃によって万魔殿ごと都庁も崩壊した。
霧香はこの危険性を見越して都庁に対し避難警報を出すように要請したが、面倒事を嫌った相手側の判断により「避難勧告（逃げる必要がなければ逃げなくてもいい）」という扱いとなり、結果多数の犠牲者が出た模様。
新宿中央公園
5巻、6巻と続く決戦の舞台となった場所。4巻では多数のシードたちが浮浪者などの人間狩りを行い、またシード同士の決闘の場となった。5巻ではもう一つの万魔殿（パンデモニウム）が隠されており、さらには大悪魔ベリアルが降臨したことで無残な荒野と化した。6巻ではクリスとガイアと戦い二度に渡って戦場となった。「超解！」によれば「もはや再生は不可能？」と記されている。アニメ版ではベリアル降臨の余波とそれを打ち消すために放った和麻たちの全力の一撃により、公園に巨大なクレーターができており面影はなくなっていた。
万魔殿（パンデモニウム）
4巻および5巻の戦いの舞台となった場所。アルマゲストの最高幹部ヴェルンハルト・ローデスによる妖魔憑依実験の拠点であり、普段は異次元に潜んでいるため通常の手段では立ち入ることができない。上述のように都庁舎と中央公園の二か所に存在しており、最初の万魔殿はラピスの攻撃で、もう一つの万魔殿はベリアル降臨とそれを防ぐべく全力の一撃を放った和麻、綾乃、煉の合体攻撃により崩壊した。
加倉島（かくらとう）
風の聖痕リプレイ「深淵の水龍」の二話の舞台。表向きは伊豆に存在する無人島とされているが、実際は神凪の訓練施設となっている。しかし、島内で実際に行われたのはどう見てもバカンスであった。
幻夢宮（げんむきゅう）
「深淵の水龍」の最終決戦場所。異次元に存在する神殿であり四大精霊によって封印された「龍」が眠る場所。内装は薄暗く生物の体内を思わせる作りだが、これは龍を封印している精霊によるものだという。

## 用語

### 精霊術師
四大精霊の力を借りる能力者の総称。
この世界を生み出した何者かが作った、あるいは世界そのもの制定した「原初の法則」に対し、精霊術師は精霊を用いることで干渉する。より強き意志で精霊に働きかけるほど大きい力を発揮でき、強力な能力者になれば単なる物理現象を越えた事象を引き起こすことができる。一般に精霊術師と精霊との関係は対等であり、「精霊から力を貸して貰っている」という考え方が通説である。
日本では地術の石蕗家、炎術の神凪家（風術の風巻家）。外国にも風術の凰家、炎術のマクドナルド家など、それぞれに歴史ある超一流の大家が存在する。他の術と違って詠唱などのプロセスが必要ないため、戦闘において魔術の中でもトップクラスの能力を持っているが、精霊の存在しない場所（異空間など）では力を一切行使できないという欠点もある。また妖魔相手の場合、属性の相性によっては活性化を招くという事態を引き起こすリスクもある。例えば炎の属性を持つ妖魔に炎術を行使するとパワーアップさせてしまう。
精霊
意思ある現象。地水火風の四つの属性を持った精霊が存在する。いずれも知性はあるが蟻や蜂のように「全体の一部」として認識しているため、自由意志は持たない。この世界のあらゆる現象に精霊は関係している。例えば「熱」を持った生物（妖魔を含む）の体内には炎の精霊が存在している。綾乃はこれを利用することで土蜘蛛の体内にいる炎の精霊に干渉して内部爆発を発生させた。ただし、精霊は身近な存在の意志の影響を受けるため、外部から干渉する意志よりもそちらを優先される。綾乃がやった内部爆発は、その「法則」を覆すほどの意志と才能によるものである。
精霊はその属性に関係した場所ほど多く存在する。大気は世界のどこにでも存在するので風の精霊のテリトリーは広い。ただし、精霊を属性と相反する場所に放置すると発狂することが確認されている（炎の精霊を水に放置する、風の精霊を地中に封印するなど）。
原初の法則
原作一巻で語られた単語。この世界を築いた造物主、もしくは世界そのものが「世界創世の刻（とき）」に生み出したルール。精霊はこれによって管理されており、世界の秩序を崩さないように動かされている。もしも精霊が好き勝手に動けば、世界は三日と経たず崩壊するという。精霊術は精霊を用いてこれに干渉することで事象を引き起こす。
炎術師
炎の精霊と交信することで後述の炎術が使用できる者。炎の精霊の加護を受けているために火・熱に対して耐性がある。特に神凪一族は宗家・分家含めて炎の精霊王の加護を受けているため、『浄化の炎』を顕現できる。これにより妖魔に対して強力なダメージを与えられる。神凪が炎術の名門と言われる所以である。
炎術
炎の精霊の力を借りる術。光に属する力でもある。
炎が桁外れのエネルギーを持つために攻撃力は最高だが、通常環境においては炎に属するものが少ないため探査・索敵が不得意。予想外の事態への対応は不得手で、神炎使いの重悟ですら事故で片足を失っている。炎は破壊と再生を司ると言われるが「治癒の炎」などは顕現できない。『超解！』によれば「魔術や呪術を扱う者にとって精霊魔術の中では炎術こそ最強」というのが常識になっているという。理由は綾乃を見ての通り、「あらゆる攻撃を焼き尽くす攻防一体」のため。しかし、まったく弱点がないわけではない。同著には「探知能力が皆無なことから先制攻撃に弱い」ことが挙げられており、力が強過ぎると目立ってしまうのが欠点とされている。実際に原作6巻では、綾乃が従える炎の精霊が多過ぎて凰小雷にあっさりと居場所を探り当てられ、身を隠すことさえできなかった。またどんな強大な力を持っていても、それを発揮する前に致命傷を受ければ封殺されることも欠点とされている。劇中では、炎の属性を司る妖魔などが相手の場合、炎術を吸収されてパワーアップさせてしまうという最悪な欠点も描写されている。
炎は破壊と再生を司るとされているが、実際の炎は「燃やす」ものであるため「治癒の炎」などは具現できない。
神器は神凪家の炎雷覇。
風術師
風の精霊と交信することで後述の風術が使用できる者。
風術
風の精霊の力を借りる術。
風は質量が軽いために戦闘には向かないが、地球上のほぼ全域に存在する大気を扱うため、探査に最も秀でており、術の召喚速度も最速。光学迷彩で姿を隠したり、声だけを相手の耳に届けるという芸当が可能。
術の威力の低さから他属性の精霊術師からは見下される傾向にある。特に和麻からも「優秀」だったとされた風牙衆も「自分では敵を倒せない」と神凪から見下されていた。このため、風術師が戦闘において他の属性の精霊術師に対抗するには、相手より術師としての腕が数段勝っていなければならない（すなわち、契約者の能力を封印した状態でも、重悟を除く神凪一族の術者に勝る和麻は、彼らより術師としての能力が数段上である）。
神器は凰家の虚空閃。
地術師
土の精霊と交信することで後述の地術が使用できる者。
地術
土の精霊の力を借りる術。
土は質量が高いために最も防御力が高く、地上にあるものは大抵土の属性を持つため、探査・索敵・攻撃もそつなくこなす。また、大地の気を体内に取り込むことで驚異的な回復力を誇り、毒すら効かなくなる。ただし、地面から離れると術やその回復力がほとんど行使できなくなる。
水術師
水の精霊と交信することで後述の水術が使用できる者。
水術
水の精霊の力を借りる術。水剋火――水は火に打ち勝つという相性から炎術に対して比較的有利とされる。巨大な質量を持った水術に対し、炎術で対抗すると水蒸気爆発が発生するため炎術師は不利であるが、超一流の炎術師なら水蒸気爆発そのものを焼き尽くすため無力化されてしまう。あくまで「火に勝ちやすい」というだけで、「絶対に勝てる」というわけではない。
精霊獣
精霊式とも。一群の精霊を仮想人格に統御させることで一個の生物に見立て、それを使い魔として使役する、精霊魔術と儀式魔術の融合によって生み出された「魔術武器」。仮想人格に精霊の制御を分担させることで、術者の本来の力量以上の数の精霊を制御することが可能になるほか、能力を特化させることもできる。生物ではないため真っ二つにされようが粉々にされようが「死ぬ」ことはなく、術者の指示に従って活動する。ただし、精霊を術者が直接統御するのではないため、術者が命令を下してからその命令が実際に行使されるまでにわずかなタイムラグが生じ、さらに細かい指示ができない、などといったデメリットもある。日本には神凪や石蕗など精霊術師としてトップクラスの一族が多く、多才であることを誇りとする彼らは、自ら能力を制限してしまう精霊獣の使い手を見下す傾向にあるため、日本であえて精霊獣を使おうとする術者はまずいない。神凪の浄化の炎は自然ならざるものを焼き払うため、精霊獣を使役する術者にとっては天敵である（変質した炎などをただの物質に戻されて制御できなくされるため）。
劇中でこれを用いたのはキャサリン・マクドナルド一人だが是怨も似たような技を用いている。また風の聖痕RPGリプレイ「深淵の水龍」では水術師ラーンがこれを用いている。

### 組織
聖陵学園（せいりょうがくえん）
中高一貫のマンモス校。所在地は東京都千代田区。
富裕層や秀才などが通っており、特に多額の寄付金をしてくれる「金ヅル」の生徒には甘い対応を見せる。理事長および校長は術者の存在を知っており神凪に依頼したこともある。主に番外編の舞台になることが多い。TRPG『深淵の水龍』では第一話の舞台となり、神凪燎を主人公とした聖陵学園ゴーストバスターズが結成された。
神凪一族（かんなぎ）
炎の精霊王と契約を交わした炎術師の名門一族。所在地は東京23区内。
精霊王との契約により神凪の霊力には破邪の力が備わっており、妖魔や悪霊などに対して絶大な威力を発揮する。炎術師として神凪一族が最強を誇る理由の1つとされている。神器・炎雷覇を保持しており、代々の宗主に継承される習わしとなっているが、必ずしも最高の実力者に受け継がれるわけではない（実際、先代宗主・頼道は炎雷覇を制御できず、他者に譲る度量もなかったため、一代前の神凪家は力が史上最低まで落ち込んだ）。
一族全員が「戦闘力こそ全て」という価値観を持ち、精霊王に祝福されたことを誇りに思っており、選民思想に近い考え方で他者を見下す者も少なくない。また、宗家と分家の間の絶対的な身分差や力量差に由来があり、分家は炎術の最高位「黄金の炎」を失って久しい。
アニメ版では「炎の精霊王との契約により炎術が使えるようになった」と語られている。
宗家である神凪家のほか、結城、大神、久我、四条といった分家を持ち、その総数は実に50余名を数える。しかし、後述の惨劇が繰り返されたことにより、主だった分家の術者が次々と死んでいったため、その力は大きく衰えてしまった。その中でも、大神家は断絶寸前にまで追い込まれてしまった。
風牙衆の壊滅後は、警視庁特殊資料整理室にその代わりを任せている。外部組織であるためか風牙衆のような扱いをしている描写はない。また重悟の思惑もあり、和麻に依頼するケースもある。
結婚に関しては、宗家から分家に降嫁させたり、分家同士で子を成すケースがある。過去には術者ではない一般人と結婚した者もいる。ただし神凪の血を外には滅多に出さない（婿養子などには出さない）。なお、炎術の才能は血筋より家系に宿っている節がある。
三昧真火（さんまいしんか）
この世には決して存在しえない「純粋なる炎」。純粋ゆえに近づく者は確実に焼き尽くされるが、精霊王の加護を持つ神凪宗家の人間だけが影響を受けずに近づける。作中では風牙衆の「神」をこの炎の中に封印したが、その方法は現代では失われてしまっている。西遊記には「三昧真火の術」というものが登場する。
風牙衆（ふうがしゅう）
風巻家を長とした20人前後の風術師集団。神凪一族の下部組織として主に探査・戦闘補助を行っていた。発祥の地は京都府。
表向きは神凪と祖を同じくするものとされているが、本来全く別の系統である。江戸時代、風を使う強大な一族として栄えた彼らだったが、金さえ積まれれば何でも請け負うというその無法さやあまりの残虐さゆえに、幕府の命を受けた神凪に捕縛され力の源である彼らの神（風の精霊王ではない）を封印され、戦闘能力が大幅に弱体化して神凪一族に敗北した。以後、神凪は彼らの持つ索敵能力を都合よく利用して道具のように扱うとともに、経緯を記録から抹消した。
その後300年間虐げ続けられた彼らは、一族の宿願である神凪への復讐を試みるが、神の封印を解くために煉を生贄にしようとしたことが和麻の逆鱗に触れ、壊滅させられた（何人かは逃げ延びている）。神の封印も解かれることはなかった。アニメでは神ではなく「ゲホウ様」という強大な力を持った妖魔を復活させようとしており、原作とは違い煉の存在を利用して封印が解かれてしまう。復活した妖魔は流也の肉体を依代にするが、300年の憎悪によってすでに正気はなく妖魔が放った風の一撃によって風牙衆が全滅した。その後は原作と同様の経緯で和麻と綾乃に倒された。
『風の聖痕RPG』のリプレイでは、原作で風牙衆の再興を重悟が口にしていたことを受けて、この反乱に直接関与せずに神凪一族に帰順した者たちがいることになっている。また風巻宗家の生き残り・風巻美琴を筆頭にしていずれは再興を重悟は考えている。
石蕗一族（つわぶき）
大地の精霊王と契約を交わした地術師の名門一族。所在地は静岡県。
30年に一度、弱まった魔獣「是怨」の封印を強化するため、一族の能力者を使って封印の大祭を行っている。封印を行う能力者は力を使い果たして確実に死亡するため、生贄と揶揄される。一般的には「儀式に捧げる生贄」の部分しか伝わっておらず、なぜ生贄を捧げるのかは不明とされている。
特殊資料整理室
警視庁に所属する国内唯一の公営退魔組織。
陰陽寮の解散から百年余り、霊的守護をもっぱら民間が担うという嘆かわしい現状を打破する目的で設立された。しかし、設立から10年足らずの新設部署であり、妖魔との戦闘能力のある術者がおらず、未だほとんど実績をあげていない。ただし、探査・索敵能力の要だった風牙衆を失った神凪一族から頼りにされるだけの見者はそろっている。なお、特殊資料整理室という名称は、「資料」と「死霊」をかけた駄洒落であるとともに、堂々と妖魔退治を標榜することができないために、いかにも「閑職」という感じの名称を付けたと言われている。これらのことからキャサリンからは「有名無実の見本」と言われている。
退魔組織であるが術者に限定はしておらず、PK（物理的な念動力）や「致命傷を受けても死なない」などといった異能を持つ者もいる。というより妖魔に対して有効な攻撃力を持った術者がほとんどいないというのが現状。表向き立場上は刑事だが、仕事内容は退魔なので刑事としてのスキルは持たない。
アニメ版ではキャサリンが所属している。
マクドナルド家
アメリカ合衆国にある精霊獣の大家。
神凪と比べても知名度は劣らないが、歴史的には浅く神凪ほどではない。
土御門（つちみかど）
安倍晴明の直系である陰陽師の大家。
最強の式神・後鬼を封印した短刀が受け継がれている。次男の貴明と綾乃の婚姻を約束するなど神凪との関係も有効である（ただし重悟は酒の席の冗談だと思っていた）。一方で精霊術師の本質を理解しておらず、「ケブラー繊維を織り込んで切れにくくした呪符」や「不燃布で作った呪符」などで風術と炎術に対抗しようとしている。
凰一族（ファン）
中華人民共和国にある風術師の大家。
キャサリンが和麻の規格外の力を見た時、真っ先に「凰家にゆかりの方」と素性を疑ったことからして力のある一族だったことが窺える。しかし原作6巻にて、クリスとガイアによって宗家は多くが虐殺されてしまった。分家は生存している模様。
アルマゲスト
本作における主要な敵に位置する魔術結社。
三百年以上前から存在しており、西欧を中心に活動する、近代魔術の最高峰とも謡われる権威ある組織である。名前はプレイトマイオスの「大星表（アルマゲスト）」に由来する。その名のとおり元々は占星術を扱う者たちで構成されていたが、貪欲に様々な術者を募った結果、今の形に落ち着いた。和麻によれば所属する術者の大半が最悪の愉快犯だという。しかし中には何も知らない一般人だけで構成された支部も存在する。
聖陵学園ゴーストバスターズ
TRPG「深淵の水龍」に登場した退魔組織。篠宮由香里の言を受けた神凪重悟によって発足された。主に聖陵学園で起こる怪異の調査・解決を担当する。メンバーは全員が聖陵学園の生徒であるが、飽くまで神凪の組織であって聖陵学園に属しているわけではない。彼らを通して依頼すると依頼料が9割減額されるので学園側も容認している。

### 術語
超越存在（オーバーロード）
「神」と呼称されるに相応しい存在を指す。劇中では精霊王や風牙衆の神が該当する。
契約者（コントラクター）
神や精霊王などの超越的存在と契約を交わし、その力を借り受けることを許された者。
力が莫大すぎるため、人の身ではその全能力を長時間行使し続けることなどできない。そのため、和麻は普段契約者としての能力を封印しているが、その状態でも風の精霊は無条件で彼に従う（神器を用いる、精霊を発狂させるなどの特殊な方法を使われた場合を除く）。
和麻は現存する唯一の契約者であり、真に力を開放した際は神凪一族ですら凌駕するほどの絶大な力を行使できる。ただし5分間という制約があり、それ以上は脳が焼き切れてしまうとしている。また力を解放した後は確実に戦闘不能になる。
過去には、神凪の初代宗主が炎の精霊王と契約したという伝承があり、その際に賜ったのが神器・炎雷覇であるとされている（実際に風の精霊王と邂逅したであろう和麻が、それを事実だと匂わせる発言をしている）。
煉はインターネット上で契約者の話を知り、それが和麻ではないかと当初から考えていた。
アニメ版では和麻が煉に初代神凪の宗主が契約者であったことや、精霊王との契約により神凪一族が炎術を使えるようになったことを語っている。
神炎（しんえん）
神凪の炎術師として極めて高い能力の者にだけ発現する能力。
通常、神凪家の浄化の炎の最高位は黄金色であるが、能力を極限まで研ぎ澄ませる事に成功したとき、操る炎に自分の霊気の色が宿る。霊気に染まった炎は最高位の黄金も容易く凌駕する威力を誇る。
神炎使い
上述を用いる術者の総称。作中で確認される術者は、重悟の「紫炎」、厳馬の「蒼炎」、綾乃の「紅炎」の3つ。
1000年を数える神凪の歴史上でも12人しかおらず、1つの時代にこれだけの神炎使いが存在するのはきわめて異例である。
資格者（シード）
4巻と5巻に登場した異能を振るう少年たち。ヴェルンハルトの妖魔憑依実験によりインターネット回線を用いて言葉巧みに憑依させられたもの。力の行使や更なる力を求めることで「契約」として扱われ、徐々に魂を喰らわれ妖魔と化していく。妖魔と被害者が結びつくことで能力が開花することからシード（種子）と呼ばれる。実際には妖魔が力を与えているのではなく、妖魔に魂を喰らわれる過程の中に一時的に能力を行使できる期間があるに過ぎない。憑依している妖魔の正体は、地獄の大公爵「ベリアル」の電子コピー。何人かは内なる妖魔を倒されたことで生き延びたものの、113人がこの実験のために妖魔化し「用済み」として処分され、コピーを通じてベリアルへの生贄として捧げられた。
能力が高まる（妖魔化が進行する）に連れてクラスも上がっていき、第一階位、第二階位、と昇華していく。心の弱い者は妖魔に精神を食い潰され死んでしまう。
聖痕（スティグマ）
風の精霊王と契約した証。劇中では主に、契約者の力を解放した和麻の蒼い瞳を指す。蒼穹のごとく鮮やかに、どこまでも澄み渡っている。
劇中において、72の魔王を支配したソロモン、ユダヤの民を率いヤーウェと契約したモーセ、神凪の初代宗主も伝説上の契約者として語られている。
独覚（どっかく）
本来は仏教用語で、正当な師に就かず独学で修行を積み真理に到達した者のことを指す（独学で至った真理など大抵はロクでもないものと言われているが）。魔術の世界においては、誰の教えも受けずに力の発言に至ってしまった者を称する。
こうした人間は比較対象が周りにいないため、自分を「選ばれた人間」「新人類」などと称し、宗教を興して教祖になったり、「旧人類」の駆逐を行ったりする危険な思想を持つ。
前述の「シード」たちの大半がこれに当てはまる。異能を得た少年たちの暴走により、公園で暮らすホームレスたちが「掃除」されてしまった。
妖気
普通の人間では持てないとされている魔性の気。年季を積んだ黒魔術師（作中ではミハイル・ハーレイが該当）や妖魔などがこれを発する。作中では一貫して禍々しいものとして扱われており、肌に触れると焼かれるような痛みを伴うのが特徴。また尋常ではない妖気を放つ場合、「地面が粘つく」「生臭い風が吹く」など自然界にまで影響を及ぼす。
妖魔
「超解！」によれば「妖怪と悪魔をひっくるめた呼称」とされている。東洋の妖怪、西洋の悪魔という風に分けられており、同著では「堕落した神が悪魔になったならば、神も妖魔も同一ではないか」と述べている。
妖魔と契約した人間は力を授かったり、眷属を使役する権限も与えられる（風巻兵衛、流也などが該当）。また何かしらの理由で人間そのものが妖魔化するパターンもある（大神操が該当）。

### 事件
和麻の出奔（本編開始前）
本編開始から4年前。炎雷覇の使い手（次期宗主）を決める継承の儀が行われ、厳馬の推薦を受けた和麻が綾乃と戦う。しかし当時の和麻では歯が立たず、炎雷覇は綾乃に継承された。この結果に失望した厳馬と実母は、和麻との縁を一方的に切り神凪から追い出してしまう。これにより和麻は、実の両親が何よりも恐ろしいと考えるようになり逃げるように中国へと渡った。
翠鈴消滅（本編開始前）
本編開始から4年前。和麻の恋人・翠鈴は魔術結社の首領アーウィン・レスザールに拉致され、悪魔への生贄に捧げられてしまう。当時の和麻では歯が立たず、使い魔に殺されそうになったがその際に風術に覚醒。しかし、仇敵は既に立ち去った後だった。
その後、和麻は仙人の霞に助けられ、彼のもとで仙道を学び、風術の制御・強化の下地にした。そして去り際に「八神」の姓を霞からもらい受け、和麻の復讐劇が始まった。
アルマゲスト崩壊（本編開始前）
本編開始から約2年半前、最愛の恋人・翠鈴を殺された和麻による復讐劇。
風術に目覚めた直後、仙人の弟子となりその力を高めたことでアーウィン・レスザールへの復讐を開始した。修行を終えた和麻はアルマゲストの支部を次々と襲撃。最終的に首領アーウィン・レスザールを討ち取ったことで収束したものの、何も知らない一般人だけの支部もあり善悪を問わず多数の犠牲者が出たという。
この当時、とある事件の解決に協力しており霧香と出会っているが、復讐鬼だった和麻は忌み嫌われていた。この後「ナニカ」あったらしく、今の人格に落ち着いたと見られているがそれは霧香も知らない。
そして、今度はアルマゲストの生き残り（ミハイル・ハーレイ、ヴェルンハルト・ローデスなど）が、和麻に復讐を始めることとになった。
風牙衆の反乱（長編第1巻）
長である風巻兵衛を首謀者、その息子である流也を実行犯とした復讐劇。
当初は真っ向から神凪一族を殲滅させる予定であったが、都合よく帰国してきた和麻を犯人に仕立て上げ、じわじわと恐怖に陥れる作戦に方針転換。和麻の助太刀により未遂で終わったものの、結果的に多くの死者が出ることになった。
流也の手で神凪一族・分家の術者7名（アニメ版では5名）が犠牲となり、さらに和麻（アニメ版では「ゲホウ様」）の手によって風牙衆が壊滅。その他、神凪一族の術者数十名（アニメ版では5名）が病院送りとなった。
操の暴走（長編第2巻）
上記の余波。神凪一族の分家・大神操が引き起こした惨劇。
「最愛の兄を和麻（実際は流也）に殺された」と逆恨みしていた大神操を、ミハイル・ハーレイが己の目的（和麻への仇討ちとそれによって得られる栄誉）のために手駒として操り、「力の養分」として1000人近い一般人が被害に遭い、さらに神凪家の術者も4名（アニメ版では5名）が犠牲となった。
最終的にミハイルは和麻に殺され、洗脳の解けた操が償いのため出家することで収束した。
是怨復活（長編第3巻）
300年以上も富士山麓に封印された大妖魔・是怨が復活した事件。
本来は、石蕗家の次女・真由美が大祭を執り行い、命と引き換えに是怨の封印を強化するはずだった。しかし、首座である巌が愛情ゆえに妖精から卵の力を用い、石蕗真由美のクローン体・亜由美を身代わりにさせようとしたことが発端。
本来、「是怨を復活させる予定」など一切なかったものの、生贄に捧げるはずだった亜由美が逃亡し、神凪煉と接触したことで事態は急展開を迎える。その後、ティアナの依頼を受けた和麻による妨害行為と、亜由美の処遇に納得のいかなかった煉・綾乃の横槍など、度重なる不運で引き起こされた作中最悪の惨劇。
結果的に一連の騒動による死者は、是怨を「新たな力」として取り込もうとした紅羽と、それを阻止しようとした当主の巌、さらに大祭用のクローンである亜由美の3名のみだが、和麻により鼓膜を破壊されるなど数名の負傷者が出ている。その他、富士山一帯の地形を大きく変えてしまったり、石蕗の邸宅が完全消滅するなど被害は甚大。
なお、黒幕と思われていた紅羽であるが、実際は「生まれた時より、是怨によって妖魔化させられ駒として操られていた」だけであった。また、「亜由美を助け出し、残りの余命を共に過ごす」という煉の目的は、是怨との戦いで彼女が力を行使し、余命を一気に削ってしまったため、水の泡と化した。
アルマゲスト襲来（長編第4〜5巻）
仇討ちの一環として、ヴェルンハルト・ローデスが電子化した妖魔を青少年たちに憑依させた実験。
これにより少年たちの暴走で多数の一般人が犠牲になった。具体的には内海の逆恨みによる呪詛によってテニス部の女子数名が事故や高熱、狂乱に襲われた。また少年たちの手によって新宿中央公園のホームレスたちが虐殺された他、和麻の暴走によって資格者のコウ（アニメではライ）、シン、烈牙とその仲間たちが記憶に干渉され廃人と化した。アニメ版では先述の資格者以外も和麻の手にかかったことが示唆されている。
最後まで生き残り妖魔化した少年たち113人が大悪魔ベリアルへの生贄に捧げられた。その他ベリアル降臨と和麻、綾乃、煉の総攻撃の衝撃によって新宿中央公園は再生不能に近い打撃を受けた（アニメ版では巨大なクレーターができ、公園の面影はない）。
精霊喰いの暗躍（長編第6巻〜未完）
四つの神器を用いた実験を行うべく風と炎の神器が狙われた。風の神器・虚空閃を所有する中国の風術師の大家・凰家の人間たちが犠牲になった。宗家は娘を一人残して死亡したが、分家は生存している模様。
人体発火連続殺人事件（短編第6巻）
聖凌学園高等部1年の女生徒・須藤響子による連続殺人事件。
不良少年たちに凌辱された直後、炎術師としての才能を覚醒させた響子が、自分を陵辱した者と似た男たちを次々殺害していく。しかし、後に一連の犯人であることが露見し、暴走状態に至ってしまう。その際、現場に居合わせた綾乃から諭された直後、制御不能に陥った精霊によって自己発火し、響子自身の死で事件は幕切れを迎えた。

### アイテム
名称が不明なものは「超解！」より記載。
エリクサー
錬金術の粋を集めた奇跡の霊薬。別名「生命の水」。
流也に敗れ、瀕死に陥った綾乃を救う際に和麻が口移しで飲ませた。後に使用料として1億円を請求した。
神器（じんぎ）
精霊王から下賜される最強の呪法具。作中で“正式な神器”として確認されているのは炎雷覇と虚空閃の2つのみ。
所持する者は力が増幅され、契約者に匹敵する精霊を制御する権限をも得る。より強き術者に従い、それより力量の低い術者に継承させる場合には大掛かりな儀式が必要となる。正式に継承すれば体内に納められるようになる。
6巻では新たな神器として「水霊」と「埜槌」が登場したが、重悟はもとより世界を旅した和麻ですらその存在を知らなかったという。そのため本当に神器なのかかなり疑わしい。
炎雷覇（えんらいは）
炎の精霊王から下賜された剣。神凪一族が代々所有し、現所有者は神凪綾乃。原作では両刃の直刀だが、アニメ版では木製。コミカライズ版ではソードを思わせる外見をしている。
虚空閃（こくうせん）
風の精霊王から下賜された槍。凰一族が代々所有し、現所有者は凰小雷。
水霊（みずち）
クリスティアン・ローエングラムが有する短い柄。先端から水が伸びることで鞭となる。炎雷覇の刃を受け止めた際に柄に亀裂が走り、まるで意志を持った存在であるかのように暴走した。
埜槌（のづち）
ガイアが有する斧。
禁呪布
和麻が宝貝を包んでいた布。劇中では特に説明はなかったが、「超解！」によれば魔術を封じ込める力があるらしい。
黒い手袋（仮称）
光をまったく反射しない異様な手袋。和麻はこれをはめて資格者たちの脳から直接情報を集めていた。干渉された結果、「気をしっかり持てば発狂するだけで済む」という危険な代物。しかし「超解！」では、それが手袋自体の能力かどうかは不明と記されている。アニメではこれを用いらず素手で資格者たちから情報を得ていた。
七星宝剣
北斗七星が刻まれた簡素な短剣。大陸産の呪法具としては有名で数多く出回っている。和麻が持つのはその中でもかなり高位なもの。6巻のガイア戦で風術を封じられた際に使用した。埜槌にはとても対抗できず一撃を受け流しただけで盛大に刃こぼれしてしまった。
電気銃（テイザー）
魔術的な効果は持たないが「超解！」に紹介されていたのでここに記すものとする。
七瀬が由香里から対内海用に渡されたスタンガンの一種。端子を飛ばし接触した部分に電気を流すことができる。違法な代物である。
対魔術手袋（アンチマジックグローブ）
軽度の魔術的影響を無効化できるグローブ。どこからか由香里が仕入れ、太一郎に渡していた。これによって術式を展開する札がめちゃくちゃになり、後述の後鬼が狂う原因となってしまった。
短刀
安倍晴明が従えた最強の式紙・後鬼が封印されている。子孫の願いに七度まで答えてくれるという。
宝貝（パオペエ）
仙人と仙術によって鍛えられた特殊なアイテム。作中には多くが武器という形で登場する。作る仙人によって性能や強度など異なると明言されており、後述の火竜鏢は和麻の風術でも簡単には壊せなかった。
火竜鏢（かりゅうひょう）
瞬時に数十に分裂し炎をまとって飛来する投擲武器型の宝貝。その炎は使用者の気を糧とするが、それが足りない時は寿命や命まで喰らい尽くす。操られた花音が和麻と遭遇した際に使用した。
宝貝の剣（両刃の直刀）
名称・能力ともに不明。飛浪に操られた際に芹沢が用いた宝貝だが朧には全く通用しなかった。
太極図（レプリカ）
万物を操る至高の宝貝。ただし作中に登場したのはそのレプリカであり、本物ほどの力はまったくなく使用回数にも制限があった。作中では和麻の風の刃を打ち消したり、空間と空間を繋げる門を出現させたり、粉々になった妖魔を瞬時に蘇生までさせている。
懐中時計（名称不明）
朧が持っていた宝貝。太極図のレプリカの使用回数を計る能力を持つ。
紅葫蘆（べにころ）
名前を呼ばれ返事をした者を吸い込んでしまう瓢箪型の宝貝。一度術中にはまれば高位の術者でも抗うのは難しく、瓢箪の中で溶かされてしまう。追い詰められた飛浪が相打ち覚悟で朧に使用したが、和麻によって持ち主ごと斬断された。
複製人形（コピーパペット）
朧の試作宝貝。使用者の精神と容姿をコピーし、絶対服従の分身となる。作中では和麻が空の彼方までぶん投げた後、風術で追撃したショックで機能が故障し、分身でありながら自分を本物と思い込むようになってしまったと朧は語っている（和麻はそれさえも朧の策略だったと考えて信用していない）。朧が創ったものは風術に対して強力な耐性を持つほか、仙術（縮地）まで用いた。

## 既刊一覧

### 小説

#### 長編
- 山門敬弘（著）・納都花丸（イラスト）、富士見書房〈富士見ファンタジア文庫〉、全6巻
  - 『風の聖痕』、2002年1月25日初版発行（1月18日発売[10]）、ISBN 4-8291-1403-7
  - 『風の聖痕 2 -魂の値段-』、2002年7月25日初版発行（7月18日発売[16]）、ISBN 4-8291-1447-9
  - 『風の聖痕 3 -月下の告白-』、2003年2月25日初版発行（2月20日発売[17]）、ISBN 4-8291-1494-0
  - 『風の聖痕 4 -瑠璃色の残影-』、2003年10月25日初版発行（10月18日発売[18]）、ISBN 4-8291-1558-0
  - 『風の聖痕 5 -緋色の誓約-』、2004年3月25日初版発行（3月18日発売[19]）、ISBN 4-8291-1599-8
  - 『風の聖痕 6 -疾風の槍-』、2005年10月25日初版発行（10月20日発売[20]）、ISBN 4-8291-1769-9

#### 短編
- 山門敬弘（著）・納都花丸（イラスト）、富士見書房〈富士見ファンタジア文庫〉、全6巻
  - 『風の聖痕 Ignition 1 綾乃ちゃんの災難』、2004年8月25日初版発行（8月20日発売[21]）、ISBN 4-8291-1638-2
  - 『風の聖痕 Ignition 2 僕だけのマドンナ』、2005年5月25日初版発行（5月20日発売[22]）、ISBN 4-8291-1720-6
  - 『風の聖痕 Ignition 3 煉くんの受難』、2007年3月25日初版発行（3月20日発売[23]）、ISBN 978-4-8291-1908-2
  - 『風の聖痕 Ignition 4 すべては愛のために』、2007年6月25日初版発行（6月20日発売[24]）、ISBN 978-4-8291-1940-2
  - 『風の聖痕 Ignition 5 幸せなイチニチ』、2007年12月25日初版発行（12月20日発売[25]）、ISBN 978-4-8291-1984-6
  - 『風の聖痕 Ignition 6 ヒミツのカンケイ』、2010年3月25日初版発行（3月20日発売[26]）、ISBN 978-4-8291-3507-5

### 漫画
- 山門敬弘（原作）・納都花丸（キャラクター原案）・猫都夏椅（作画） 『風の聖痕 紅炎の御子』 富士見書房〈角川コミックスドラゴンJr.〉、全2巻
  1. 2007年9月7日初版発行（9月6日発売[27]）、ISBN 978-4-04-712511-7
  2. 2008年3月10日初版発行（3月6日発売[28]）、ISBN 978-4-04-712538-4

### 設定資料・イラスト集
- 『超解！風の聖痕』、2007年8月7日発売[29]、ISBN 978-4-8291-7656-6
- 『FIREWORKS納戸花丸「風の聖痕」画集BOX』
- 『風の聖痕イラスト集 The Song of Flame-wind』、2007年9月30日初版発行（9月28日発売[30]）、ISBN 978-4-8291-7662-7
- 『風の聖痕 アニメ版設定資料集』
- 『風の聖痕 全ラフ＆設定資料集』（納戸花丸による同人誌）

## TRPG
- 風の聖痕RPG
  - 本作品を原作として、汎用システムスタンダードRPGシステムを使用したテーブルトークRPGである『風の聖痕RPG』が富士見ドラゴンブックから刊行され、発売中である。作者は、三輪清宗/F.E.A.R.、イラストは納都花丸・みかきみかこ。

## テレビアニメ
2006年12月にアニメ化が発表され、2007年4月から9月までアニメスピリッツ枠にて放送。題名は『風のスティグマ』としている（ロゴには「聖痕」の文字も併記）。

### スタッフ
- 監督 - 坂田純一[9]
- 製作総指揮 - 安田猛[9]、石川真一郎[9]
- 企画 - 井上伸一郎[9]、小川洋[9]、藤田純二[9]、酒匂暢彦[9]、上玉利純宏[9]
- シリーズ構成 - 関島眞頼[9]
- キャラクターデザイン - 新田靖成[9]
- 総作画監督 - 山川宏治[9]
- デザインワークス - 石野聡、片岡英之、大森英敏、神戸洋行、はらだひでき
- 美術監督 - 加藤靖忠[9]
- 美術設定 - 児玉陽平[9]
- 色彩設計 - 村田恵里子[9]
- 撮影監督 - 荻原猛夫[9]
- 編集 - 三嶋章紀[9]
- 音響監督 - 鶴岡陽太[9]
- 音楽 - 福岡ユタカ by the courtosy of TEICHIKU ENTERTAINMENT.INC.
- 音楽プロデューサー - 吉川明[9]、川村和義[9]
- 音楽制作 - フロンティアワークス
- プロデューサー - 立崎孝史、荒井英昌、武智恒雄
- アニメーションプロデューサー - 柴田和典
- アニメーション制作 - GONZO[9]
- 製作 - 風の聖痕製作委員会[12]

### 主題歌
オープニングテーマ「blast of wind」
作詞 - 石川智晶 / 作曲 - 三留一純 / 編曲 - 佐々木聡作 / 歌 - 木氏沙織
エンディングテーマA「ひとりきりの空」
作詞 - 小室みつ子 / 作曲 - 新居昭乃 / 編曲 - 土屋昌巳 / 歌 - 木氏沙織
エンディングテーマB「瞬きのキヲク」
作詞 - 修 / 作曲・編曲 - 高橋浩一郎 / 歌 - 藤村歩（神凪綾乃）、猪口有佳（篠宮由香里）、伊藤静（久遠七瀬）
第9話挿入歌&第12話エンディングテーマ「月華の祈り」
作詞 - 美咲ひいろ / 作曲・編曲 - 田川一人 / 歌 - 酒井香奈子（石蕗亜由美）
エンディングテーマは、エンディング映像の背景の違いで使い分けている（12話除く）。背景が昼で寝転がっているのが綾乃なら「瞬きのキヲク」、夜で寝転がっているのが和麻なら「ひとりきりの空」といった具合である。また、昼と夜とでは途中に挿入される絵も異なる。なお、12話では夜のバージョンが使われたほか、寝転がっているのが煉になっている（最後に手を差し出すのは昼は和麻、夜はいずれも綾乃である）。最終話のエンディングでは昼を背景に綾乃と煉が和麻に手を差し伸べる。

### 各話リスト
ストーリーは原作をもとにしているが、改変箇所も多くアニメ独自のシーンや舞台になっているものもある。
| 話数 | サブタイトル             | 脚本       | 絵コンテ       | 演出           | 作画監督                     | 原作収録巻                             |
| ---- | ------------------------ | ---------- | -------------- | -------------- | ---------------------------- | -------------------------------------- |
| 1    | 風の帰還                 | 関島眞頼   | 坂田純一       | 坂田純一       | 山川宏治                     | 第01巻                                 |
| 2    | 過去との対決             | 久保田雅史 | こでらかつゆき | 加藤顕         | 海老原雅夫                   | 第01巻                                 |
| 3    | 神凪宗家                 | 大久保智康 | 祝浩司         | 祝浩司         | PARK HONG-KEUN               | 第01巻                                 |
| 4    | 契約者（コントラクター） | 吉村清子   | 大森英敏       | 大森英敏       | 赤尾良太郎                   | 第01巻                                 |
| 5    | 迷いを捨てた者           | 浦畑達彦   | 大原実         | 黒田やすひろ   | 深澤謙二                     | 第02巻 「魂の値段」                    |
| 6    | 力の代償                 | 浦畑達彦   | トダマイ       | 奥野浩行       | LEE BOO-HEE                  | 第02巻 「魂の値段」                    |
| 7    | 魂の値段                 | 浦畑達彦   | 西澤きぬこ     | 吉沢俊一       | 田中誠輝 鈴木雄大            | 第02巻 「魂の値段」                    |
| 8    | 綾乃ちゃんの災難         | 吉村清子   | 大原実         | 加藤顕         | 海老原雅夫                   | ignition 第01巻内 同名タイトル         |
| 9    | 月下の出会い             | 関島眞頼   | 祝浩司         | 祝浩司         | PARK HONG-KEUN               | 第03巻 「月下の告白」                  |
| 10   | 護るべき人               | 久保田雅史 | こでらかつゆき | 奥野浩行       | 奥野浩行                     | 第03巻 「月下の告白」                  |
| 11   | それぞれの決意           | 大久保智康 | 大原実         | 藤本ジ朗       | 堀越久美子                   | 第03巻 「月下の告白」                  |
| 12   | 月下の告白               | 久保田雅史 | 寺岡巌         | 黒田やすひろ   | 宮崎修治 田中誠輝            | 第03巻 「月下の告白」                  |
| 13   | 遊園地にいこう!          | 浦畑達彦   | 石倉賢一       | 吉沢俊一       | SEO KYUNG ROCK               | ignition 第01巻内 同名タイトル         |
| 14   | 綾乃ちゃんの更なる災難   | 吉村清子   | こでらかつゆき | 加藤顕         | 海老原雅夫                   | ignition 第01巻内 同名タイトル         |
| 15   | キャサリン・リターンズ   | 大久保智康 | こでらかつゆき | 長村伸治       | 赤尾良太郎 田中誠輝          | ignition 第04巻内 「リターン・マッチ」 |
| 16   | 父と子と                 | 久保田雅史 | 祝浩司         | 奥野浩行       | 奥野浩行                     | ignition 第02巻                        |
| 17   | 魔法使いの倒し方         | 関島眞頼   | 祝浩司         | 祝浩司         | LEE BOO-HEE                  | 第04巻 「瑠璃色の残影」                |
| 18   | 東京RPG                  | 吉村清子   | 大森英敏       | いまざきいつき | いまざきいつき               | 第04巻 「瑠璃色の残影」                |
| 19   | 万魔殿（パンデモニウム） | 吉村清子   | こでらかつゆき | 黒田やすひろ   | SEO KYUNG ROCK               | 第04巻 「瑠璃色の残影」                |
| 20   | 翠色（すいしょく）の残影 | 大久保智康 | 大原実         | 加藤顕         | 海老原雅夫                   | 第04巻 「瑠璃色の残影」                |
| 21   | 狂乱の風術師             | 浦畑達彦   | 大森英敏       | 宮崎修治       | 宮崎修治                     | 第05巻 「緋色の誓約」                  |
| 22   | 決意と逡巡と             | 大久保智康 | 祝浩司         | 祝浩司         | KIM YU-CHEON SEO KYUNG ROCK  | 第05巻 「緋色の誓約」                  |
| 23   | 紅炎                     | 久保田雅史 | 大森英敏       | 奥野浩行       | 奥野浩行                     | 第05巻 「緋色の誓約」                  |
| 24   | 風の護りしもの           | 関島眞頼   | 金﨑貴臣       | 黒田やすひろ   | 山川宏治 赤尾良太郎 片岡英之 | 第05巻 「緋色の誓約」                  |

### 放送局
| 放送地域 | 放送局       | 放送期間                 | 放送日時           | 放送系列       |
| -------- | ------------ | ------------------------ | ------------------ | -------------- |
| 福岡県   | TVQ九州放送  | 2007年4月11日 - 9月19日  | 水曜 27:38 - 28:08 | テレビ東京系列 |
| 福井県   | 福井テレビ   | 2007年4月12日 - 10月4日  | 木曜 25:20 - 25:50 | フジテレビ系列 |
| 埼玉県   | テレ玉       | 2007年4月12日 - 9月20日  | 木曜 25:30 - 26:00 | 独立UHF局      |
| 北海道   | テレビ北海道 | 2007年4月12日 - 9月20日  | 木曜 26:30 - 27:00 | テレビ東京系列 |
| 千葉県   | チバテレビ   | 2007年4月12日 - 9月20日  | 木曜 26:30 - 27:00 | 独立UHF局      |
| 東京都   | TOKYO MX     | 2007年4月12日 - 9月20日  | 木曜 26:30 - 27:00 | 独立UHF局      |
| 京都府   | KBS京都      | 2007年4月13日 - 9月21日  | 金曜 26:00 - 26:30 | 独立UHF局      |
| 神奈川県 | tvk          | 2007年4月14日 - 9月22日  | 土曜 27:30 - 28:00 | 独立UHF局      |
| 奈良県   | 奈良テレビ   | 2007年4月19日 - 9月27日  | 木曜 25:30 - 26:00 | 独立UHF局      |
| 群馬県   | 群馬テレビ   | 2007年4月22日 - 9月30日  | 日曜 25:30 - 26:00 | 独立UHF局      |
| 長野県   | 信越放送     | 2007年4月27日 - 10月5日  | 金曜 27:00 - 27:30 | TBS系列        |
| 日本全国 | BS朝日       | 2007年4月30日 - 10月29日 | 月曜 26:00 - 26:30 | BS放送         |
| 熊本県   | 熊本放送     | 2007年5月14日 - 10月22日 | 月曜 26:20 - 26:50 | TBS系列        |

### CD
- 『blast of wind/ひとりきりの空』 （FCCM-0185、2007年5月30日発売）
- 『風のスティグマ Song Collection CD』 （FCCM-0192、2007年8月18日発売）
- 『風のスティグマ Soundtrack』 （FCCM-0216、2007年11月21日発売）

### DVD
発売は角川書店、販売は角川エンタテインメント（レンタル版のみクロックワークス）。
- 『風のスティグマ 第1章』 （2007年8月24日発売）
  - KABA-2901（S・エディション）【特典】ドラマCD すてぃぐま・おんでまんど1「風の“ヨ”カン」
  - KABA-3001（通常版）
- 『風のスティグマ 第2章』 （2007年9月28日発売）
  - KABA-2902（S・エディション）【特典】ドラマCD すてぃぐま・おんでまんど2「霧香のいちばん長い日」
  - KABA-3002（通常版）
- 『風のスティグマ 第3章』 （2007年10月26日発売）
  - KABA-2903（S・エディション）【特典】ドラマCD すてぃぐま・おんでまんど3「一体あいつは何処なのよ!」
  - KABA-3003（通常版）
- 『風のスティグマ 第4章』 （2007年11月22日発売）
  - KABA-2904（S・エディション）【特典】ドラマCD すてぃぐま・おんでまんど4「綾乃ちゃんの災難・その後」
  - KABA-3004（通常版）
- 『風のスティグマ 第5章』 （2007年12月21日発売）
  - KABA-2905（S・エディション）【特典】ドラマCD すてぃぐま・おんでまんど5「ティアナちゃんも災難」
  - KABA-3005（通常版）
- 『風のスティグマ 第6章』 （2008年1月25日発売）
  - KABA-2906（S・エディション）【特典】ドラマCD すてぃぐま・おんでまんど6「爆裂綾乃ちゃん」
  - KABA-3006（通常版）
- 『風のスティグマ 第7章』 （2008年2月22日発売）
  - KABA-2907（S・エディション）【特典】ドラマCD すてぃぐま・おんでまんど7「Always 遊園地の夕日」
  - KABA-3007（通常版）
- 『風のスティグマ 第8章』 （2008年3月28日発売）
  - KABA-2908（S・エディション）【特典】ドラマCD すてぃぐま・おんでまんど8「炎術師は見た!丸投げ温泉ほろ酔い旅情／女警視が三〇〇〇〇人」
  - KABA-3008（通常版）
- 『風のスティグマ 第9章』 （2008年4月25日発売）
  - KABA-2909（S・エディション）【特典】ドラマCD すてぃぐま・おんでまんど9「キャサリンV〜怒りの警視庁〜」
  - KABA-3009（通常版）
- 『風のスティグマ 第10章』 （2008年5月23日発売）
  - KABA-2910（S・エディション）【特典】ドラマCD すてぃぐま・おんでまんど10「和麻と翠鈴――ある街角の物語」
  - KABA-3010（通常版）
- 『風のスティグマ 第11章』 （2008年6月27日発売）
  - KABA-2911（S・エディション）【特典】ドラマCD すてぃぐま・おんでまんど11「ピグマリオン日記」
  - KABA-3011（通常版）
- 『風のスティグマ 第12章』 （2008年7月25日発売）
  - KABA-2912（S・エディション）【特典】ドラマCD すてぃぐま・おんでまんど12特別編「美少女戦隊エレメンタルムーン」
  - KABA-3012（通常版）

## ラジオ
2007年3月から11月まで『炎のツンデレ女子高生 綾乃の放課後ケーキバイキング!』のタイトルで配信された。風のスティグマを100倍楽しむための「お出かけWeb動画バラエティ」として、全ての回がスタジオの外へ出掛けて公開収録を行っている。アニメイトTVブログにて、公開録画の後の楽屋トークが配信された。

### パーソナリティ
- 藤村歩 （神凪綾乃役）
- 猪口有佳 （篠宮由香里役）
- 伊藤静 （久遠七瀬役）

### 配信日など
- 配信期間：2007年（平成19年）3月9日 - 2007年（平成19年）11月9日
- 配信サイト：web NewType
- 配信日：隔週金曜日

### 公開収録
1回の公開収録で2度の配信を行っている。いわゆる2本録りである。
- 第1回 秋葉原・アソビットシティ（2007年2月25日収録／3月9日、23日配信）
- 第2回 コミックとらのあな秋葉原1号店 7F（4月1日収録）

### コーナー
燃やして!綾乃ちゃん
炎を操りあらゆる物を燃やしてしまう炎術師である綾乃が、リスナーからメールで寄せられた燃やしてしまいたい恥ずかしい思い出を、神凪一族に伝わる聖なる剣の炎雷覇で一刀両断するコーナー。
おしえて!静先生
伊藤が出題するクイズに藤村と猪口が答える。
ふつうのおたより

### ゲスト
- 木氏沙織（#2）
- 綾瀬瑞樹
- 酒井香奈子（#9 - #10）
- 森永理科(#11 - #12)
- 牧野由依(#13 - #14)
- 小野大輔(#15 - #16)